# Праздники России

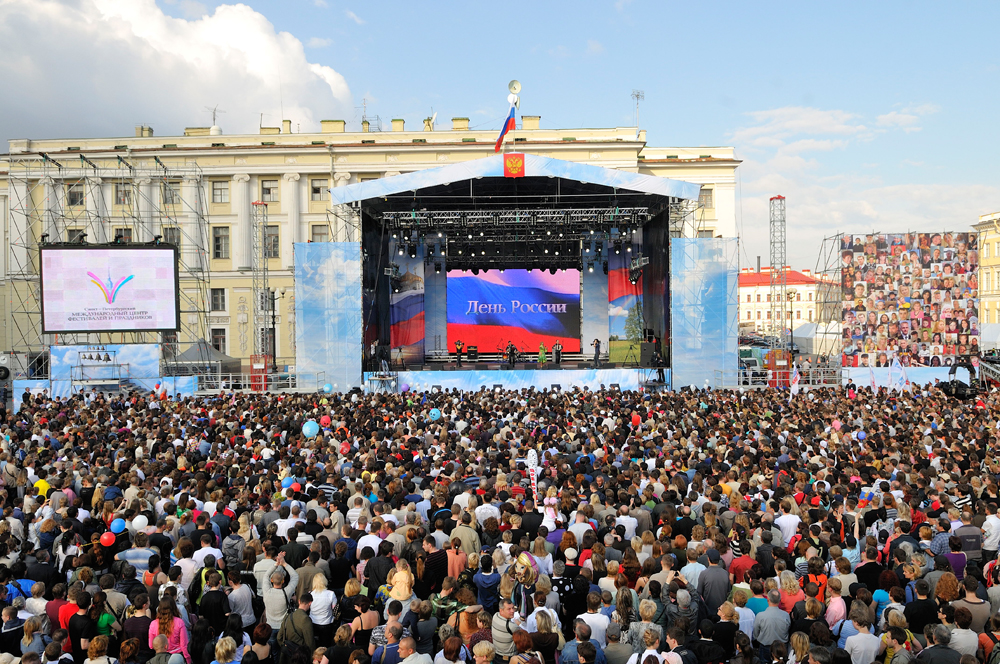
Празднование Дня России в Санкт-Петербурге, 2009 год

Праздники и памятные дни России — официально установленные в России праздничные дни, профессиональные праздники, памятные дни, памятные даты и дни воинской славы (победные дни) России.
Социологические опросы показывают, что единственными праздниками, сохраняющими популярность, остались Новый год и День Победы 9 мая. Государство постепенно вводит новые праздники, которые с течением времени обретают некоторую популярность, например, День народного единства 4 ноября.

## Нерабочие праздничные дни
Нерабочие праздничные дни в России — дополнительные выходные дни, связанные с праздниками. Перечислены в ст. 112 Трудового кодекса России.
Всего их четырнадцать:
- 1—6, 8 января — Новогодние каникулы
- 7 января — Рождество Христово
- 23 февраля — День защитника Отечества
- 8 марта — Международный женский день
- 1 мая — Праздник Весны и Труда
- 9 мая — День Победы
- 12 июня — День России
- 4 ноября — День народного единства

Помимо нерабочих праздничных дней, в России установлены рабочие праздничные дни — праздники, не являющиеся дополнительными выходными, но в которые проводятся торжественные мероприятия. Устанавливаются также дни памяти. В День памяти и скорби 22 июня в учреждениях культуры, на телевидении и радио отменяются развлекательные мероприятия и передачи в течение всего дня.

## Профессиональные праздники
Профессиональные праздники устанавливаются в знак признания заслуг работников отраслей народного хозяйства и различных сфер деятельности.

## Дни воинской славы
Дни воинской славы (победные дни) России устанавливаются в ознаменование славных побед российских войск, сыгравших решающую роль в истории России.
| Дата        | День воинской славы | С чем связан                                |
| ----------- | --- | ------------------------------------------- |
| 27 января   | День полного освобождения советскими войсками города Ленинграда от блокады его немецко-фашистскими войсками                                                    | Блокада Ленинграда (1944)                   |
| 2 февраля   | День разгрома советскими войсками немецко-фашистских войск в Сталинградской битве                                                                              | Сталинградская битва (1943)                 |
| 18 апреля   | День победы русских воинов князя Александра Невского над немецкими рыцарями на Чудском озере                                                                   | Ледовое побоище (1242)                      |
| 9 мая       | День Победы советского народа в Великой Отечественной войне 1941—1945 годов                                                                                    | Акт о капитуляции Германии (1945)           |
| 7 июля      | День победы русского флота над турецким флотом в Чесменском сражении                                                                                           | Чесменское сражение (1770)                  |
| 10 июля     | День победы русской армии под командованием Петра Первого над шведами в Полтавском сражении                                                                    | Полтавская битва (1709)                     |
| 9 августа   | День первой в российской истории морской победы русского флота под командованием Петра Первого над шведами у мыса Гангут                                       | Гангутское сражение (1714)                  |
| 23 августа  | День разгрома советскими войсками немецко-фашистских войск в Курской битве                                                                                     | Курская битва (1943)                        |
| 8 сентября  | День Бородинского сражения русской армии под командованием М. И. Кутузова с французской армией                                                                 | Бородинское сражение (1812)                 |
| 11 сентября | День победы русской эскадры под командованием Ф. Ф. Ушакова над турецкой эскадрой у мыса Тендра                                                                | Сражение у мыса Тендра (1790)               |
| 21 сентября | День победы русских полков во главе с великим князем Дмитрием Донским над монголо-татарскими войсками в Куликовской битве                                      | Куликовская битва (1380)                    |
| 4 ноября    | День народного единства | Польско-литовская оккупация Москвы (1612)   |
| 7 ноября    | День проведения военного парада на Красной площади в городе Москве в ознаменование двадцать четвёртой годовщины Великой Октябрьской социалистической революции | Парад на Красной площади 7 ноября 1941 года |
| 1 декабря   | День победы русской эскадры под командованием П. С. Нахимова над турецкой эскадрой у мыса Синоп                                                                | Синопское сражение (1853)                   |
| 5 декабря   | День начала контрнаступления советских войск против немецко-фашистских войск в битве под Москвой                                                               | Битва за Москву (1941)                      |
| 24 декабря  | День взятия турецкой крепости Измаил русскими войсками под командованием А. В. Суворова                                                                        | Штурм Измаила (1790)                        |

## Памятные даты
Памятные даты России — официально установленные памятные даты в мировой истории или истории России, связанные с важнейшими историческими событиями в жизни государства и общества.
- 17 января — Памятная дата военной истории России. В этот день в 1945 году советские войска освободили Варшаву от немецко-фашистских войск.
- 27 января — День воинской славы России. В этот день в 1944 году советские войска освободили от блокады немецко-фашистских войск город Ленинград.
- 2 февраля — День воинской славы России. В этот день в 1943 году советские войска разгромили немецко-фашистские войска в Сталинградской битве.
- 9 февраля — Памятная дата военной истории России. В этот день в 1904 году российский крейсер «Варяг» и канонерская лодка «Кореец» геройски сражались с японской эскадрой в бухте Чемульпо.
- 15 февраля — День памяти о россиянах, исполнявших служебный долг за пределами Отечества. В этот день в 1989 году советские войска были выведены из Афганистана.
- 16 февраля — Памятная дата военной истории России. В этот день в 1916 году русские войска под командованием Николая Николаевича Юденича взяли турецкую крепость Эрзерум.
- 20 февраля — Памятная дата военной истории России. В этот день в 1799 году русская эскадра под командованием Фёдора Фёдоровича Ушакова взяла штурмом крепость Корфу.
- 23 февраля — День защитника Отечества. В 1918 году была создана Рабоче-Крестьянская Красная армия.
- 18 марта — Памятная дата военной истории России. В этот день в 1809 году русские войска завершили героический переход по льду Ботнического залива в ходе войны со Швецией.
- 22 марта — Памятная дата военной истории России. В этот день в 1915 году русские войска после многомесячной осады взяли крупнейшую австрийскую крепость Перемышль.
- 27 марта — Памятная дата военной истории России. В этот день в 1111 году русские дружины разбили половецкое войско.
- 31 марта — Памятная дата военной истории России. В этот день в 1814 году русские войска и их союзники вступили в Париж. Европа была освобождена от владычества Наполеона.
- 18 апреля — День воинской славы России. В 1242 году русские воины князя Александра Невского одержали победу над немецкими рыцарями на Чудском озере.
- 9 мая — День Победы советского народа в Великой Отечественной войне. В этот день в 1945 году была подписана капитуляция фашистской Германии.
- 31 мая — Памятная дата военной истории России. В этот день в 1814 году был подписан Парижский мирный договор и окончилась война против наполеоновской империи.
- 4 июня — Памятная дата военной истории России. В этот день в 1916 году в ходе Первой мировой войны началось наступление русских войск под командованием Алексея Алексеевича Брусилова.
- 18 июня — Памятная дата военной истории России. В этот день в 1855 году русские войска в ходе обороны Севастополя отразили штурм англо-французско-турецких войск на Малахов курган.
- 22 июня — День памяти о погибших в Великой Отечественной войне. В этот день в 1941 году фашистская Германия напала на СССР.
- 29 июня — День памяти о партизанах и подпольщиках, сражавшихся с фашистами в годы Великой Отечественной войны.
- 3 июля — Памятная дата военной истории Отечества. В этот день в 1944 году советские войска освободили Минск от немецко-фашистских захватчиков.
- 7 июля — День воинской славы России. В этот день в 1770 году русский флот под командованием графа Алексея Григорьевича Орлова одержал победу над турецким флотом в Чесменском сражении.
- 10 июля — День воинской славы России. В 1709 году русская армия под командованием Петра Первого одержала победу над шведскими войсками в Полтавском сражении.
- 12 июля — Памятная дата военной истории Отечества. В этот день в 1943 году под Прохоровкой произошло крупнейшее во Второй мировой войне танковое сражение между советской и германской армиями.
- 13 июля — Памятная дата военной истории России. В этот день в 1944 году советские войска освободили Вильнюс от немецко-фашистских захватчиков.
- 18 июля — Памятная дата военной истории России. В этот день в 1770 год русская армия под командованием Петра Александровича Румянцева одержала победу над турецкой армией при Ларге.
- 23 июля — Памятная дата военной истории России. В этот день в 1240 году русские воины под командованием князя Александра Ярославича одержали победу над шведами в Невской битве.
- 25 июля — Памятная дата военной истории России. В этот день в 1410 году русские войска и их союзники одержали победу над немецкими рыцарями в Грюнвальдской битве.
- 1 августа — Памятная дата военной истории России. В этот день в 1770 году русская армия одержала победу над турецкой армией при Кагуле.
- 1 августа — День памяти о погибших в Первой мировой войне. В этот день в 1914 году Германия объявила войну России.
- 2 августа — Памятная дата военной истории России. В этот день в 1572 году русские войска под предводительством князей Михаила Воротынского и Дмитрия Хворостинина разбили татарское войско.
- 9 августа — День воинской славы России. В 1714 году русский флот под командованием Петра Первого одержал первую в российской истории морскую победу над шведами у мыса Гангут.
- 12 августа — Памятная дата военной истории России. В 1759 году русские войска и их союзники разгромили прусские войска в сражении при Кунерсдорфе.
- 15 августа — Памятная дата военной истории России. В этот день в 1799 году русские войска под командованием Александра Васильевича Суворова разгромили французские войска в битве при Нови.
- 20 августа — Памятная дата военной истории России. В этот день в 1914 году русские войска одержали победу над германской армией в Гумбинненском сражении.
- 20 августа — Памятная дата военной истории России. В этот день в 1939 году советские войска под командованием Георгия Константиновича Жукова разгромили японские войска на реке Халхин-Гол.
- 23 августа — День воинской славы России. В этот день в 1943 году советские войска разгромили немецко-фашистские войска в Курской битве.
- 24 августа — Памятная дата военной истории Отечества. В этот день в 1944 году советские войска освободили Кишинёв от немецко-фашистских захватчиков.
- 28 августа — Памятная дата военной истории России. В этот день в 1739 году русские войска под командованием Бурхарда Миниха разбили турецкую армию под Ставучанами.
- 29 августа — Памятная дата военной истории России. В этот день в 1813 году русская гвардия отличилась в сражении против французской армии при Кульме.
- 30 августа — Памятная дата военной истории России. В этот день в 1757 году русские войска под командованием Степана Фёдоровича Апраксина одержали победу над прусской армией в сражении под Гросс-Егерсдорфом.
- 2 сентября — Памятная дата военной истории России. В этот день в 1945 году окончилась Вторая мировая война.
- 8 сентября — День воинской славы России. В 1812 году русская армия под командованием Михаила Илларионовича Кутузова выстояла в генеральном сражении с французской армией при селе Бородино.
- 11 сентября — День воинской славы России. В 1790 году русская эскадра под командованием Фёдора Фёдоровича Ушакова одержала победу над турецкой эскадрой у мыса Тендра.
- 21 сентября — День воинской славы России. В 1380 году русские полки во главе с великим князем Дмитрием Донским одержали победу над ордынскими войсками в Куликовской битве.
- 24 сентября — Памятная дата военной истории России. В 1799 году русские войска под командованием Александра Васильевича Суворова совершили героический переход через перевал Сен-Готард в Швейцарии.
- 26 сентября — Памятная дата военной истории России. В этот день в 1914 году русские войска под командованием Николая Иванова разгромили австро-венгерские войска в Галицийской битве.
- 1 октября — Памятная дата военной истории России. В этот день в 1609 году началась героическая многолетняя оборона Смоленска от польско-литовских войск.
- 2 октября — Памятная дата военной истории России. В этот день в 1811 году русские войска под командованием Михаила Илларионовича Кутузова разбили турецкую армию под Рущуком.
- 9 октября — Памятная дата военной истории России. В этот день в 1760 году русские войска в ходе Семилетней войны заняли Берлин.
- 18 октября — Памятная дата военной истории России. В этот день в 1813 году русская армия и её союзники одержали победу над наполеоновскими войсками в Битве народов под Лейпцигом.
- 20 октября — Памятная дата военной истории России. В этот день в 1827 году русский флот и его союзники разгромили турецкий флот в Наваринском морском сражении.
- 4 ноября — День народного единства. В 1612 году народное ополчение под командованием князя Дмитрия Пожарского освободило Москву от иноземных захватчиков.
- 6 ноября — Памятная дата военной истории Отечества. В этот день в 1943 году советские войска освободили Киев от немецко-фашистских захватчиков.
- 7 ноября — День памяти о погибших в годы Гражданской войны в России. В этот день в 1917 году началась Октябрьская социалистическая революция.
- 11 ноября — Памятная дата мировой военной истории. В этот день в 1918 году окончилась Первая мировая война.
- 16 ноября — Памятная дата военной истории России. В этот день в 1805 году русские войска под командованием князя Петра Ивановича Багратиона противостояли многократно превосходящим силам французов при Шенграбене.
- 26 ноября — Памятная дата военной истории России. В этот день в 1904 году русские войска в ходе обороны крепости Порт-Артур отразили штурм японских войск.
- 1 декабря — День воинской славы России. В 1853 году русская эскадра под командованием Павла Степановича Нахимова одержала победу над турецкой эскадрой у мыса Синоп.
- 5 декабря — День воинской славы России. В этот день в 1941 году началось контрнаступление Красной армии против немецко-фашистских войск в битве под Москвой.
- 9 декабря — День Героев Отечества. В 1769 году был учрежден военный орден Святого Георгия Победоносца.
- 10 декабря — Памятная дата военной истории России. В этот день в 1877 году русские войска взяли турецкую крепость Плевна.
- 17 декабря — Памятная дата военной истории России. В этот день в 1788 году русские войска под командованием князя Григория Александровича Потемкина взяли турецкую крепость Очаков.
- 24 декабря — День воинской славы России. В 1790 году русские войска под командованием Александра Васильевича Суворова взяли турецкую крепость Измаил.
- 28 декабря — Памятная дата военной истории России. В этот день в 1877 году русские войска разгромили турецкую армию при Шейново у Шипкинского перевала.

## Праздничные дни в Российской империи
Закон от 2 июня 1897 года «О продолжительности и распределении рабочего времени в заведениях фабрично-заводской и горной промышленности» установил обязательные для всех работодателей «неприсутственные» праздничные дни (по юлианскому календарю), все из которых были православными, за исключением Царских дней и Нового года, которые считались «объявленными по Высочайшему повелению» (хотя и в Новый год православная церковь отмечает праздник, отнесённый к разряду великих, Обре́зание Господне и память святителя Василия Великого):
Непереходящие церковные праздники:
- 1 января — Новый год;
- 19 января — Крещение Господне;
- 2 февраля — Сретение Господне;
- 25 марта — Благовещение Пресвятой Богородицы;
- 29 июня — Святых апостолов Петра и Павла;
- 6 августа — Преображение Господне;
- 15 августа — Успение Пресвятой Богородицы;
- 29 августа — Усекновение главы Иоанна Крестителя;
- 8 сентября — Рождество Пресвятой Богородицы;
- 14 сентября — Воздвижение Креста Господня;
- 1 октября — Покров Пресвятой Богородицы;
- 21 ноября — Введение во храм Пресвятой Богородицы;
- 25—26 декабря — Рождество Христово (с первым днём попразднства);

Переходящие церковные праздники:
- пятница и суббота Сырной седмицы;
- Неделя 6-я Великого поста, ваий — Вход Господень в Иерусалим;
- четверг, пятница и суббота Страстной седмицы;
- Пасха и Светлая седмица;
- четверг 6-й седмицы по Пасхе — Вознесение Господне;
- Неделя 8-я по Пасхе — Пятидесятница;
- понедельник 1-й седмицы по Пятидесятнице — Духов день;

Высокоторжественные царские дни в 1913 году:
- 23 апреля — Тезоименитство Е. И. В. Государыни Императрицы Александры Феодоровны;
- 6 мая — Рождение Е. И. В. Государя Императора Николая Александровича;
- 14 мая — Священное Коронование Их Императорских Величеств;
- 25 мая — Рождение Е. И. В. Государыни Императрицы Александры Феодоровны;
- 22 июля — Тезоименитство Е. И. В. Вдовствующей Государыни Императрицы Марии Феодоровны;
- 30 июля — Рождение Е. И. В. Вдовствующей Государыни Императрицы Марии Феодоровны;
- 5 октября — Тезоименитство Е. И. В. Государя Наследника Цесаревича и Великого Князя Алексея Николаевича;
- 20 октября — Восшествие на престол Е. И. В. Государя Императора Николая Александровича;
- 14 ноября — Рождение Е. И. В. Государя Наследника Цесаревича и Великого Князя Алексея Николаевича;
- 6 декабря — Тезоименитство Е. И. В. Государя Императора Николая Александровича.

Для работников «инославных вероисповеданий» разрешалось не вносить в расписание те праздники, которые не чтутся их Церковью, для нехристиан можно было вносить в расписание иные праздничные дни «сообразно закону их веры».

## Праздничные дни в СССР
В СССР нерабочими днями являлись:
- 1 января — Новый год (1898—1929, с 1948)
- 22 января — День памяти 9 января 1905 года и памяти В. И. Ленина (1918—1951, до 1929 года — День памяти 9 января 1905 года)
- 8 марта — Международный женский день (с 1966)
- 12 марта — День низвержения самодержавия (1918—1929)
- 18 марта — День Парижской коммуны (1918—1929)
- 1-2 мая — День международной солидарности трудящихся (с 1918, до 1964 года — День Интернационала)
- 9 мая — День Победы (1945—1947, с 1965)
- 3 сентября — День Победы над Японией (1945—1946)
- 7 октября — День Конституции СССР (с 1936, до 1977 года — 5 декабря)
- 7-8 ноября — Годовщина Великой Октябрьской социалистической революции (с 1918)

Также было несколько праздников, которые отмечались без нерабочих дней:
- 23 февраля — День Советской Армии и Военно-морского флота СССР (с 1922, до 1949 года — День Красной армии и Флота)
- 12 апреля — День Космонавтики (с 1961)
- 19 мая — День пионерии (с 1922)
- 29 октября — День рождения Комсомола (с 1918)

Жители СССР ежегодно праздновали День Красной (советской) армии (23 февраля) и День Великой Октябрьской социалистической революции (7 ноября). В первый праздник ежегодно демонстрировался фильм «Чапаев», во второй — «Ленин в Октябре» и «Ленин в 1918 году», где ясно были обозначены образы «своих» (большевики, народные массы, выходцы из низов) и «чужих» (монархисты, Белая армия, буржуи, представители Антанты). День Октябрьской революции отмечали массовыми демонстрациями, в которых была обязана принимать участие советская общественность. В отдельных предприятия и районы города формировались свои колонны, несущие красные флаги и транспаранты, в том числе портреты основателей государства и его текущих руководителей, подчеркивая историческую преемственность. Участие в данных мероприятиях являлось обязательным, хотя и рассматривалось как почетная обязанность, а отказ вызывал подозрения в антисоветских настроениях и грозил неприятностями.

## Перечень праздников и памятных дней в России
| Дата                                       | Название | Примечание |
| ------------------------------------------ | --- | --- |
| 1—6, 8 января                              | Новогодние каникулы (праздничные дни) | Главный календарный праздник, наступающий в момент перехода с последнего дня года в первый день следующего года. С 1898 года 1 января является нерабочим днём. В 1929 году правительство СССР установило 1 января обычным рабочим днём. В 1947 году постановлением Президиума Верховного Совета СССР от 23 декабря 1947 года, опубликованным в газете «Известия» от 24 декабря 1947 года, 1 января был установлен выходным днём. Одновременно, этим постановлением 9 мая устанавливался рабочим днём (однако оставался праздничным днём) По закону от 25 сентября 1992 года, также и 2 января стало выходным. По закону от 29 декабря 2004 года, с 2005 года с 1 по 5 января установлены новогодние каникулы. При этом их фактическая продолжительность в 2005—2013 годах составляла, вместе с Рождеством Христовым (в некоторые годы — вместе с предшествовавшими им декабрьскими выходными или следующими за ними январскими выходными), благодаря переносу совпадавших с нерабочими праздничными днями выходных дней на следующие за ними рабочие дни, 10 дней. Их фактическим первым днём становились 30 декабря — 1 января, а последним, соответственно, 8—10 января. По закону от 23 апреля 2012 года в состав новогодних каникул формально были включены 6 и 8 января. Но на фактическую продолжительность новогодних каникул это не повлияло: в 2013 году она составила те же 10 дней, что и прежде, в то время как в 2014 году, впервые, они продолжались фактически лишь те восемь дней (вместе с Рождеством Христовым), что и указаны в законе. Но одновременно с формальным дополнением новогодних каникул двумя днями, 6 и 8 января, законом предоставлена возможность переноса Правительством Российской Федерации совпавших с январскими праздниками (с Новогодними каникулами и Рождеством Христовым) не более двух выходных дней на другие дни в очередном календарном году. Это позволило с 2013 года почти полностью отказаться от практики переноса выходного с суббот или воскресений, то есть от практики назначения суббот или воскресений рабочими днями, которая ранее производилась для объединения с ближайшими выходными нерабочего праздничного дня. Также с этого же времени появилась практика переноса новогодних выходных на 1—2 рабочих дня после Праздника Весны и Труда, а с 2022 года ещё и после Дня Победы. С 2021—2022 годов практика переноса выходных с суббот или воскресений вернулась, а все выходные с Новогодних каникул стали переноситься только на майские праздники и 31 декабря. В 2015 году фактическая продолжительность новогодних каникул вместе с Рождеством Христовым достигла рекордного срока в 11 дней, с 1 по 11 января. Неоднократно предлагалось включить в состав Новогодних каникул 31 декабря, однако такие предложения долгое время не находили поддержки у государства. После того, как в течение 3 лет, с 2016 по 2018 год этот день был выходным, в 2019 году, когда 31 декабря выпало на рабочий день, вновь возникли обсуждения по данному вопросу. В результате, в 2019 году власти некоторых регионов переносили выходной день с последней субботы года на 31 декабря, в 2020 году это сделали власти всех регионов по рекомендации Президента России Владимира Путина, а с 2021 года Правительством этот день объявляется выходным за счёт переноса другого выходного с Новогодних каникул либо также с последней субботы года. Тем самым, данное предложение было поддержано лишь частично: по трудовому кодексу 31 декабря по-прежнему является рабочим днём. В связи с тем, что 31 декабря де-факто вошло в состав Новогодних каникул, их минимальная продолжительность стала составлять 9 дней, а максимальная — 12 дней. Неоднократно многими политиками предлагалось сократить продолжительность каникул до 2—4 дней, с началом выходных 31 декабря — 1 января, а окончанием 2—3 января. В частности, из-за нерабочих дней в марте—мае 2020 года, объявленных из-за пандемии COVID-19, предлагалось частично компенсировать их путём сокращения Новогодних каникул в 2021 году, оставив выходные только 1—3 и 7 января, но данное предложение поддержано не было. Также на фоне нового роста заболеваемости коронавирусом осенью—зимой 2020 года, партия Коммунисты России предлагала наоборот увеличить продолжительность Новогодних каникул до 24 января, но это предложение также не было поддержано |
| 7 января                                   | Рождество Христово (праздничный день) | Христианский праздник, связанный с памятью о рождении Иисуса Христа, утверждён согласно датировке празднования, принятой в Русской Православной Церкви. С 1991 года является нерабочим днём. Праздничные нерабочие дни являются общими на всей территории страны за исключением 7 января. В субъектах РФ, основная часть населения которых исповедует религии, отличные от православного христианства, может устанавливаться вместо или наряду с 7 января другой праздничный день. В этом случае 7 января для граждан этих субъектов РФ может являться рабочим днём. Однако, на данный момент, ни в одном из субъектов РФ не отменён выходной день 7 января. Аналогичные полномочия предоставлены трудовым коллективам организаций для работников, исповедующих религии, отличные от православного христианства. |
| 12 января                                  | День работника прокуратуры Российской Федерации | Праздник отмечается в России начиная с 1996 года, согласно Указу Президента Российской Федерации Бориса Николаевича Ельцина № 1329 от 29 декабря 1995 года. В этот день в 1722 году указом императора Российской империи Петра Великого при Правительствующем сенате впервые был учреждён пост генерал-прокурора и возник институт российской прокуратуры. |
| 13 января                                  | День российской печати | Учреждён постановлением Президиума Верховного совета РСФСР № 3043-1 от 28 декабря 1991 года и связан с исторической датой — началом издания первой российской печатной газеты «Ведомости» (не имеет отношения к современной одноимённой газете «Ведомости»), основанной указом Петра Великого. 2 января 1703 года (13 января по новому стилю) в Москве вышел первый номер русскоязычной печатной газеты под сегодняшним названием «Санкт-Петербургские ведомости», который тогда назывался: «Ведомости о военных и иных делах, достойных знания и памяти, случившихся в Московском Государстве и во иных окрестных странах». Пётр Первый рассматривал газету как важное средство борьбы за проведение реформ и утверждения могущества Российской империи. |
| 14 января                                  | День трубопроводных войск | Праздник отмечается в России начиная с 2022 года, согласно Указу Президента Российской Федерации № 741 от 30 декабря 2021 года. |
| 21 января                                  | День инженерных войск (памятный день) | Установлен Указом Президента Российской Федерации Бориса Николаевича Ельцина № 1370 от 18 сентября 1996 года. |
| 25 января                                  | Татьянин день (День российского студенчества) | Памятная дата в России, а также день в православном и народном месяцеслове. Название дня произошло от имени раннехристианской мученицы Татьяны Римской, память которой совершается в Православной церкви 12 (25) января. После подписания в 1755 году императрицей Елизаветой Петровной указа об учреждении Московского университета, «Татьянин день» стал праздноваться сначала как день рождения университета, а позднее и как праздник российского студенчества. Указом Президента Российской Федерации Владимира Владимировича Путина № 76 от 25 января 2005 года с 2005 года праздник установлен официально. Выходной день в высших и средних специальных учебных заведениях. |
| 27 января                                  | День снятия блокады города Ленинграда (день воинской славы России) | Блокада Ленинграда (ныне — Санкт-Петербург) — военная блокада немецкими, финскими и испанскими (Голубая дивизия) войсками с участием добровольцев из Северной Африки, Европы и военно-морских сил Италии во время Великой Отечественной войны. Длилась с 8 сентября 1941 года по 27 января 1944 года — 872 дня. Праздник отмечается в соответствии с Федеральным законом от 13 марта 1995 года № 32-ФЗ «О днях воинской славы (победных днях) России». |
| 2 февраля                                  | День разгрома советскими войсками немецко-фашистских войск в Сталинградской битве (день воинской славы России)                                                                       | Сталинградская битва — одно из важнейших сражений Второй Мировой и Великой Отечественной войн между Красной армией и Вермахтом при поддержке армий стран «оси». Происходила на территории современных Воронежской, Ростовской, Волгоградской областей и Республики Калмыкии с 17 июля 1942 по 2 февраля 1943 года. Праздник установлен Федеральным законом № 32-ФЗ от 13 марта 1995 года «О днях воинской славы (победных днях) России». |
| 8 февраля                                  | День российской науки | Был учреждён Указом Президента России Бориса Николаевича Ельцина от 7 июня 1999 года № 717. Праздник впервые стал отмечаться во время празднования 275-летия Российской академии наук. |
| 8 февраля                                  | Международный день стоматолога | Профессиональный праздник стоматологов и зубных врачей, который отмечается по всей планете. |
| 9 февраля                                  | День работника гражданской авиации | Установлен Указом Президента России Владимира Владимировича Путина от 9 февраля 2013 года № 98. Приурочен возникновению 9 февраля 1923 г. воздушного флота |
| 10 февраля                                 | День дипломатического работника | Профессиональный праздник всех дипломатических работников Российской Федерации, который отмечается в России ежегодно 10 февраля. Был учреждён Указом Президента Российской Федерации Владимира Владимировича Путина № 1279 от 31 октября 2002 года. Дата этого праздника связана с историей первого внешнеполитического ведомства России — Посольского приказа. На этот день 1549 года приходится наиболее раннее упоминание о нём. |
| 15 февраля                                 | День памяти воинов-интернационалистов (День памяти о россиянах, исполнявших служебный долг за пределами Отечества) (памятная дата)                                                   | Официальная памятная дата в Российской Федерации, призванная почтить память воинов-интернационалистов, исполнявших интернациональный долг за пределами границ своей Родины. Установлен федеральным законом от 29.11.2010 г. № 320-ФЗ. В этот день, 15 февраля 1989 года, последняя колонна советских войск покинула территорию Афганистана. Командующий Ограниченным контингентом генерал-лейтенант Борис Всеволодович Громов, спрыгнув с бронетранспортёра, пересёк мост, символизируя этим, что он последним перешёл пограничную реку Амударья (г. Термез), но в реальности последними Афганистан покинули подразделения пограничников и спецназа, прикрывавшие вывод войск и вышедшие на территорию СССР только во второй половине дня 15 февраля. Это событие ознаменовало для Советского Союза окончание Афганской войны, которая продлилась почти десять лет и унесла жизни более 15 тысяч советских граждан. |
| 17 февраля                                 | День российских студенческих отрядов | Официальная дата, установленная Указом Президента России Владимира Владимировича Путина № 86 от 21 февраля 2015 года. 17 февраля считается датой возрождения деятельности современных студенческих отрядов, в этот день в 2004 году в Москве на Всероссийском Форуме, посвящённом 45-летию студенческого стройотрядовского движения, было учреждено молодёжное общероссийское общественное движение «Российские Студенческие Отряды». |
| 23 февраля                                 | День защитника Отечества (праздничный день) | История этого праздника начинается со дня победы Красной Армии над кайзеровскими войсками Германии в 1918 году. В этот день отряды формирующейся Красной Армии остановили врага на подступах к Петрограду. Был установлен в СССР в 1922 году как «День Красной армии и Флота». С 1949 до 1993 года носил название «День Советской Армии и Военно-Морского флота». Под нынешним названием праздник был установлен Постановлением Президиума ВС РФ от 08 февраля 1993 года N 4423-1. С 2002 года является нерабочим днём. В 2013—2014 и 2019 годах существовала практика при совпадении этого праздника с выходным днём переносить выходной не на ближайший понедельник (как это предусмотрено ТК РФ), а на другой рабочий день. Однако это противоречит Трудовому кодексу: такой порядок переноса предусмотрен только для дней с 1 по 8 января. |
| 27 февраля                                 | День Сил специальных операций | Установлен Указом Президента России Владимира Владимировича Путина № 103 от 26 февраля 2015 года. |
| 1 марта                                    | День эксперта-криминалиста | В этот день в 1919 году в системе уголовного розыска России был создан Кабинет судебной экспертизы — первое экспертное подразделение в органах Внутренних дел России. Тогда оно называлось Центророзыск. |
| 1 марта                                    | Всемирный день Гражданской обороны | Установлен в 1990 году, отмечается в странах — членах МОГО с целью пропаганды знаний о гражданской обороне и поднятия престижа национальных служб спасения. В этот день, 1 марта 1972 года, вступил в силу Устав МОГО, который одобрили 18 государств. |
| 8 марта                                    | Международный женский день (праздничный день) | Праздник появился как день солидарности женщин в борьбе за равные права и эмансипацию. С 1965 года является нерабочим днём. |
| Второе воскресенье марта                   | День работников геодезии и картографии | Праздник был установлен Указом Президента России Владимира Владимировича Путина № 1867 от 11 ноября 2000 года. В марте произошли важные события для российской геодезии и картографии. В марте 1720 года Пётр I подписал указ, положивший начало картографической съёмке в России. 15 марта 1919 года Советом Народных Комиссаров РСФСР был подписан Декрет «Об учреждении Высшего геодезического управления» (ВГУ) при Научно-техническом отделе Высшего совета народного хозяйства РСФСР. |
| 11 марта                                   | День работника органов наркоконтроля | Праздник приурочен к появлению 11 марта 2003 года Государственного комитета РФ по контролю за оборотом наркотических средств и психотропных веществ. Введён Указом Президента России Владимира Владимировича Путина № 205 от 16 февраля 2008 года. |
| 12 марта                                   | День работников уголовно-исполнительной системы Минюста | Профессиональный праздник работников уголовно-исполнительной системы Российской Федерации. Введён Указом Президента России Дмитрия Анатольевича Медведева № 1433 от 16 ноября 2010 года. В этот день, 12 марта 1879 года, российский император Александр II издал указ о создании тюремного департамента. |
| Третье воскресенье марта                   | День работников торговли, бытового обслуживания населения и жилищно-коммунального хозяйства                                                                                          | Профессиональный праздник работников, занятых в торговле (в том числе розничной), тружеников сферы услуг, а также трудящихся, чьи специальности непосредственно связаны с ЖКХ. Установлен Указом Президиума ВС СССР от 1 октября 1980 года № 3018-Х. |
| 18 марта                                   | День воссоединения Крыма и России. | 18 марта 2014 года. Подписано присоединение Республики Крым в состав Российской Федерации в результате аннексии. Ранее Крымский полуостров был в составе Украины с 1954 года |
| 19 марта                                   | День моряка-подводника | Праздник, который отмечается военнослужащими, ветеранами и гражданским персоналом подводных сил Военно-Морского Флота Российской Федерации. Введён Приказом Главнокомандующего Военно-Морским Флотом России адмиралом флота Феликсом Николаевичем Громовым № 253 от 15 июля 1996 года. 6 (19) марта 1906 года по указу императора Российской империи Николая II в классификацию судов военного флота был включен новый класс боевых кораблей — подводные лодки, а в состав Российского флота включены 20 подводных лодок «Форель», а также построенные к тому времени субмарины типов «Касатка», «Сом» и «Осётр». |
| 23 марта                                   | День работников гидрометеорологической службы России | Был учреждён Указом Президента России Дмитрия Анатольевича Медведева № 812 от 19 мая 2008 года и приурочен ко Всемирному дню метеорологии. |
| 25 марта                                   | День работника культуры России | Профессиональный праздник работников культуры РФ. Учреждён Указом Президента России Владимира Владимировича Путина № 1111 от 27 августа 2007 года. В более широком смысле под работниками культуры подразумеваются люди творческих профессий, деятели искусства, а также хранители и популяризаторы культурного наследия. |
| 27 марта                                   | День войск национальной гвардии Российской Федерации | Профессиональный праздник военнослужащих, сотрудников имеющих специальные звания полиции и гражданского персонала Войск национальной гвардии Российской Федерации. Изначально в этот день отмечался День внутренних войск МВД России, который был установлен Указом Президента России Бориса Николаевича Ельцина № 394 от 19 марта 1996 года. Он являлся профессиональным праздником всех военнослужащих и гражданского персонала внутренних войск Министерства внутренних дел Российской Федерации. Был нерабочим днём для военнослужащих и гражданского персонала внутренних войск. Указом Президента России Владимира Владимировича Путина № 10 от 16 января 2017 года День внутренних войск МВД РФ был отменён, а вместо него установлен День войск национальной гвардии РФ. |
| 29 марта                                   | День специалиста юридической службы | Профессиональный праздник юристов (военнослужащих и гражданского персонала) в Вооружённых Силах Российской Федерации. Был установлен Указом президента России Владимира Владимировича Путина № 549 от 31 мая 2006 года. В указе также сказано, что праздник устанавливается «в целях возрождения и развития отечественных воинских традиций, повышения престижа военной службы и в знак признания заслуг военных специалистов в решении задач обеспечения обороны и безопасности государства». |
| 2 апреля                                   | День единения народов (праздничный день) | Отмечается 2 апреля в связи с тем, что в этот день в 1996 году был подписан договор о создании сообщества Беларуси и России. Через год в этот же день был подписан договор о Союзе Беларуси и России. Здесь Русский Дух. Установлен Указом Президента России Бориса Николаевича Ельцина № 489 от 2 апреля 1996 года. |
| Первое воскресенье апреля                  | День геолога | Профессиональный праздник специалистов связанных с геологическими науками и специальностями. Праздновался c 1966 года в СССР, и продолжает отмечаться в России и некоторых странах бывшего СССР. Установлен Указом Президиума Верховного Совета СССР № 3018-Х от 1 октября 1980 года. |
| 8 апреля                                   | День сотрудников военных коммиссариатов | День принятия «Декрета об учреждении волостных, уездных, губернских и окружных комиссариатов по военным делам» отмечается в Российской Федерации, а также в Беларуси как профессиональный праздник. Установлен Указом Президента России Владимира Владимировича Путина № 549 от 31 мая 2006 года. |
| 8 апреля                                   | День российской анимации | Установлен указом президента Российской Федерации Владимира Владимировича Путина № 543 от 12 августа 2022 года. |
| 12 апреля                                  | День космонавтики (памятная дата) | Отмечаемая в России дата, установленная в ознаменование первого полёта человека в космос. 12 апреля 1961 года советский космонавт Юрий Гагарин на космическом корабле «Восток-1» стартовал с космодрома «Байконур» и впервые в мире совершил орбитальный облёт планеты Земля. Полёт в околоземном космическом пространстве продлился 1 час 48 минут. Установлен Указом Президиума Верховного Совета СССР № 3018-Х от 1 октября 1980 года. В 2017 году партия ЛДПР предлагала сделать этот день праздничным выходным, но данное предложение не нашло поддержки. |
| Второе воскресенье апреля                  | День войск противовоздушной обороны (памятный день) | В СССР отмечался как профессиональный праздник военнослужащих так или иначе причастных к выполнению задач по противовоздушной обороне территории СССР, а также объектов за её пределами находящихся под охраной Вооружённых Сил СССР. Установлен Указом Президента России Владимира Владимировича Путина от 31 мая 2006 года № 549. |
| 15 апреля                                  | День специалиста по радиоэлектронной борьбе | В этот день в 1904 году японские броненосцы «Кассуга» и «Ниссин» предприняли попытку осуществлять обстрел фортов и внутреннего рейда крепости Порт-Артур. При этом между японскими кораблями шёл непрерывный телеграфный обмен. Русские силы на станции Золотой горы и броненосца «Победа» осуществляли эффективное противодействие японскому телеграфному обмену. Установлен Указом Президента России Владимира Владимировича Путина от 31 мая 2006 года № 549. |
| 18 апреля                                  | День победы русских воинов князя Александра Невского над немецкими рыцарями на Чудском озере (Ледовое побоище) (День воинской славы России)                                          | Ледовое побоище — битва, произошедшая на льду Чудского озера в субботу 5 апреля по юлианскому календарю (12 апреля по пролептическому григорианскому календарю) 1242 года с участием новгородцев и владимирцев под предводительством Александра Невского, с одной стороны, и войсками Ливонского ордена — с другой. Праздник учреждён Федеральным законом № 32-ФЗ от 13 марта 1995 года. |
| 19 апреля                                  | День российской полиграфии | В этот день первопечатник Иван Федоров начал работу над первой отечественной печатной книгой «Апостол». |
| 19 апреля                                  | День принятия Крыма, Тамани и Кубани в состав Российской империи | Праздник установлен Федеральным законом № 336-ФЗ от 3 августа 2018 года. |
| 21 апреля                                  | День местного самоуправления | Установлен Указом Президента России Владимира Владимировича Путина от 10 июня 2012 года. Как говорится в этом документе, новая дата вводится в календарь «в целях повышения роли и значения института местного самоуправления, развития демократии и гражданского общества». |
| 26 апреля                                  | День памяти погибших в радиационных авариях и катастрофах | Ежегодно отмечается в память о событиях 26 апреля 1986 года на Чернобыльской АЭС. В этот день на Чернобыльской атомной электростанции произошла крупнейшая в мире техногенная катастрофа. Было выброшено в атмосферу около 190 тонн радиоактивных веществ. Опасные радиоактивные вещества выделялись в окружающую среду из-за пожара, длившегося почти две недели. Население Чернобыля подверглось облучению в 90 раз большему, чем население Хиросимы после взрыва атомной бомбы. Памятная дата установлена Федеральным законом № 32-ФЗ от 13 марта 1995 года. |
| 26 апреля                                  | День нотариата | В этот день в 1866 году российский император Александр II придал нотариату статус самостоятельной юридической структуры, подписав соответствующий указ. Нотариальные услуги в частности включают удостоверение подписей и копий документов, составление завещаний, узаконивание разнообразных сделок. На Руси в давние времена это доверялось осуществлять священнослужителям, потом — писцам. Императрица Екатерина II эти обязанности вменила сотрудникам судебной системы. Сейчас в Российской Федерации оказывают столь важные для населения услуги множество преимущественно частных нотариальных контор. Праздник установлен Указом Президента России № 195 от 26 апреля 2016 года. |
| 27 апреля                                  | День российского парламентаризма | Эта дата является днём начала работы в 1906 году Государственной Думы — первого в отечественной истории демократического института, заложившего основы парламентаризма в России. Праздник призван способствовать привлечению внимания широких слоёв населения к деятельности Федерального Собрания Российской Федерации и законодательных органов государственной власти субъектов Российской Федерации, популяризации этой деятельности. Праздник установлен Федеральным законом № 32-ФЗ от 13 марта 1995 года. |
| 28 апреля                                  | День работника скорой медицинской помощи | Скорая медицинская помощь — вид медицинской помощи, оказываемой гражданам при заболеваниях, несчастных случаях, травмах, отравлениях и других состояниях, требующих срочного медицинского вмешательства. Праздник был установлен во время пандемии COVID-19 в качестве благодарности за труд работников скорой медицинской помощи в непростое время. Установлен Постановлением Правительства России № 600 от 28 апреля 2020 года. |
| 30 апреля                                  | День пожарной охраны | Профессиональный праздник работников пожарной охраны. Отмечается в Российской Федерации ежегодно. Установлен Указом Президента России Бориса Николаевича Ельцина № 539 от 30 апреля 1999 года. |
| 1 мая                                      | Праздник Весны и Труда (праздничный день) | Праздник появился в СССР и был праздником рабочих, которые, согласно Ленину, в этот день праздновали «своё пробуждение к свету и знанию, своё объединение в один братский союз для борьбы против всякого угнетения, <…> за социалистическое устройство общества». В нынешней России праздник утратил свой изначальный политический характер. Согласно оценкам некоторых СМИ, для большинства граждан страны этот день — всего лишь повод для развлечений, дополнительный выходной и начало дачно-огородного сезона. С 1918 года является нерабочим днём; до 1992 года носил название «День международной солидарности трудящихся»; до 2005 года также и 2 мая было выходным; начиная с 2013 года, после увеличения новогодних каникул, появилась практика переноса выходных дней с январских праздников на 1 или 2 рабочих дня в промежутке со 2 по 5 мая (кроме 2017 года и 2023 года), в связи с чем продолжительность выходных стала достигать 4—5 дней. А в 2020—2021 годах из-за пандемии COVID-19 все рабочие дни между Праздником Весны и Труда и Днём Победы были объявлены выходными. |
| 7 мая                                      | День радио, праздник работников всех отраслей связи | Праздник (в СССР и России) работников всех отраслей связи и радиотехники (профессиональный праздник). В этот день в 1895 году российский физик Александр Попов продемонстрировал беспроводную регистрацию электромагнитных колебаний от электрического разряда с помощью прибора, разработанного для лекционных целей. Впервые эта дата была торжественно отмечена в СССР в 1925 году, а с 1945 праздник отмечается ежегодно. |
| 9 мая                                      | День Победы (праздничный день, день воинской славы России) | День Победы СССР и его союзников над нацистской Германией в Великой Отечественной войне 1941—1945 годов (1945 год); нерабочий в 1945—1947 годах и с 1965 года. В День Победы во многих городах России проводятся военные парады и праздничные салюты, в Москве производится организованное шествие к Могиле Неизвестного Солдата с церемонией возложения венков, в крупных городах — праздничные шествия и фейерверки. В 2010-е годы широкое распространение получили шествия с портретами ветеранов — «Бессмертный полк». С 2022 года появилась практика переноса выходных дней с январских праздников на первый рабочий день после 9 мая, в связи с чем продолжительность выходных стала достигать 4 дней. |
| 21 мая                                     | День полярника | Профессиональный праздник, установленный указом Президента Российской Федерации в 2013 году в знак признания заслуг полярников. Выбор даты связан с датой открытия 21 мая 1937 года первой дрейфующей полярной станции «Северный полюс-1». |
| 24 мая                                     | День славянской письменности и культуры (День святых Кирилла и Мефодия) (праздничный день)                                                                                           | Российское название праздника, приуроченного ко дню памяти святых равноапостольных братьев Мефодия и Кирилла (IX век). |
| 26 мая                                     | День российского предпринимательства | Профессиональный праздник, введённый в 2007 году. В рамках праздника проходят выставки, презентации компаний-участниц, обучающие семинары и консультации, тренинги, круглые столы и другие мероприятия. |
| 27 мая                                     | Общероссийский день библиотек | Профессиональный праздник работников российских библиотек. Установлен 27 мая 1995 года Указом президента Российской Федерации Бориса Николаевича Ельцина № 539 по инициативе директора Российской национальной библиотеки, президента Российской библиотечной ассоциации Владимира Николаевича Зайцева. В этот день, в 1795 году была основана первая государственная общедоступная библиотека России — Императорская публичная библиотека, ныне Российская национальная библиотека. |
| 28 мая                                     | День пограничника | Профессиональный праздник личного состава Пограничных войск КГБ СССР. Эту традицию по сей день чтут пограничники в странах СНГ. |
| 29 мая                                     | День военного автомобилиста | Профессиональный праздник военнослужащих и гражданского персонала автомобильных войск Российской Федерации, а также всех тех военнослужащих и военнообязанных, кому по долгу службы приходится или приходилось управлять теми или иными транспортными средствами. Установлен Приказом Министерства обороны РФ от 24 февраля 2000 г. № 100. |
| 31 мая                                     | День российской адвокатуры | Неофициальный профессиональный праздник работников адвокатуры — социального института занимающегося защитой интересов в суде. В апреле 2005 года в Москве состоялся Второй Всероссийский съезд адвокатов. В принятой на съезде резолюции № 4 говорилось, что Всероссийский съезд адвокатов считает необходимым: в ознаменование даты принятия Федерального закона «Об адвокатской деятельности и адвокатуре в Российской Федерации» учредить 31 мая праздник: «День российской адвокатуры». |
| Последнее воскресенье мая                  | День химика | Профессиональный праздник работников химической и нефтехимической промышленности, который ведёт свою историю с советских времён. День химика был учреждён Указом Президиума Верховного Совета СССР от 1 октября 1980 года «О праздничных и памятных днях». После распада СССР традиция отмечать его в этот день сохранилась не только в России, но и в ряде других стран постсоветского пространства. |
| 5 июня                                     | День эколога | Профессиональный праздник всех российских защитников природы, специалистов по охране окружающей среды, общественных деятелей и экологов-активистов. Отмечается ежегодно 5 июня, во Всемирный день окружающей среды. |
| 6 июня                                     | Пушкинский день России (праздничный день) | День рождения великого русского писателя Александра Сергеевича Пушкина. |
| 6 июня                                     | День русского языка | Отмечается в день рождения писателя А. С. Пушкина |
| 8 июня                                     | День социального работника | Профессиональный праздник работников сферы социальной защиты населения. Появился в календаре официальных профессиональных праздников России после того, как 27 октября 2000 года Президент Российской Федерации Владимир Владимирович Путин подписал Указ № 1796. В этот день, 8 июня 1701 года в российской Империи Пётр Первый (Великий) издал царский Указ № 1856 «Об определении в домовых Святейшего Патриархата богадельни нищих, больных и престарелых». Согласно указу, «для десяти человек больных — в богадельне должен быть один здоровый, который бы за теми больными ходил и всякое им вспоможение чинил». |
| 9 июня                                     | День группы советских войск в Германии (День ГСВГ) | В этот день в 1945 году была сформирована Группа советских оккупационных войск в Германии (ГСОВГ), преобразованная в 1954 году в Группу советских войск в Германии (ГСВГ) |
| 12 июня                                    | День России (государственный праздничный день) | 12 июня 1990 года на первом съезде народных депутатов РСФСР была принята Декларация о государственном суверенитете РСФСР. С 1992 года является нерабочим днём; до 2002 года носил название «День принятия Декларации о государственном суверенитете Российской Федерации». |
| Второе воскресенье июня                    | День работников текстильной и лёгкой промышленности | Учреждён Указом Президента РФ № 1111 от 17 июня 2000 г. «О Дне работников текстильной и лёгкой промышленности». Ранее назывался «День работников лёгкой промышленности» и был учреждён Указом Президиума Верховного Совета СССР № 3018-Х от 1 октября 1980 года «О праздничных и памятных днях». |
| 14 июня                                    | День работников миграционной службы | Профессиональный праздник работников Федеральной миграционной службы МВД. Праздник появился в календаре официальных российских профессиональных праздников в 2007 году, после того, как 6 мая 2007 года президент России В. В. Путин к пятнадцатилетнему юбилею Федеральной миграционной службы подписал Указ «Об установлении Дня работника миграционной службы». |
| 18 июня                                    | День службы военных сообщений | В этот день, в 1868 году был учрежден Комитет, ведающий перевозками грузов и личного состава российской армии по железным дорогам и водным артериям. Установлен Указом Президента РФ от 21 мая 2017 г. № 222. |
| Третье воскресенье июня                    | День медицинского работника | День медицинского работника отмечался в СССР на основании Указа Президиума Верховного Совета СССР от 1 октября 1980 года «О праздничных и памятных днях». |
| Предпоследнее воскресенье июня             | День народных художественных промыслов | День народных художественных промыслов отмечается в России на основании Указа Президента от 17 июня 2022 года № 384 «О Дне народных художественных промыслов». |
| 22 июня                                    | День памяти и скорби — день начала Великой Отечественной войны (1941 год) (памятная дата)                                                                                            | Отмечается в России, Белоруссии («День всенародной памяти жертв Великой Отечественной войны») и на Украине («День скорби и чествования памяти жертв войны»), в ознаменование годовщины (1941) начала Великой Отечественной войны, когда войска стран «оси» вторглись на территорию СССР. |
| 25 июня                                    | День работника статистики | Установлен Приказом Федеральной службы государственной статистики от 21 июля 2014 г. № 481. |
| 27 июня                                    | День молодёжи (праздничный день) | История этого праздника началась 7 февраля 1958 году в Советском Союзе, когда Указом Президиума Верховного Совета СССР «Об установлении Дня советской молодёжи» был учреждён «День советской молодёжи», который отмечался в последнее воскресенье июня. 24 июня 1993 года, вскоре после распада СССР, первый президент России Б. Н. Ельцин, по предложению Государственного комитета Российской Федерации по делам молодёжи и Национального Совета молодёжных и детских объединений России, издал распоряжение № 459-рп, которое предписывало отмечать этот праздник 27 июня. |
| 29 июня                                    | День партизан и подпольщиков (памятная дата) | Памятная дата в России, которая отмечается начиная с 2010 года. День партизан и подпольщиков отмечается проведением памятных мероприятий. Установлен Государственной думой России в марте 2009 года по инициативе Брянской областной Думы «в знак памяти самоотверженной борьбы в тылу врага партизан и подпольщиков, внесших значительный вклад в победу советского народа над фашистскими захватчиками в Великой Отечественной войне 1941—1945 годов». 1 апреля соответствующий закон был поддержан Советом Федерации России, 11 апреля 2009 года президент Дмитрий Медведев подписал закон. Основанием для установления памятной даты явился выход 29 июня 1941 года Директивы Совнаркома СССР и ЦК ВКП(б) партийным, советским, профсоюзным и комсомольским организациям создавать партизанские отряды и диверсионные группы для борьбы с немецкими войсками. |
| 29 июня                                    | День кораблестроителя | В этот день в 1667 году был издан указ царя Алексея Михайловича о строительстве первого русского корабля — фрегата «Орёл». Согласно архивным данным, это первый российский военный корабль, построенный по государственному заказу и на государственные средства. Установлен Постановлением Правительства РФ от 30 мая 2017 г. № 659 |
| 30 июня                                    | День экономиста | Неофициальный профессиональный праздник финансовых работников. |
| Последняя суббота июня                     | День изобретателя и рационализатора | Указом Президиума Верховного Совета СССР от 24 января 1979 года этот праздник получил в Советском Союзе официальный статус и последняя суббота июня месяца была закреплена как «Всесоюзный день изобретателя и рационализатора». |
| 3 июля                                     | День ГАИ (ГИБДД МВД РФ) | Государственная автомобильная инспекция МВД СССР была образована 3 июля 1936 года. Именно тогда постановлением Совета народных комиссаров было утверждено «Положение о Государственной автомобильной инспекции Главного управления рабоче-крестьянской милиции НКВД CCCP». |
| Первое воскресенье июля                    | День работников морского и речного флота | Профессиональный праздник работников морского и речного флота. Учреждён Указом Президиума Верховного Совета СССР от 1 октября 1980 года № 3018-X |
| 7 июля                                     | День победы русского флота над турецким флотом в Чесменском сражении (День воинской славы России)                                                                                    | Чесменское сражение состоялось 24—26 июня (5—7 июля) 1770 года возле и в Чесменской бухте, в районе между западной оконечностью Анатолии и островом Хиос, который был местом предыдущих многочисленных военно-морских сражений между Османской империей и Венецианской республикой, между российским и турецким флотами. Сражение было частью Второго Пелопоннесского восстания 1769 года, предшественником последующей греческой войны за независимость (1821—1829). Установлен Федеральным законом от 13 марта 1995 г. № 32-ФЗ. |
| 8 июля                                     | День семьи, любви и верности (всероссийский праздник) | День памяти святых Петра и Февронии в Русской православной церкви, покровителей семьи и брака. В народном календаре восточных славян — день первого покоса. С этого дня обычно снимались запреты на заготовку трав и купание — считалось, что в этот день последние русалки уходят с берегов в глубь водоёмов, поэтому купаться уже было безопасно. С 2008 года в России отмечают приуроченный ко Дню Петра и Февронии День семьи, любви и верности. |
| 10 июля                                    | День победы русской армии под командованием Петра Первого над шведами в Полтавском сражении (день воинской славы России)                                                             | Полтавская битва — крупнейшее генеральное сражение Северной войны между русскими войсками под командованием Петра I и шведской армией Карла XII. Битва состоялась утром 27 июня (8 июля) 1709 года (28 июня по шведскому календарю) в 6 верстах от города Полтавы (Россия). Разгром шведской армии привёл к перелому в Северной войне в пользу России и в результате победы в Северной войне к концу господства Швеции в Европе. |
| Второе воскресенье июля                    | День рыбака | Профессиональный праздник рыбаков. Учреждён Указом Президиума Верховного Совета СССР от 3 мая 1965 года № 3519-VI. Праздник официально отмечается в России и на Украине с 12 июля 1965 года; неофициально и в других странах бывшего СССР. |
| Второе воскресенье июля                    | День российской почты | Профессиональный праздник работников почтовой связи. |
| 17 июля                                    | День этнографа | Профессиональный праздник представителей различных этнографических школ. Введён в честь дня рождения этнографа и путешественника Николая Николаевича Миклухо-Маклая. |
| Третье воскресенье июля                    | День металлурга | Установлен Указом Верховного Совета СССР от 1 октября 1980 года Этот праздник широко отмечается в городах, где построены металлургические предприятия (Старый Оскол, Норильск, Новокузнецк, Магнитогорск, Череповец, Челябинск, Таганрог, Липецк, Мончегорск и др.). |
| 25 июля                                    | День сотрудника органов следствия Российской Федерации | Профессиональный праздник сотрудников и работников Следственного комитета Российской Федерации, сотрудников и работников следственных подразделений Министерства внутренних дел и Федеральной службы безопасности Российской Федерации. В этот день в 1713 году был издан именной указ Петра I «О создании следственной канцелярии гвардии майора М. И. Волконского», руководителем которой назначен гвардии майор Семеновского полка Михаил Иванович Волконский. Названная «майорская» следственная канцелярия, как установил доктор исторических наук Серов Дмитрий Олегович, явилась первым государственным органом России, подчинённым непосредственно главе государства и наделённым полномочиями по проведению предварительного следствия. Установлен Постановлением Правительства РФ от 27 августа 2013 г. № 741. |
| Четвёртая суббота июля                     | День работника торговли | Профессиональный праздник специалистов сферы торговли: сотрудников торговли, бытового обслуживания населения и жилищно-коммунального хозяйства. Праздничная дата установлена Указом Президента РФ от 7 мая 2013 года № 459. |
| 28 июля                                    | День крещения Руси (памятная дата) | Государственная памятная дата Российской Федерации, законодательно установленная 31 мая 2010 года в память о крещении Руси, отнесённом к 988 году. Отмечается как день памяти святого равноапостольного великого князя Владимира — крестителя Руси (15 июля по юлианскому календарю). День крещения Руси закреплён в законодательстве Российской Федерации «в качестве памятной даты важного исторического события, оказавшего значительное влияние на общественное, духовное и культурное развитие народов России и на укрепление российской государственности». |
| Последняя пятница июля                     | День системного администратора | Праздник, который отмечается с целью выражения признательности сотрудникам, выполняющим обязанности системных администраторов. В американском варианте — День благодарности системному администратору. |
| Последнее воскресенье июля                 | День Военно-Морского Флота (памятный день) | Памятный день Военно-Морского Флота Российской Федерации. Установлен Указом Президента Российской Федерации В. Путина от 31 мая 2006 года № 549. В День ВМФ России свой профессиональный праздник отмечают все те, кто стоит на страже морских рубежей России, все те, кто связывает годы жизни и службы с обеспечением боеготовности кораблей и частей ВМФ, члены семей военнослужащих, рабочие и служащие флотских учреждений и предприятий, ветераны Великой Отечественной войны и Вооружённых Сил. В этот день проходят военные парады и военно-спортивные состязания на территориях базирования Тихоокеанского, Северного, Балтийского и Черноморского флотов, а также Каспийской флотилии. На некоторых боевых кораблях для гражданского населения проводится «день открытых дверей». Руководство страны и высшие чины ВМФ РФ поздравляют своих подчинённых с этим профессиональным праздником, а наиболее отличившиеся военнослужащие награждаются государственными наградами, внеочередными воинскими званиями, памятными подарками, правительственными грамотами и благодарностями командования российского флота. Завершаются праздничные мероприятия, как правило, праздничными концертами и салютом. С 2017 года, указом Президента России от 27 июля 2017 года, восстановлена традиция проведения в этот день Главного военно-морского парада в Санкт-Петербурге. В параде принимают участие моряки Балтийского, Черноморского, Северного, Тихоокеанского флотов и Каспийской флотилии. |
| 1 августа                                  | День Тыла Вооружённых Сил Российской Федерации (памятный день) | Профессиональный праздник всех военнослужащих и гражданского персонала имеющих отношение к частям и подразделениям тыла ВС России. |
| 1 августа                                  | День памяти российских воинов, погибших в Первой мировой войне 1914—1918 годов | Первая мировая война (28 июля 1914 года — 11 ноября 1918 года) — одна из самых широкомасштабных войн в истории человечества. Всего за годы войны в армии воюющих стран было мобилизовано более 70 миллионов человек, в том числе 60 миллионов в Европе, из которых погибло от 9 до 10 миллионов. Количество жертв среди гражданского населения, по разным оценкам, находится в интервале от 7 до 12 миллионов человек, из которых около 1 миллиона погибло в результате боевых действий; около 55 млн человек получили ранения. Памятная дата в России отмечается начиная с 2013 года. Внесена в перечень памятных дат России в декабре 2012 года. |
| 1 августа                                  | День памяти пожарных, погибших при исполнении служебного долга. | Установлен в честь того, что 1 августа 1977 году взрыв на нефтеналивном танкере на Сормовской нефтебазе унёс жизни 24 пожарных и 9 человек плавсостава судов. |
| 2 августа                                  | День Воздушно-десантных войск (памятный день) | Днём рождения ВДВ считается 2 августа 1930 года. В этот день на учениях Московского военного округа под Воронежем впервые было десантировано на парашютах десантное подразделение в количестве 12 человек для выполнения тактической задачи. Отмечается на основании Указа Президента Российской Федерации от 31 мая 2006 года № 549 в знак признания заслуг военных специалистов в решении задач обеспечения обороны и безопасности государства. |
| Первое воскресенье августа                 | День железнодорожника | Профессиональный праздник, в который отмечаются профессиональные заслуги работников железнодорожного транспорта и достижения отрасли. Празднуется в Российской Федерации, Белоруссии, Казахстане, Киргизии, Узбекистане и Болгарии. |
| 6 августа                                  | День железнодорожных войск (памятный день) | Профессиональный праздник военнослужащих, военнообязанных, рабочих и служащих (гражданский контингент) Железнодорожных войск Российской Федерации (ЖДВ ВС России). |
| 9 августа                                  | День первой в российской истории морской победы русского флота под командованием Петра Первого над шведами у мыса Гангут (1714 год) (день воинской славы России)                     | Гангутское сражение — морское сражение Северной войны 1700—1721 годов, состоявшееся 27 июля (7 августа) 1714 года у мыса Гангут (полуостров Ханко, Финляндия) в Балтийском море между русским армейским флотом и шведским отрядом из 10 судов, первая в истории России морская победа русского флота. Является Днём воинской славы России — первой в российской истории морской победы русского флота под командованием Петра Первого над шведами у мыса Гангут. |
| 12 августа                                 | День Военно-воздушных сил (памятный день) | Памятный день Военно-воздушных сил в Вооружённых силах Российской Федерации. Установлен Указом Президента Российской Федерации В. Путина от 31 мая 2006 года № 549. |
| Вторая суббота августа                     | День физкультурника | Праздничная дата, которая отмечается в России на основании Указа Президиума Верховного Совета СССР № 3018-Х от 1 октября 1980 года, в редакции Указа Верховного Совета СССР № 9724-XI от 1 ноября 1988 года. Этот праздник получил широкое распространение в первые десятилетия Советской власти в 1920—1930-х годах, когда был внедрён лозунг, взятый у Ювенала: «В здоровом теле — здоровый дух!». Официально отмечается с 1939 года. |
| Второе воскресенье августа                 | День строителя | Профессиональный праздник работников строительной отрасли. Отмечается в России и некоторых других странах, являющихся бывшими республиками Советского Союза |
| 15 августа                                 | День археолога | Неофициальный профессиональный праздник археологов России, Белоруссии и Казахстана, официальный праздник на Украине (с 2008 года). Обычно в этот день проводится «посвящение в археологи». |
| Третье воскресенье августа                 | День Воздушного Флота России | Профессиональный праздник пилотов воздушного флота и работников авиационной инфраструктуры России. |
| 18 августа                                 | День географа | В этот день в 1845 году было основано Русское географическое общество. Установлен Приказом Министерства экономического развития РФ от 3 апреля 2020 г. № 198. |
| 22 августа                                 | День Государственного флага Российской Федерации (праздничный день) | Установлен в 1994 году указом президента Российской Федерации. Посвящён возрождённому флагу Российской Федерации — «государственному триколору». |
| 23 августа                                 | День разгрома советскими войсками немецко-фашистских войск в Курской битве (день воинской славы России)                                                                              | Курская битва (5 июля — 23 августа 1943 года) по своим масштабам, задействованным силам и средствам, напряжённости, результатам и военно-политическим последствиям является одним из ключевых сражений Второй мировой войны и Великой Отечественной войны. Самое крупное танковое сражение в истории; в нём участвовали около двух миллионов человек, шесть тысяч танков, четыре тысячи самолётов. Сражение является важнейшей частью стратегического плана летне-осенней кампании 1943 года, согласно советской и российской историографии включает в себя: Курскую стратегическую оборонительную операцию (5—23 июля), Орловскую (12 июля — 18 августа) и Белгородско-Харьковскую (3—23 августа) стратегические наступательные операции. Битва продолжалась 49 дней. Немецкая сторона наступательную часть сражения называла операция «Цитадель». В результате наступления по плану «Кутузов» была разгромлена орловская группировка немецких войск и ликвидирован занимаемый ею орловский стратегический плацдарм. В итоге операции «Полководец Румянцев» прекратила своё существование белгородско-харьковская группировка немцев и был ликвидирован этот важнейший плацдарм. Коренной перелом в ходе Великой Отечественной войны, начатый под Сталинградом, был завершён в Курской битве и сражении за Днепр, а в последовавшей Тегеранской конференции по инициативе Ф. Рузвельта уже обсуждался составленный им лично «2 месяца тому назад план расчленения Германии на пять государств». После завершения битвы стратегическая инициатива окончательно перешла на сторону Красной армии, которая продолжала освобождать страну от немецких захватчиков и до окончания войны проводила в основном наступательные операции. Вермахт в ходе отступления с территории СССР проводил политику «выжженной земли». 23 августа является Днём воинской славы России — День разгрома советскими войсками немецко-фашистских войск в Курской битве (1943 год). Белгород, Курск и Орел стали первыми городами России, которым присвоено почётное звание «Город воинской славы». |
| 27 августа                                 | День кино | Профессиональный праздник кинематографистов и любителей кинематографа в Российской Федерации. |
| 31 августа                                 | День ветеринарного работника | Национальный профессиональный праздник работников ветеринарии (от врачей до уборщиков помещений в ветлечебницах). |
| Последнее воскресенье августа              | День шахтёра | Профессиональный праздник шахтёров, история которого началась во времена Советского Союза; после распада СССР по-прежнему отмечается в России, Белоруссии, Эстонии, Узбекистане, Казахстане и на Украине. |
| 1 сентября                                 | День знаний (праздничный день) | Государственный праздник в СССР с 1984 года, введённый Указом Президиума Верховного Совета СССР № 373-11 от 15 июня 1984 года. Также является официальным праздником в некоторых других постсоветских государствах, в частности в России, на Украине и в Белоруссии. 1 сентября — начало нового учебного года для подавляющего большинства российских школьников, студентов, учителей и преподавателей. Традиционно в этот день в школах проходят торжественные линейки, классные часы, уроки знаний, мира, безопасности и мужества и т. д. |
| 2 сентября                                 | День российской гвардии (памятный день) | Праздник был установлен 22 декабря 2000 года указом Президента России Владимира Путина от 22 декабря 2000 года № 2032 в связи с 300-летним юбилеем российской гвардии. |
| 3 сентября                                 | День окончания Второй мировой войны (день воинской славы России) | Вторая мировая война (1 сентября 1939 — 2 сентября 1945) — вооружённый конфликт планетарного масштаба с участием двух мировых военно-политических коалиций, ставший крупнейшим в истории человечества. В нём участвовало 62 государства из 74 существовавших на тот момент (80 % населения земного шара). Боевые действия велись на территории трёх континентов и в водах четырёх океанов. Единственный конфликт, в котором было применено ядерное оружие. День окончания Второй мировой войны был установлен в 2010 году и изначально отмечался 2 сентября. Но 14 апреля 2020 года решением Госдумы праздник был перенесён на 3 сентября. В 2020 году партия ЛДПР предложила объявить этот день праздничным выходным, но данное предложение не нашло поддержки у Правительства. |
| 3 сентября                                 | День солидарности в борьбе с терроризмом (памятная дата) | Был установлен в соответствии с федеральным законом Российской Федерации «О днях воинской славы (победных днях) России» в редакции от 21 июля 2005 года. Она напрямую связана с событиями в Беслане 1—3 сентября 2004 года: захватом заложников в школе № 1 города Беслана (Северная Осетия), совершённым террористами утром 1 сентября 2004 года во время торжественной линейки, посвящённой началу учебного года. В течение двух с половиной дней террористы удерживали в заминированном здании более 1100 заложников (преимущественно детей, их родителей и сотрудников школы) в тяжелейших условиях, отказывая людям даже в удовлетворении минимальных естественных потребностей. В день солидарности в борьбе с терроризмом не только в Беслане, но и по всей стране вспоминают жертв террористических актов, а также сотрудников правоохранительных органов, погибших при выполнении служебного долга. |
| 4 сентября                                 | День специалиста по ядерному обеспечению | Памятный день, установленный Указом Президента Российской Федерации от 31 мая 2006 г. № 549. Празднуется в годовщину создания (в 1947 году) Специального отдела при Генеральном штабе ВС СССР, на который было возложено руководство проведением испытаний ядерного оружия. В настоящее время основная функция 12-го Главного управления МО РФ — обеспечивать хранение, эксплуатацию и защиту ядерного боезапаса РФ. |
| Первое воскресенье сентября                | День работников нефтяной и газовой промышленности | Профессиональный праздник работников нефтяной и газовой промышленности. Праздник был учреждён Президиумом Верховного Совета СССР 28 августа 1965 года в ознаменование успешного освоения нефтегазового потенциала Западной Сибири, а также отмечавшегося в 1964 году столетия отечественной нефтяной и газовой промышленности. |
| 8 сентября                                 | День Бородинского сражения русской армии под командованием М. И. Кутузова с французской армией (день воинской славы России)                                                          | Бородинское сражение — крупнейшее сражение Отечественной войны 1812 года между русской армией под командованием генерала от инфантерии М. И. Кутузова и французской армией под командованием императора Наполеона I Бонапарта. Состоялось 26 августа (7 сентября) 1812 года у деревни Бородино, в 125 км к западу от Москвы. В ходе 12-часового сражения французской армии удалось захватить позиции русской армии в центре и на левом крыле, но после прекращения боевых действий французская армия отошла на исходные позиции. Таким образом, в русской историографии считается, что русские войска одержали победу, однако на следующий день главнокомандующий русской армии М. И. Кутузов дал приказ отступать в связи с большими потерями и из-за наличия у императора Наполеона больших резервов, которые спешили на помощь французской армии. Западная историография признаёт Бородинское сражение победой Наполеона, хотя и с оговорками. Считается самым кровопролитным в истории среди однодневных сражений. Установленная для празднования дата 8 сентября получена путём ошибочного пересчёта с юлианского календаря на григорианский, в исторической науке днём Бородинского сражения считается 26 августа (7 сентября) 1812 года. |
| 8 сентября                                 | День финансиста | Официальный профессиональный праздник в России, отмечаемый начиная с 2011 года. Ранее в этот день праздник отмечался неофициально в честь того, что 8 сентября 1802 года манифестом императора Александра I было учреждено Министерство финансов Российской империи. |
| 9 сентября                                 | День тестировщика | Профессиональный день тестировщиков. По легенде, 9 сентября 1947 года учёные Гарвардского университета, тестировавшие вычислительную машину Mark II Aiken Relay Calculator, нашли мотылька, застрявшего между контактами электромеханического реле, и Грейс Хоппер произнесла слово «bug» (англ. «жук»), ставшее позднее термином, обозначающим компьютерную ошибку. Извлечённое насекомое было вклеено в технический дневник с сопроводительной надписью: «First actual case of bug being found» (англ. «первый случай в практике, когда был обнаружен жучок»). Этот забавный факт положил начало использованию слова «баг» в значении «ошибка». В итоге процесс выявления и устранения причин сбоя в работе компьютера получил название debugging (дебаггинг, «отладка», дословно: избавление от жуков). А само название профессии возникло от английского слова test, то есть испытание. |
| 11 сентября                                | День победы русской эскадры под командованием Ф. Ф. Ушакова над турецкой эскадрой у мыса Тендра (день воинской славы России)                                                         | Морское сражение в ходе русско-турецкой войны 1787—1791 гг., произошло 28—29 августа (8—9 сентября) 1790 года около Тендровской косы в Чёрном море. Установленная для празднования дата 11 сентября получена путём ошибочного пересчёта с юлианского календаря на григорианский. Этот праздник был учреждён Федеральным законом № 32-ФЗ от 13 марта 1995 г. |
| 13 сентября (в високосный год 12 сентября) | День программиста | Праздник программистов, отмечаемый в 256-й день года. Число 256 (28) выбрано потому, что это количество различных значений, которые можно выразить с помощью восьмиразрядного байта. Также это максимальная целая степень числа 2, которая не превышает количества дней в году (365 или 366). В невисокосный год данный праздник выпадает на 13 сентября, в високосный — на 12 сентября. |
| Второе воскресенье сентября                | День танкиста | Советский, российский, белорусский и украинский профессиональный праздник танкистов и танкостроителей. Праздник был учреждён в СССР Указом Президиума Верховного Совета СССР от 11 июля 1946 года в ознаменование больших заслуг бронетанковых и механизированных войск в разгроме противника в годы Великой Отечественной войны, а также за заслуги танкостроителей в оснащении Вооружённых Сил страны бронетанковой техникой. С момента учреждения до 1980 года отмечался 11 сентября, в знак того, что в этот день в 1944 году советские войска добились серьёзных успехов во время проведения Восточно-Карпатской операции. В 1980 году Указом Президиума Верховного Совета СССР был установлен новый порядок празднования: праздник не имеет фиксированной даты и отмечается во второе воскресенье сентября. |
| 19 сентября                                | День оружейника | Профессиональный праздник работников российской оборонной промышленности, отмечается начиная с 2012 года. Установлен указом президента Российской Федерации от 3 декабря 2011 года № 1578. Дата празднования выбрана в честь дня почитания православной церковью архангела Михаила, как покровителя небесного воинства. |
| Третье воскресенье сентября                | День работников леса и лесоперерабатывающей промышленности | Интернациональный профессиональный праздник всех работников леса, который отмечается в России, Белоруссии, Киргизии и на Украине. Установлен Указом Президиума Верховного Совета СССР от 13 августа 1966 № 33. После распада СССР некоторые бывшие советские республики сохранили этот праздник. |
| 21 сентября                                | День победы русских полков во главе с великим князем Дмитрием Донским над монголо-татарскими войсками в Куликовской битве (день воинской славы России)                               | Куликовская битва (Мамаево или Донское побоище) — решающее сражение между объединённым русским войском во главе с московским великим князем Дмитрием Донским и войском беклярбека Золотой Орды Мамая, состоявшееся 8 сентября 1380 года в районе южнее впадения реки Непрядва в реку Дон, на Куликовом поле — исторической местности, известной по средневековым источникам (в настоящее время расположено на юго-востоке Тульской области). Точная локализация места непосредственного боевого столкновения на текущий момент остаётся дискуссионной и представлена в научных публикациях несколькими версиями (С. Д. Нечаева/И. Ф. Афремова; В. А. Кучкина/К. П. Флоренского; А. Е. Петрова; С. Н. Азбелева). В рамках этой военной конфронтации Руси и Золотой Орды, начавшейся в 1374 году, битве непосредственно предшествовала битва на реке Воже 1378 года, закончившаяся разгромом большого золотоордынского отряда мурзы Бегича. С 1995 года в России установлен День воинской славы 21 сентября (8 сентября по юлианскому календарю). |
| 21 сентября                                | День зарождения российской государственности | Праздник приурочен к открытию памятника «Тысячелетие России» в Великом Новгороде императором Александром II 21 сентября 1862 года. |
| 24 сентября                                | День системного аналитика | Празднуется в России, США и других странах мира. |
| 27 сентября                                | Всемирный день туризма | Международный праздник, учреждённый Генеральной ассамблеей Всемирной туристской организации в 1979 году в испанском городе Торремолинос. В России отмечается с 1983 года. Цель праздника — пропаганда туризма, освещение его вклада в экономику мирового сообщества, развитие связей между народами разных стран. |
| 27 сентября                                | День воспитателя и всех дошкольных работников | Профессиональный праздник работников детских садов: воспитателей, их помощников, нянь и всего персонала. В этот день в дошкольных учреждениях проводят утренники, на которых дети поздравляют воспитателей и дарят им подарки, сделанные своими руками. Установлен Приказом Минобрнауки России от 17 мая 2016 г. № 577. |
| 28 сентября                                | День работника атомной промышленности | Профессиональный праздник всех работников атомной промышленности Российской Федерации. В этот день, 28 сентября 1942 года Государственный комитет обороны СССР выпустил распоряжение «Об организации работ по урану». |
| 30 сентября                                | День воссоединения Донецкой Народной Республики, Луганской Народной Республики, Запорожской области и Херсонской области с Российской Федерацией                                     | 30 сентября 2022 года. Подписаны договоры о присоединении занятых ВС РФ территорий Донецкой и Луганской (как самопровозглашённых ДНР и ЛНР), а также Запорожской и Херсонской областей Украины в состав Российской Федерации. |
| 30 сентября                                | День переводчика | Профессиональный праздник устных и письменных переводчиков. Отмечается в день смерти в 419 или 420 году Св. Иеронима Стридонского, который осуществил полный перевод Библии на латинский язык (итогом чего стало появление так называемой «Вульгаты») в связи с чем традиционно считается святым покровителем переводчиков. Праздник официально учреждён Международной федерацией переводчиков (FIT) в 1991 году. Популярность этого праздника растёт с каждым годом. |
| Последнее воскресенье сентября             | День машиностроителя | Отмечается в России и Белоруссии (отмечался в СССР), на Украине отмечается в четвёртое воскресенье сентября. День машиностроителя отмечается в России на основании Указа Президиума Верховного Совета СССР от 1 октября 1980 года «О праздничных и памятных днях». Этот профессиональный праздник отмечают рабочие и инженеры машиностроительной отрасли. |
| 1 октября                                  | День пожилых людей (праздничный день) | Отмечается начиная с 1991 года. Был провозглашён на 45-й сессии Генеральной Ассамблеи ООН (Резолюция № A/RES/45/106 от 14 декабря 1990 года) под названием «Международный день престарелых». В дальнейшем в русскоязычных документах ООН было принято название «Международный день пожилых людей». |
| 1 октября                                  | День Сухопутных войск (памятный день) | Профессиональный праздник военнослужащих и гражданских служащих сухопутных войск Вооружённых сил Российской Федерации. 1 октября 1550 года Великий Князь Московский и царь всея Руси Иван Грозный издал Приговор «Об помещении в Московском и окружающих уездах избранной тысячи служилых людей», который стал ключевым документом в дальнейшем формировании и развитии сухопутных войск Российской Империи. Установлен Указом Президента РФ В. В. Путина от 31 мая 2006 года № 549. |
| 2 октября                                  | День метростроителя | Установлен Указом Президента России № 23 от 23 января 2023 года.\|- |
| 4 октября                                  | День космических войск (памятный день) | Праздник, отмечаемый в Космических войсках России. Учреждён указом Президента Российской Федерации от 31.05.2006 № 549. Праздник приурочен ко дню запуска первого искусственного спутника Земли, открывшего в 1957 году летопись космонавтики, в том числе и военной. |
| 4 октября                                  | День войск гражданской обороны Российской Федерации | Профессиональный праздник военнослужащих и работников частей гражданской обороны Российской Федерации. Дата празднования выбрана в честь памятного дня 4 октября 1932 года, когда «Положением о противовоздушной обороне СССР» Совет Народных Комиссаров СССР выделил Местную противовоздушную оборону в самостоятельную составную часть системы противовоздушной обороны Советского Союза. В 1961 году части Местной противовоздушной обороны были преобразованы в войска гражданской обороны СССР. |
| 5 октября                                  | День учителя | Профессиональный праздник работников сферы образования. Был учреждён указом президиума Верховного Совета СССР от 29 сентября 1965 года. С 1994 года Россия отмечает День учителя 5 октября вместе со Всемирным днём учителей. Ранее отмечался в первое воскресенье октября. Обычно в этот день учителя принимают поздравления от своих воспитанников, которые дарят им букеты цветов и делают подарки, устраивают концерты, рисуют красочные стенгазеты и, по традиции, проводят день самоуправления. |
| 6 октября                                  | День российского страховщика | Профессиональный праздник работников страховых компаний России. Многие страховщики игнорируют эту дату, считая её скорее корпоративным праздником Росгосстраха. Более того, регулярно поступают предложения официально ввести в качестве дня страховщика другие даты. |
| 9 октября                                  | День разгрома советскими войсками немецко-фашистских войск в битве за Кавказ (1943 год) (День воинской славы России)                                                                 | Битва за Кавказ (25 июля 1942 — 9 октября 1943) — сражение вооружённых сил нацистской Германии, Румынии и Словакии против СССР во время Великой Отечественной войны за контроль над Кавказом. Делится на два этапа: наступление немецких войск (25 июля — 31 декабря 1942) и контрнаступление советских войск (1 января — 9 октября 1943). Осенью 1942 года немецкие войска заняли большую часть Кубани и Северного Кавказа, однако после поражения под Сталинградом в феврале 1943 г. были вынуждены отступить из-за угрозы окружения. В 1943 году советскому командованию не удалось ни запереть немецкие части на Кубани, ни нанести им решительного поражения: танковые части вермахта (1-я танковая армия) были выведены с Кубани на Украину в январе 1943, а пехотные (17-я армия) были вывезены с Таманского полуострова в Крым 9 октября того же года. Установлен Федеральным законом от 13 марта 1995 года № 32-ФЗ. |
| Второе воскресенье октября                 | День работника сельского хозяйства и перерабатывающей промышленности | Профессиональный праздник для всех тех, кто трудится в сфере сельского хозяйства и перерабатывающей промышленности России. Установлен Указом Президента Российской Федерации № 679 от 31 мая 1999 года. С этого момента у тружеников полей и ферм, фермерских хозяйств, руководителей и специалистов сельскохозяйственных предприятий, учёных-аграриев, сельской интеллигенции, работников пищевой и перерабатывающей индустрии появился свой собственный профессиональный праздник. |
| 19 октября                                 | Всероссийский день лицеиста | 19 октября (по старому стилю) 1811 года открылся Императорский Царскосельский лицей, в котором воспитывались Александр Пушкин и многие другие люди, прославившие Россию. |
| 20 октября                                 | День военного связиста | Профессиональный праздник российских военных связистов: военнослужащих и гражданских служащих подразделений связи во всех родах войск России и во всех Службах связи во всех видах вооружённых сил России. А также профессиональный праздник непосредственно Войск связи России. Праздник приурочен к дню образования специальных войск связи России — 20 октября 1919 года. Хотя подразделения связи в войсках России существуют ещё с со второй половины XIX века. |
| Третье воскресенье октября                 | День отца | В этот день принято поздравлять отцов. Праздник установлен Указом Президента РФ от 4 октября 2021 года. |
| Третье воскресенье октября                 | День работников дорожного хозяйства | Появился в 1996 году. Первоначально, на основании Указа Президента РФ от 14 октября 1996 года «Об установлении Дня работников автомобильного транспорта и дорожного хозяйства», этот праздник ежегодно отмечали в последнее воскресенье октября. Но в соответствии с Указом Президента РФ № 556 от 23 марта 2000 года «О Дне работников дорожного хозяйства» профессиональный праздник работников дорожного хозяйства стали ежегодно отмечать в третье воскресенье октября. |
| 22 октября                                 | День финансово-экономической службы (памятный день Вооружённых Сил Российской Федерации)                                                                                             | В этот день в 1918 году был подписан Приказ Реввоенсовета молодой Советской Республики об учреждении Финансового отдела. Утверждённое Положение о Финансовом отделе при Реввоенсовете Республики определяло структуру и основные задачи, возлагаемые на вновь образованный орган в системе Вооружённых сил. Установлен Указом Президента РФ № 437 от 24.08.2015. |
| 23 октября                                 | День работников рекламы | Неофициальный профессиональный праздник всех тех, кто так или иначе связан с рекламным бизнесом в Российской Федерации: создателей рекламы, маркетологов, пиарщиков, креативщиков. |
| 24 октября                                 | День подразделений специального назначения (памятный день) | Профессиональный праздник военнослужащих подразделений специального назначения Вооружённых Сил России. «День частей и соединений специального назначения» — сравнительно молодой профессиональный праздник России, он был установлен 31 мая 2006 года Указом Президента Российской Федерации Владимира Владимировича Путина № 549. В этот день в 1950 году министр Вооружённых сил СССР и Военный министр СССР, маршал Советского Союза А. М. Василевский подписал директиву № ОРГ/2/395/832 с грифом «Секретно» о создании подразделений специального назначения (СпН) (глубинная разведка или разведка специального назначения) для действий в самом глубоком тылу вероятного противника, в которой предписывалось в кратчайшие сроки (до 1 мая 1951 года) сформировать в вооружённых силах страны 46 рот СпН со штатом в 120 человек в каждой, во всех военных округах, группах войск и флотах. Приказ был выполнен и в Первомай 1951 года ВС СССР уже имели в своём составе подразделения СпН численностью более пяти с половиной тысяч человек. Именно день подписания директивы Василевским и стал знаменательной датой. Стоит заметить, что части специального назначения существовали в русской армии и до 1917 г. Это была Отдельная Морская бригада особого назначения (ОМБОН), сформированная 31 мая 1916 г. в составе Минного и Артиллерийского полков особого назначения и Речной флотилии особого назначения. Эти части были укомплектованы офицерами ВМФ и принимали участие в боевых действиях на Западном фронте до начала 1918 г., после чего были расформированы. Таким образом, днём рождения «старого» русского спецназа является 31 мая. |
| 25 октября                                 | День таможенника Российской Федерации | Государственный профессиональный праздник всех работников таможни Российской Федерации. Был установлен 4 августа 1995 года указом первого президента Российской Федерации Бориса Николаевича Ельцина № 811. Ранее в СССР существовал «День советского таможенника» который отмечался 29 мая (ныне в этот день отмечают «День ветеранов таможенной службы»). 25 октября в 1653 года в Русском царстве впервые появился Единый таможенный устав, родившийся из указа царя Алексея Михайловича Романова о взимании таможенной пошлины «в Москве и городах российских». |
| 29 октября                                 | День вневедомственной охраны | Профессиональный праздник сотрудников структурного подразделения Федеральной службы войск национальной гвардии Российской Федерации, предоставляющего услуги по охране объектов всех форм собственности, а также квартир и других мест хранения личного имущества граждан. |
| 30 октября                                 | День памяти жертв политических репрессий | Памятный день, в который проходят траурные акции и памятные мероприятия (митинги, возложения венков и цветов к памятникам репрессированным, «уроки памяти» в учебных заведениях и пр.), посвящённые памяти людей, погибших и пострадавших в ходе политических репрессий. |
| 30 октября                                 | День инженера-механика | Установлен приказом Главкома ВМФ от 1996 года. Но отсчёт принято вести с 1854 года, когда на Российском флоте был образован корпус инженеров-механиков. |
| 31 октября                                 | День работников СИЗО и тюрем | В этот день в 1963 году Коллегия министерства охраны общественного порядка РСФСР приняла решение о создании в Советском Союзе следственных изоляторов, как нового вида учреждений уголовно-исполнительной системы. Профессиональный праздник всех работников следственных изоляторов (СИЗО) и тюрем в Российской Федерации. |
| Последнее воскресенье октября              | День автомобилиста | Профессиональный праздник работников автомобильного транспорта. История этого профессионального праздника начинается с издания Указа Президиума Верховного Совета СССР от 15 января 1976 г. № 2847-IX об установлении «Дня работников автомобильного транспорта», затем он был подтверждён 1 октября 1980 года, когда Президиум Верховного Совета Союза Советских Социалистических Республик издал Указ № 3018-Х «О праздничных и памятных днях», который, в числе прочего, предписывал учредить в СССР в последнее воскресенье октября «День автомобилиста» (который был более известен как «День водителя»). В то время, являясь административными единицами СССР, все Советские Социалистические Республики отмечали «День автомобилиста» вместе, но обретя независимость, некоторые республики перенесли этот праздник на другой день, некоторые изменили его название, а некоторые и вовсе его упразднили. Однако, существуют и такие страны, где праздник по-прежнему существует. Так «День автомобилиста» в последнее воскресенье октября, вместе с Российской Федерацией, отмечают также Белоруссия и Украина. Есть только одно отличие: в этих постсоветских республиках, «День автомобилиста» отмечается одновременно с «Днём дорожника», а в России, согласно Указу Президента РФ Владимира Владимировича Путина № 556 от 23 марта 2000 года «День дорожника» был перенесён на третье воскресенье октября. |
| 1 ноября                                   | День менеджера | Профессиональный праздник специалистов, которые имеют отношение к управленческой деятельности, вне зависимости от занимаемой должности и выслуги лет. Среди них руководители младшего, среднего и высшего звена, офис-, проект-, продукт-менеджеры, специалисты по продажам. Не является официальным праздником в России. |
| 1 ноября                                   | День судебного пристава Российской Федерации | Профессиональный праздник судебных приставов — людей, выполняющих задачи по обеспечению установленного законами государства порядка деятельности судов, а также по исполнению всех судебных актов и актов специально уполномоченных органов. День судебного пристава Российской Федерации отмечается начиная с 2009 года, в соответствии с Указом Президента Российской Федерации Д. Медведева от 8 сентября 2009 года № 1019. Ранее, с 1997 по 2008 годы, российские судебные приставы России отмечали свой профессиональный праздник неофициально, приурочив его к дате 6 ноября, являющейся днём вступления в силу Федерального закона от 21 июля 1997 года № 118-ФЗ «О судебных приставах» и Федерального закона от 21 июля 1997 года № 119-ФЗ «Об исполнительном производстве». |
| 4 ноября                                   | День народного единства (праздничный день, день воинской славы России) | С 2005 года является нерабочим днём. 22 октября (1 ноября) 1612 года бойцы народного ополчения под предводительством Кузьмы Минина и Дмитрия Пожарского штурмом взяли Китай-город, гарнизон Речи Посполитой отступил в Кремль. Князь Пожарский вступил в Китай-город с Казанской иконой Божией Матери и, согласно гораздо более позднему свидетельству, поклялся построить храм в память этой победы. 23 октября (2 ноября) командование гарнизона интервентов подписало капитуляцию, выпустив тогда же из Кремля московских бояр и других знатных лиц. На следующий день, 24 октября (3 ноября), гарнизон сдался. В конце февраля 1613 года Земский собор избрал новым царём Михаила Романова, первого правителя из династии Романовых. В 1630-е годы на Красной площади появился Казанский собор, который некоторые историки считают обетным. В 1649 году царь Алексей Михайлович распорядился отмечать день Казанской иконы Божией Матери не только летом, но и 22 октября (по юлианскому календарю), когда у него родился первенец Дмитрий Алексеевич. «Празднование Казанской иконе Божией Матери (в память избавления Москвы и России от поляков в 1612 году)» сохраняется в православном и народном календаре доныне. В XX и XXI веках дню 22 октября по юлианскому календарю соответствует в григорианском календаре 4 ноября. Именно эта дата — 22 октября по юлианскому календарю, или 4 ноября по григорианскому календарю — выбрана в качестве дня государственного праздника. |
| 5 ноября                                   | День военного разведчика | Профессиональный праздник российских военных, чья служба, так или иначе, связана с военной разведкой. |
| 7 ноября                                   | День проведения военного парада на Красной площади в Москве в ознаменование двадцать четвёртой годовщины Великой Октябрьской социалистической революции (день воинской славы России) | Парад на Красной площади 7 ноября 1941 года — военный парад в честь 24-й годовщины Октябрьской революции, проведённый во время Московской битвы, когда линия фронта проходила всего в нескольких десятках километров от города. Этот парад по силе воздействия на ход событий приравнивается к важнейшей военной операции. Он имел огромное значение по поднятию морального духа армии и всей страны, показав всему миру, что Москва не сдаётся, и боевой дух армии не сломлен. Многие военные подразделения после окончания парада отправились прямиком на фронт. 7 ноября является Днём воинской славы России — День проведения военного парада на Красной площади в городе Москве в ознаменование двадцать четвёртой годовщины Великой Октябрьской социалистической революции (1941 год). |
| 7 ноября                                   | Годовщина Великой Октябрьской социалистической революции (памятная дата) | Государственный праздник в СССР. Отмечался в день свершения Октябрьской революции ежегодно 7 ноября (25 октября по «старому стилю») и 8 ноября. Был главным государственным праздником в СССР в 1918—1991 гг. После распада СССР в большинстве его бывших республик, ставших независимыми государствами, отказались от празднования годовщины Октябрьской революции. Однако, в некоторых из них день 7 ноября до сих пор остаётся выходным днём. В СССР дни 7 и 8 ноября праздновались как годовщина Октябрьской революции. С 1992 года праздничным днём считался только один день — 7 ноября, однако название праздника оставалось прежним — «Годовщина Великой Октябрьской социалистической революции». В 1995 году выходной в этот день носил название «День проведения военного парада на Красной площади в Москве в ознаменование двадцать четвёртой годовщины Великой Октябрьской социалистической революции (1941 год)». Указом президента России «О Дне согласия и примирения» от 7 ноября 1996 года «в целях смягчения противостояния и примирения различных слоёв российского общества» название праздника было изменено на «День согласия и примирения». В соответствии с Федеральным законом от 29 декабря 2004 № 201-ФЗ, начиная с 2005 года, день 7 ноября перестал быть выходным днём. Одновременно выходным днём стал День народного единства, который отмечают 4 ноября. Неоднократно различными политиками (в основном депутатами от партии КПРФ) предлагалось вернуть выходной в этот день, но все данные предложения были отклонены. |
| 9 ноября                                   | День специального отряда быстрого реагирования | В этот день в 1978 году в СССР, на основании приказа МВД СССР № 0707, создан первый отряд милиции специального назначения при Главном управлении внутренних дел Мосгорисполкома. Тогда, ОМСН создавался прежде всего для оперативного реагирования и своевременного предотвращения чрезвычайных происшествий во время проведения предстоящих в 1980 году в столице СССР Летних Олимпийских игр. Осенью 1992 года, указом верховного главнокомандующего Б. Н. Ельцина данный отдел был переименован в Специальный отряд быстрого реагирования (СОБР). В 2002 году отряды СОБР были обратно преобразованы в отряды милиции специального назначения (ОМСН). 30 ноября 2011 года приказом Министра внутренних дел Российской Федерации Р. Г. Нургалиева отряды милиции специального назначения МВД России вновь стали официально именоваться специальными отрядами быстрого реагирования (СОБР). Праздник установлен в 2004 году. |
| 10 ноября                                  | День сотрудника органов внутренних дел Российской Федерации | Профессиональный праздник сотрудников МВД в Российской Федерации (до 1991 года — СССР). |
| 11 ноября                                  | День экономиста | Профессиональный праздник сотрудников, чья работа связана с экономической деятельностью: сотрудников финансовых отделов предприятий, банков, организаций частной и государственной формы собственности, чиновниками соответствующего Министерства. Установлен Приказом Минэкономразвития России от 24.11.2015 № 876. |
| 13 ноября                                  | День войск радиационной, химической и биологической защиты (памятный день) | Праздник приурочен к образованию Химической службы в Рабоче-крестьянской Красной армии (РККА) 13 ноября 1918 года по приказу Революционного Военного Совета Республики № 220. Установлен Указом Президента РФ № 549 от 31 мая 2006 года. |
| 14 ноября                                  | День социолога | Неофициальный профессиональный праздник в Российской Федерации для всех тех, кто так или иначе причастен к социологии — науке о закономерностях становления и развития социальных систем, общностей, групп, личностей. |
| 16 ноября                                  | День самбо | Установлен Указом Президента России № 543 от 19 декабря 2022 года. |
| 19 ноября                                  | День ракетных войск и артиллерии (памятный день) | Впервые праздник Дня артиллерии был установлен Указом Президиума Верховного Совета СССР от 21 октября 1944 года. 19 ноября 1942 года с мощной артиллерийской подготовки Красной Армии началась операция «Уран» — советское контрнаступление в ходе Сталинградской битвы, начало коренного перелома в ходе Великой Отечественной и всей Второй Мировой войны. С 1964 года праздник отмечался как «День ракетных войск и артиллерии». Отмечается во всех ракетных и артиллерийских частях ВС России. Ежегодно в этот день в Александровском саду в Москве проходит торжественная церемония возложения цветов и венков к Могиле Неизвестного солдата и памятному знаку «Город-герой Сталинград». В преддверии праздника ветераны и военачальники ракетных войск и артиллерии Вооружённых Сил РФ возлагают цветы и венки к урнам с прахом главных маршалов артиллерии Николая Воронова и Митрофана Неделина у Кремлёвской стены. Не следует путать данный праздник с другим памятным днём, который отмечается 17 декабря — Днём Ракетных войск стратегического назначения. |
| 19 ноября                                  | Международный мужской день | Международный праздник, целями которого является привлечение внимания к гендерной дискриминации мужчин и к проблеме неравенства полов. |
| 20 ноября                                  | День работника транспорта | В этот день в 1809 году император Александр I учредил первый в России единый государственный орган в сфере транспорта — Управление водяных и сухопутных коммуникаций, а также Корпус инженеров путей сообщения и институт при нём. Установлен Приказом Министерства транспорта РФ от 10 августа 2020 г. № 300. |
| 21 ноября                                  | День работника налоговых органов Российской Федерации | Профессиональный праздник сотрудников налоговых органов РФ. Был установлен в соответствии с указом Президента России Владимира Путина № 1868 от 11 ноября 2000 года. 21 ноября 1991 года указом Президента РСФСР № 229 была образована Государственная налоговая служба РСФСР. В 1998 году она преобразуется в Министерство Российской Федерации по налогам и сборам, а в 2004 году в Федеральную налоговую службу. |
| 22 ноября                                  | День психолога | Отмечается ежегодно с 1992 года. Установлен по инициативе Всемирной федерации психического здоровья при поддержке Всемирной организации здравоохранения. В России День психического здоровья отмечается с 2002 года по инициативе академика РАМН Т. Б. Дмитриевой. День психического здоровья входит в перечень всемирных и международных дней, отмечаемых ООН. |
| 27 ноября                                  | День оценщика | Профессиональный праздник всех членов Российского общества оценщиков (РОО). |
| 27 ноября                                  | День морской пехоты | Профессиональный праздник всех военнослужащих, военнообязанных и гражданского персонала Российской Федерации проходящих (проходивших) службу и работающих в формированиях морской пехоты ВС России. Установлен приказом Главнокомандующего ВМФ России № 433 от 19 декабря 1995 года. |
| 30 ноября                                  | Международный день защиты информации | Установлен американской Ассоциацией компьютерного оборудования в 1988 году. Целью праздника является напоминание пользователям о необходимости защиты их компьютеров и всей хранимой в них информации. |
| Последнее воскресенье ноября               | День матери (праздничный день) | Международный праздник в честь матерей. В этот день принято поздравлять матерей и беременных женщин, в отличие от Международного женского дня, когда поздравления принимают все представительницы женского пола. |
| 1 декабря                                  | День победы русской эскадры под командованием П. С. Нахимова над турецкой эскадрой у мыса Синоп (1853 год) (день воинской славы России)                                              | Синопское сражение — разгром турецкой эскадры русским Черноморским флотом 18 (30) ноября 1853 года, под командованием вице-адмирала Павла Степановича Нахимова. Сражение произошло в гавани города Синоп (около 300 км от Севастополя) на черноморском побережье Турции. Турецкая эскадра была разгромлена в течение нескольких часов. Вошло в историю как последнее крупное сражение парусных флотов. Действия русского флота вызвали крайне негативную реакцию в английской прессе и получили название «Синопской резни» («Massacre of Sinope»). В конечном итоге это стало поводом для Великобритании и Франции к вступлению в войну (в марте 1854) на стороне Османской империи. |
| 3 декабря                                  | День Неизвестного Солдата (памятная дата) | День Неизвестного солдата объявлен Госдумой РФ 24 октября 2014 г., как день памяти обо всех неизвестных солдатах, погибших в годы Великой Отечественной войны. |
| 3 декабря                                  | День юриста | Профессиональный праздник юристов, независимо от сферы их профессиональной деятельности. |
| 5 декабря                                  | День начала контрнаступления советских войск против немецко-фашистских войск в битве под Москвой (1941 год) (день воинской славы России)                                             | Битва за Москву — боевые действия советских и немецких войск на московском направлении. Делится на 2 периода: оборонительный (30 сентября — 4 декабря 1941) и наступательный, который состоит из двух этапов: контрнаступления (5 декабря 1941 — 7 января 1942) и наступления советских войск (7-10 января — 30 марта 1942). Адольф Гитлер рассматривал взятие Москвы, столицы СССР и самого большого советского города, как одну из главных военных и политических целей операции «Барбаросса». |
| 5 декабря                                  | День добровольца (волонтёра) | Был установлен указом Президента РФ от 27.11.2017 № 572. Отмечается в Международный день добровольцев во имя экономического и социального развития, установленный Генеральной Ассамблей ООН в 1985-м году на 40-й сессии в специальной резолюции. |
| 9 декабря                                  | День Героев Отечества (памятная дата) | 25 января 2007 года, за день до рассмотрения законопроекта, Председатель Государственной думы РФ и Председатель Высшего совета партии «Единая Россия» Борис Вячеславович Грызлов в своём интервью журналистам объяснил, что «речь идёт о восстановлении существовавшего в дореволюционной России праздника — Дня георгиевских кавалеров, который отмечался 9 декабря. Эта же дата будет закреплена и за Днём героев Отечества, которые достойны иметь свой праздник». Памятная дата была установлена Государственной Думой Российской Федерации 26 января 2007 года, когда российские парламентарии приняли соответствующий законопроект в первом чтении. В пояснительной записке к документу говорилось следующее: «мы не только отдаём дань памяти героическим предкам, но и чествуем ныне живущих Героев Советского Союза, Героев Российской Федерации, кавалеров ордена Святого Георгия и ордена Славы». Там же авторы законопроекта выражали надежду, что новая памятная дата России будет способствовать «формированию в обществе идеалов самоотверженного и бескорыстного служения Отечеству». 21 февраля 2007 года инициатива депутатов было одобрена Советом Федерации. 28 февраля 2007 года её утвердил президент Российской Федерации Владимир Владимирович Путин. |
| 12 декабря                                 | День Конституции Российской Федерации (государственный праздник, памятная дата) | Празднование принятия Конституции в современной России. 12 декабря 1993 года всенародным голосованием была принята Конституция Российской Федерации, а с 1994 года указами президента России («О Дне Конституции Российской Федерации» и «О нерабочем дне 12 декабря») день 12 декабря был объявлен государственным праздником. В СССР до 1977 года отмечался 5 декабря, в день принятия Конституции СССР 1936 года. Затем праздник был перенесён на 7 октября (день принятия новой конституции СССР — «Конституции развитого социализма»). Традиция празднования Дня Конституции была продолжена и в современной России. 24 декабря 2004 года Госдума приняла поправки в Трудовой кодекс Российской Федерации, изменяющие праздничный календарь России. С 2005 года 12 декабря более не является в России выходным днём, а День Конституции 12 декабря причислен к памятным датам России. После проведения Общероссийского голосования по поправкам в Конституцию в 2020 году, в ходе которого они были приняты, предлагалось объявить день его проведения, 1 июля, либо день подписания Указа Президента об их вступлении в силу, 3 июля, либо день вступления этих поправок в силу, 4 июля, новым праздничным выходным. На этот день предлагалось перенести с 12 декабря День Конституции с возвращением ему статуса выходного дня, либо перенести с 12 июня День России, вместе с выходным днём. Также предлагалось вернуть выходной в День Конституции, 12 декабря. Но все эти предложения поддержаны не были. |
| 17 декабря                                 | День Ракетных войск стратегического назначения (памятный день) | 17 декабря 1959 года вышло Постановление Совета Министров СССР, в соответствии с которым была учреждена должность главнокомандующего Ракетными войсками, образован Главный штаб РВСН и другие органы военного управления. Впервые установлен в качестве профессионального праздника в 1995 году указом Президента России № 1239 от 10 декабря 1995 г.. В современной России это не праздник, а памятный день. Существует другой памятный день, отмечаемый 19 ноября — День ракетных войск и артиллерии. |
| 18 декабря                                 | День работника органов ЗАГС | Декрет «О гражданском браке, о детях и о ведении книг актов состояния» 18 декабря 1917 года положил начало регистрации актов гражданского состояния в государственных органах. Согласно революционному декрету 1917 года единственной формой брака для всех граждан России независимо от вероисповедания стало заключение гражданского брака в государственных органах. Брак, заключённый по религиозному обряду после принятия декрета, не порождал правовых последствий. За браками, заключёнными в церковной форме до принятия декрета, сохранялась юридическая сила, и они не нуждались в переоформлении. |
| 19 декабря                                 | День работника военной контрразведки Российской Федерации | 19 декабря 1918 года в системе силовых структур новообразованного государства РСФСР были проведены преобразования, положившие начало существованию службы, в задачу которой, на тот исторический момент, входила борьба с контрреволюцией в различных формах её проявления. |
| 20 декабря                                 | День работника органов безопасности Российской Федерации | Профессиональный праздник сотрудников ФСБ, СВР, ФСО, ГУСП и других специальных органов Российской Федерации. Установлен указом Президента Российской Федерации Б. Н. Ельцина № 1280 от 20 декабря 1995 года. До этого времени, в течение многих десятилетий, день 20 декабря отмечался советскими органами госбезопасности неофициально как «День чекиста». В этот день, в 1917 году, Совет народных комиссаров РСФСР издал Декрет об образовании Всероссийской чрезвычайной комиссии (ВЧК) по борьбе с контрреволюцией и саботажем при СНК РСФСР (предшественника современных органов безопасности). Инициатором создания ВЧК был В. И. Ленин. Первым председателем ВЧК стал Феликс Дзержинский. |
| 22 декабря                                 | День энергетика | Профессиональный праздник всех работников энергетической промышленности, охватывающей выработку, передачу и сбыт потребителям электрической и тепловой энергии. Установлен Указом Президиума Верховного совета СССР от 1 октября 1980 года № 3018. Сейчас отмечается в ряде стран Содружества независимых государств: Российской Федерации, Украине, Армении, Белоруссии, Киргизии. В Казахстане приходится на третье воскресенье декабря. |
| 24 декабря                                 | День взятия турецкой крепости Измаил русскими войсками под командованием А. В. Суворова (день воинской славы России)                                                                 | Крепость Измаил — крепость, которая существовала в XVI—XIX веках на берегу Дуная на территории современного города Измаил. Важный стратегический объект в период русско-турецких войн. Измаил как крепость упоминается в переписи от июля 1592 года. По этой переписи Измаил — небольшая укреплённая крепость, имела военный гарнизон, 36 охранников и 53 конных всадника. За пределами крепости — 10 христианских районов. Известно, что данная крепость была выстроена Мехмедом Агой, однако долго она не просуществовала. К 1636—1637 гг. относится строительство оборонительного вала с северной стороны города. Строительство крепости Измаил было начато в 1781 г. и продолжалось до 1790 г. Эта крепость, которую штурмовал А. В. Суворов в 1790 г., была земляной бастионного типа, имела земляной вал и ров, в юго-западном углу — каменный редут Табия. В 1796—1797 гг. было начато строительство новой крепости, более усовершенствованной. Согласно условиям Парижского мирного договора, крепость Измаил была разоружена, а стены подорваны. В конце XIX века вследствие развития дальнобойной артиллерии бывшая крепость окончательно потеряла своё оборонительное значение. Ныне территория бывшей крепости Измаил в большей своей части подконтрольна Измаильскому мемориальному парку-музею «Крепость», задачей которого является сохранение и возрождение крепости Измаил как объекта культурного наследия Украины. |
| 27 декабря                                 | День спасателя Российской Федерации | Профессиональный праздник всех спасателей. В России спасатели работают и служат в территориальных службах спасения, муниципальных службах спасения, частных спасательных службах, разных видах пожарной охраны, нештатных, общественных спасательных организациях и МЧС. 26 декабря 1995 года президент Российской Федерации Борис Николаевич Ельцин подписал Указ «Об установлении Дня спасателя Российской Федерации», в котором предписывалось отмечать этот день 27 декабря. В этот день Совет министров РСФСР принял постановление «Об образовании Российского корпуса спасателей на правах государственного комитета РСФСР, а также формировании единой государственно-общественной системы прогнозирования, предотвращения и ликвидации последствий чрезвычайных ситуаций». |

## Переносы выходных и рабочих дней и сокращённые (предпраздничные) дни

### Переносы выходных и рабочих дней
Согласно ст. 112 Трудового кодекса РФ, при совпадении выходного и нерабочего праздничного дней выходной день переносится на следующий после праздничного рабочий день (так, например, если праздник выпадает на воскресенье, то выходным становится следующий понедельник, если Правительством не предусмотрено иное, как например в 2013—2014 и 2019 годах с Днём Защитника Отечества, когда этот выходной переносился не на понедельник, а на другой рабочий день, хотя такой перенос противоречит ТК РФ, так как подобный порядок установлен только для выходных дней с 1 по 8 января), за исключением Новогодних каникул и Рождества Христова (начиная с 2013 года, когда в состав каникул официально вошли дни 6 и 8 января). В целях рационального использования работниками выходных и нерабочих праздничных дней Правительство Российской Федерации переносит только 2 выходных дня, совпавших с Новогодними каникулами и Рождеством Христовым (иногда с этими праздниками совпадает 3 выходных дня, но 3 выходной никуда не переносится и «пропадает»), а также иногда некоторые другие выходные и рабочие дни на другие дни, обычно если между праздничным днём и ближайшими выходными 1 или (иногда) 2 рабочих дня (так, например, если праздничный день выпадает на вторник, то с ближайшей субботы выходной день переносится на понедельник, а рабочий день переносится на ближайшую субботу, либо до 2021 года была практика, когда выходной переносился с Новогодних каникул или Рождества Христова — тогда отрабатывать его было не нужно), а также иногда на 1—2 рабочих дня после Праздника Весны и Труда и/или Дня Победы (начиная с 2013 года (после Дня Победы с 2022 года), когда в состав Новогодних каникул официально вошли дни 6 и 8 января, за исключением 2017 года и 2023 года, при этом Правительство переносит выходные, даже если до ближайших выходных остаётся больше, чем 1—2 дня: например, в 2018 году 1 мая выпадало на вторник, среда 2 мая стала выходным за счёт переноса другого выходного с воскресенья, 7 января, а после этого следовало 2 рабочих дня и потом 2 обычных выходных) и на 31 декабря, если эта дата не выпадает на выходной (начиная с 2021 года, в некоторых регионах с 2019 года). При этом, согласно ст. 110 ТК РФ продолжительность еженедельного непрерывного отдыха не может быть менее 42 часов, то есть по этой норме перенос выходных, при котором вместо 2 выходных дней подряд идёт только один, невозможен (например, если праздничный день выпадает на четверг, то перенос выходного дня на следующую после праздничного дня пятницу с одной из ближайшей суббот, при котором до либо после недели с 4 выходными подряд следует шестидневная рабочая неделя с 1 выходным, недопустим, возможен только перенос выходного на пятницу с ближайшего воскресенья, при котором будет следовать 3 выходных подряд, а затем шестидневная рабочая неделя, тогда выходные до и после праздничных дней будут длиться 2 дня), однако, несмотря на это подобные переносы выходных периодически практиковались до 2012 года (последним таким случаем стал перенос выходного дня с субботы, 12 мая на вторник, 8 мая 2012 года, тогда нерабочие дни в честь Дня Победы длились с 6 по 9 мая, а следующий за праздниками выходной день был только один — в воскресенье, 13 мая). О недопустимости подобных переносов Минтруд заявил только в 2020 году, в ответ на предложение перенести выходной с субботы, 26 декабря, на четверг, 31 декабря, в результате которого перед праздничными днями оставался бы только один выходной — в воскресенье, 27 декабря; тем не менее, подобный перенос всё же был осуществлён властями некоторых регионов.
Данное правило не действует при сменной работе, поскольку при таком графике выходные дни могут выпадать на рабочую неделю, а рабочие дни — на выходные, а на непрерывных производствах и в структурах жизнеобеспечения (магазины, аптеки, транспорт и т. д.) работа может производиться даже в праздничные дни, при этом сотрудники, работающие в праздник, получают оплату в двойном размере либо оплату в обычном размере и отгул.

#### Дополнительные выходные дни
Официально по ТК РФ установление дополнительных выходных дней не предусматривается. Однако, иногда это всё же происходит.
Например, в 1996 году выходным днём стала среда, 3 июля, из-за того, что в этот день проводился второй тур Выборов Президента России. Но это был не дополнительный выходной день, а лишь перенос другого выходного с субботы, 14 декабря.
Этот опыт был повторён при проведении Общероссийского голосования по поправкам к Конституции России. Его тоже было решено проводить в среду с объявлением этого дня выходным. Но в этот раз это был уже не перенос с другого выходного дня, а дополнительный оплачиваемый выходной день. Изначально проведение голосования планировалось в среду, 22 апреля, но из-за пандемии COVID-19 оно было перенесено и проводилось в течение недели с 25 июня по 1 июля, и дополнительный выходной был объявлен в последний день голосования, среду, 1 июля.
Также из-за пандемии COVID-19 был объявлен режим нерабочих дней, изначально установленный на период с 28 марта по 5 апреля 2020 года, затем продлённый до 30 апреля, и позднее ещё раз продлённый на период 6—8 мая (1—5 и 9—11 мая в число этих нерабочих дней официально не входили, так как и так были выходными днями в честь Праздника Весны и Труда и Дня Победы). Отрабатывать эти дни было не нужно, это были дополнительные оплачиваемые нерабочие дни. Но распространялись они только на работников, которые не могли работать удалённо и чьё присутствие на рабочем месте не обязательно. При этом круг работников, на которые распространялись нерабочие дни 6—30 апреля и 6—8 мая значительно сузился по сравнению с кругом работников, на которые распространялись нерабочие дни 28 марта — 5 апреля. На школьников и студентов распространялись только нерабочие дни 28 марта — 5 апреля и в некоторых регионах 6—8 мая, на это время были объявлены каникулы (в каких-то учебных заведениях плановые, а в каких-то внеплановые, дополнительные). В остальные дни для них было организовано дистанционное обучение, которое продолжалось вплоть до конца учебного года. В некоторых регионах, где не наблюдалось улучшения эпидемиологической обстановки, режим нерабочих дней был продлён после 12 мая.
Год спустя, рабочие дни между Праздником Весны и Труда и Днём Победы с 4 по 7 мая 2021 года также были объявлены выходными с сохранением заработной платы в связи с угрозой роста заболеваемости. Тем самым, выходные длились 10 дней подряд: с 1 по 10 мая 2021 года. Однако эти дополнительные выходные были проигнорированы многими работодателями и большинство россиян в эти дни всё равно работало.
Также в связи с ростом заболеваемости в Москве в июне 2021 года, мэр города Сергей Собянин объявил неделю после Дня России нерабочей с сохранением заработной платы. Тем самым, выходные длились 9 дней: с 12 по 20 июня 2021 года. Однако, эти нерабочие дни также были проигнорированы многими работодателями.
Ещё раз нерабочие дни из-за коронавируса были объявлены осенью 2021 года. Тогда выходными были объявлены 3 рабочих дня перед Днём народного единства: с 1 по 3 ноября. То есть нерабочий период длился с 30 октября по 7 ноября. В регионах с худшей эпидемиологической ситуацией нерабочие дни начались с 23 октября. Также при необходимости власти регионов могли продлить режим нерабочих дней и после 8 ноября.
По этой же причине было отменено проведение Парада в День Победы 9 мая 2020 года. Он был проведён только в среду, 24 июня 2020 года, в годовщину проведения Парада Победы в 1945 году. Этот день также был объявлен дополнительным оплачиваемым выходным, который не нужно было отрабатывать.
23 декабря 2020 года Президент России Владимир Путин поддержал идею партии «Единая Россия» объявить канун Нового Года 31 декабря 2020 года выходным днём. Однако, из-за того, что до этого дня оставалась всего неделя, объявить его выходным по всей России уже не представлялось возможным. Поэтому Президент попросил властей всех регионов сделать это в своих субъектах самостоятельно. В части регионов 31 декабря 2020 года было объявлено выходным за счёт переноса другого выходного с субботы, 26 декабря 2020 года. Остальные регионы объявили в этот день дополнительный оплачиваемый выходной без необходимости отработки. При этом правом объявлять и переносить выходные дни обладает только Правительство и Президент РФ, поэтому этот выходной распространялся только на сотрудников бюджетных учреждений. Для частных компаний и предприятий это была лишь рекомендация, которую можно было не соблюдать.

### Сокращённые (предпраздничные) дни
Согласно ст. 95 Трудового кодекса РФ, продолжительность рабочего дня, непосредственно предшествующего нерабочему праздничному дню, уменьшается на один час (так, например, если праздничный день выпадает на пятницу, то в предшествующий ему четверг рабочий день сокращается на 1 час). При переносе сокращённого рабочего дня на другой день продолжительность рабочего дня остаётся сокращённой (так, например, если праздничный день выпадает на вторник, то понедельник является сокращённым днём, но если Правительство решит перенести выходной с ближайшей субботы на этот понедельник, то сокращённый рабочий день переносится на эту субботу). Если сокращённый день выпадает на выходной, то он не переносится, продолжительность последнего перед выходными или следующего после них рабочего дня не изменяется (так, например, если праздник выпадает на воскресенье, то сокращённым днём является суббота, но так как это и так выходной, то сокращённый день «пропадает», продолжительность рабочего дня в пятницу или первый рабочий день после выходных не изменяется).
В настоящее время в России существуют следующие сокращённые (предпраздничные) дни:
- 22 февраля — перед Днём защитника Отечества
- 7 марта — перед Международным женским днём
- 30 апреля — перед Праздником Весны и Труда
- 8 мая — перед Днём Победы
- 11 июня — перед Днём России
- 3 ноября — перед Днём народного единства
- 31 декабря — перед Новогодними каникулами

### Продолжительность праздничных выходных дней по годам
В таблице указаны переносы и продолжительность выходных дней с 1990 по 2025 год. Выходные, перенесённые Правительством РФ, выделены жирным. Выходные, перенесённые Правительством РФ с Новогодних каникул и Рождества Христова (начиная с 2013 года), выделены подчёркиванием. Выходные, перенесённые властями некоторых субъектов РФ, выделены курсивом.
| Год | Название праздника | Дата праздника | Переносы выходных дней                                                                                          | Переносы рабочих дней | Продолжительность праздничных выходных дней                                | Сокращённый (предпраздничный) день     | Количество выходных дней |
| --- | --- | --- | --- | --- | -------------------------------------------------------------------------- | -------------------------------------- | ------------------------ |
| 1989 | Новый год | 1 января 1990 (понедельник) | — | — | 30 декабря 1989 — 1 января 1990 (суббота — понедельник)                    | —                                      | 3                        |
| 1990 | Новый год | 1 января 1990 (понедельник) | — | — | 30 декабря 1989 — 1 января 1990 (суббота — понедельник)                    | —                                      | 3                        |
| Международный женский день | 8 марта (четверг) | с воскресенья 11 марта на пятницу 9 марта | с пятницы 9 марта на воскресенье 11 марта                                                                       | 8—10 марта (четверг — суббота)                                                                                              | 7 марта (среда)                                                            | 3                                      |                          |
| День международной солидарности трудящихся | 1—2 мая (вторник — среда) | с субботы 28 апреля на понедельник 30 апреля | с понедельника 30 апреля на субботу 28 апреля                                                                   | 29 апреля — 2 мая (воскресенье — среда)                                                                                     | 28 апреля (суббота)                                                        | 4                                      |                          |
| День Победы | 9 мая (среда) | — | — | 9 мая (среда) | 8 мая (вторник)                                                            | 1                                      |                          |
| День Конституции СССР | 7 октября (воскресенье) | — | — | 6—7 октября (суббота — воскресенье)                                                                                         | —                                                                          | 2                                      |                          |
| День Великой Октябрьской социалистической революции | 7—8 ноября (среда — четверг) | с воскресенья 11 ноября на пятницу 9 ноября | с пятницы 9 ноября на воскресенье 11 ноября                                                                     | 7—10 ноября (среда — суббота)                                                                                               | 6 ноября (вторник)                                                         | 4                                      |                          |
| Новый год | 1 января 1991 (вторник) | — | — | 1 января 1991 (вторник) | 31 декабря 1990 (понедельник)                                              | 1                                      |                          |
| Новый год | 1 января 1991 (вторник) | — | — | 1 января 1991 (вторник) | 31 декабря 1990 (понедельник)                                              | 1                                      | 1991                     |
| Рождество Христово | 7 января (понедельник) | — | — | 5—7 января (суббота — понедельник)                                                                                          | —                                                                          | 3                                      |                          |
| Международный женский день | 8 марта (пятница) | — | — | 8—10 марта (пятница — воскресенье)                                                                                          | 7 марта (четверг)                                                          | 3                                      |                          |
| День международной солидарности трудящихся | 1—2 мая (среда — четверг) | с воскресенья 5 мая на пятницу 3 мая | с пятницы 3 мая на воскресенье 5 мая                                                                            | 1—4 мая (среда — суббота)                                                                                                   | 30 апреля (вторник)                                                        | 4                                      |                          |
| День Победы | 9 мая (четверг) | с воскресенья 12 мая на пятницу 10 мая | с пятницы 10 мая на воскресенье 12 мая                                                                          | 9—11 мая (четверг — суббота)                                                                                                | 8 мая (среда)                                                              | 3                                      |                          |
| День принятия Декларации о государственном суверенитете Российской Федерации                                                                            | 12 июня (среда) | — | — | 12 июня (среда) | 11 июня (вторник)                                                          | 1                                      |                          |
| День Конституции СССР | 7 октября (понедельник) | — | — | 5—7 октября (суббота — понедельник)                                                                                         | —                                                                          | 3                                      |                          |
| День Великой Октябрьской социалистической революции | 7—8 ноября (четверг — пятница) | — | — | 7—10 ноября (четверг — воскресенье)                                                                                         | 6 ноября (среда)                                                           | 4                                      |                          |
| Новый год | 1 января 1992 (среда) | — | — | 1 января 1992 (среда) | 31 декабря 1992 (вторник)                                                  | 1                                      |                          |
| Новый год | 1 января 1992 (среда) | — | — | 1 января 1992 (среда) | 31 декабря 1992 (вторник)                                                  | 1                                      | 1992                     |
| Рождество Христово | 7 января (вторник) | — | — | 7 января (вторник) | 6 января (понедельник)                                                     | 1                                      |                          |
| Международный женский день | 8 марта (воскресенье) | — | — | 7—8 марта (суббота — воскресенье)                                                                                           | —                                                                          | 2                                      |                          |
| День международной солидарности трудящихся | 1—2 мая (пятница — суббота) | с субботы 2 мая на понедельник 4 мая | — | 1—4 мая (пятница — понедельник)                                                                                             | 30 апреля (четверг)                                                        | 4                                      |                          |
| День Победы | 9 мая (суббота) | с субботы 9 мая на понедельник 11 мая | — | 9—11 мая (суббота — понедельник)                                                                                            | 8 мая (пятница)                                                            | 3                                      |                          |
| День принятия Декларации о государственном суверенитете Российской Федерации                                                                            | 12 июня (пятница) | — | — | 12—14 июня (пятница — воскресенье)                                                                                          | 11 июня (четверг)                                                          | 3                                      |                          |
| День Великой Октябрьской социалистической революции | 7 ноября (суббота) | с субботы 7 ноября на понедельник 9 ноября | — | 7—9 ноября (суббота — понедельник)                                                                                          | 6 ноября (пятница)                                                         | 3                                      |                          |
| Новый год | 1—2 января 1993 (пятница — суббота)                                                                                                | с субботы 2 января 1993 на понедельник 4 января 1993                                                                                                | — | 1—4 января 1993 (пятница — понедельник)                                                                                     | 31 декабря 1992 (четверг)                                                  | 4                                      |                          |
| Новый год | 1—2 января 1993 (пятница — суббота)                                                                                                | с субботы 2 января 1993 на понедельник 4 января 1993                                                                                                | — | 1—4 января 1993 (пятница — понедельник)                                                                                     | 31 декабря 1992 (четверг)                                                  | 4                                      | 1993                     |
| Рождество Христово | 7 января (четверг) | — | — | 7 января (четверг) | 6 января (среда)                                                           | 1                                      |                          |
| Международный женский день | 8 марта (понедельник) | — | — | 6—8 марта (суббота — понедельник)                                                                                           | —                                                                          | 3                                      |                          |
| Праздник Весны и Труда | 1—2 мая (суббота — воскресенье) | с субботы 1 мая на понедельник 3 мая, с воскресенья 2 мая на вторник 4 мая                                                                          | — | 1—4 мая (суббота — вторник)                                                                                                 | 30 апреля (пятница)                                                        | 4                                      |                          |
| День Победы | 9 мая (воскресенье) | с воскресенья 9 мая на понедельник 10 мая | — | 8—10 мая (суббота — понедельник)                                                                                            | —                                                                          | 3                                      |                          |
| День принятия Декларации о государственном суверенитете Российской Федерации                                                                            | 12 июня (суббота) | с субботы 12 июня на понедельник 14 июня | — | 12—14 июня (суббота — понедельник)                                                                                          | 11 июня (пятница)                                                          | 3                                      |                          |
| День Великой Октябрьской социалистической революции | 7 ноября (воскресенье) | с воскресенья 7 ноября на понедельник 8 ноября | — | 6—8 ноября (суббота — понедельник)                                                                                          | —                                                                          | 3                                      |                          |
| Новый год | 1—2 января 1994 (суббота — воскресенье)                                                                                            | с субботы 1 января 1994 на понедельник 3 января 1994, с воскресенья 2 января 1994 на вторник 4 января 1994                                          | — | 1—4 января 1994 (суббота — вторник)                                                                                         | 31 декабря 1993 (пятница)                                                  | 4                                      |                          |
| Новый год | 1—2 января 1994 (суббота — воскресенье)                                                                                            | с субботы 1 января 1994 на понедельник 3 января 1994, с воскресенья 2 января 1994 на вторник 4 января 1994                                          | — | 1—4 января 1994 (суббота — вторник)                                                                                         | 31 декабря 1993 (пятница)                                                  | 4                                      | 1994                     |
| Рождество Христово | 7 января (пятница) | — | — | 7—9 января (пятница — воскресенье)                                                                                          | 6 января (пятница — воскресенье)                                           | 3                                      |                          |
| Международный женский день | 8 марта (вторник) | с субботы 5 марта на понедельник 7 марта | с понедельника 7 марта на субботу 5 марта                                                                       | 6—8 марта (воскресенье — вторник)                                                                                           | 5 марта (суббота)                                                          | 3                                      |                          |
| Праздник Весны и Труда | 1—2 мая (воскресенье — понедельник)                                                                                                | с воскресенья 1 мая на вторник 3 мая | — | 30 апреля — 3 мая (суббота — вторник)                                                                                       | —                                                                          | 4                                      |                          |
| День Победы | 9 мая (понедельник) | с воскресенья 9 мая на понедельник 10 мая | — | 7—9 мая (суббота — понедельник)                                                                                             | —                                                                          | 3                                      |                          |
| День принятия Декларации о государственном суверенитете Российской Федерации                                                                            | 12 июня (воскресенье) | с воскресенья 12 июня на понедельник 13 июня | — | 11—13 июня (суббота — понедельник)                                                                                          | —                                                                          | 3                                      |                          |
| День Великой Октябрьской социалистической революции | 7 ноября (понедельник) | — | — | 5—7 ноября (суббота — понедельник)                                                                                          | —                                                                          | 3                                      |                          |
| День конституции | 12 декабря (понедельник) | — | — | 10—12 декабря (суббота — понедельник)                                                                                       | —                                                                          | 3                                      |                          |
| Новый год | 1—2 января 1995 (воскресенье — понедельник)                                                                                        | с воскресенья 1 января 1995 на вторник 3 января 1995                                                                                                | — | 31 декабря 1994 — 3 января 1995 (суббота — вторник)                                                                         | —                                                                          | 4                                      |                          |
| Новый год | 1—2 января 1995 (воскресенье — понедельник)                                                                                        | с воскресенья 1 января 1995 на вторник 3 января 1995                                                                                                | — | 31 декабря 1994 — 3 января 1995 (суббота — вторник)                                                                         | —                                                                          | 4                                      | 1995                     |
| Рождество Христово | 7 января (суббота) | с субботы 7 января на понедельник 9 января | — | 7—9 января (суббота — понедельник)                                                                                          | 6 января (пятница)                                                         | 3                                      |                          |
| Международный женский день | 8 марта (среда) | — | — | 8 марта (среда) | 7 марта (вторник)                                                          | 1                                      |                          |
| Праздник Весны и Труда | 1—2 мая (понедельник — вторник) | — | — | 29 апреля — 2 мая (суббота — вторник)                                                                                       | —                                                                          | 4                                      |                          |
| День Победы | 9 мая (вторник) | с субботы 6 мая на понедельник 8 мая | с понедельника 8 мая на субботу 6 мая                                                                           | 7—9 мая (воскресенье — вторник)                                                                                             | 6 мая (суббота)                                                            | 3                                      |                          |
| День принятия Декларации о государственном суверенитете Российской Федерации                                                                            | 12 июня (понедельник) | — | — | 10—12 июня (суббота — понедельник)                                                                                          | —                                                                          | 3                                      |                          |
| День проведения военного парада на Красной площади в Москве в ознаменование двадцать четвёртой годовщины Великой Октябрьской социалистической революции | 7 ноября (вторник) | — | — | 7 ноября (вторник) | 6 ноября (понедельник)                                                     | 1                                      |                          |
| День конституции | 12 декабря (вторник) | с субботы 9 декабря на понедельник 11 декабря | с понедельника 11 декабря на субботу 9 декабря                                                                  | 10—12 декабря (воскресенье — вторник)                                                                                       | 9 декабря (суббота)                                                        | 3                                      |                          |
| Новый год | 1—2 января 1996 (понедельник — вторник)                                                                                            | — | — | 30 декабря 1995 — 2 января 1996 (суббота — вторник)                                                                         | —                                                                          | 4                                      |                          |
| Новый год | 1—2 января 1996 (понедельник — вторник)                                                                                            | — | — | 30 декабря 1995 — 2 января 1996 (суббота — вторник)                                                                         | —                                                                          | 4                                      | 1996                     |
| Рождество Христово | 7 января (воскресенье) | с воскресенья 7 января на понедельник 8 января | — | 6—8 января (суббота — понедельник)                                                                                          | —                                                                          | 3                                      |                          |
| Международный женский день | 8 марта (пятница) | — | — | 8—10 марта (пятница — воскресенье)                                                                                          | 7 марта (четверг)                                                          | 3                                      |                          |
| Праздник Весны и Труда | 1—2 мая (среда — четверг) | с воскресенья 5 мая на пятницу 3 мая | с пятницы 3 мая на воскресенье 5 мая                                                                            | 1—4 мая (среда — суббота)                                                                                                   | 30 апреля (вторник)                                                        | 4                                      |                          |
| День Победы | 9 мая (четверг) | с воскресенья 12 мая на пятницу 10 мая | с пятницы 10 мая на воскресенье 12 мая                                                                          | 9—11 мая (четверг — суббота)                                                                                                | 8 мая (среда)                                                              | 3                                      |                          |
| День принятия Декларации о государственном суверенитете Российской Федерации                                                                            | 12 июня (среда) | — | — | 12 июня (среда) | 11 июня (вторник)                                                          | 1                                      |                          |
| День проведения второго тура выборов президента России                                                                                                  | 3 июля (среда) | с субботы 14 декабря на среду 3 июля | со среды 3 июля на субботу 14 декабря                                                                           | 3 июля (среда) | —                                                                          | 1                                      |                          |
| День согласия и примирения | 7 ноября (четверг) | с воскресенья 10 ноября на пятницу 8 ноября | с пятницы 8 ноября на воскресенье 10 ноября                                                                     | 7—9 ноября (четверг — суббота)                                                                                              | 6 ноября (среда)                                                           | 3                                      |                          |
| День конституции | 12 декабря (четверг) | с воскресенья 15 декабря на пятницу 13 декабря | с пятницы 13 декабря на воскресенье 15 декабря                                                                  | 12—13 декабря (четверг — пятница)                                                                                           | 11 декабря (среда)                                                         | 2                                      |                          |
| Новый год | 1—2 января 1997 (среда — четверг)                                                                                                  | с воскресенья 5 января 1997 на пятницу 3 января 1997                                                                                                | с пятницы 3 января 1997 на воскресенье 5 января 1997                                                            | 1—4 января 1997 (среда—суббота)                                                                                             | 31 декабря 1996 (вторник)                                                  | 4                                      |                          |
| Новый год | 1—2 января 1997 (среда — четверг)                                                                                                  | с воскресенья 5 января 1997 на пятницу 3 января 1997                                                                                                | с пятницы 3 января 1997 на воскресенье 5 января 1997                                                            | 1—4 января 1997 (среда—суббота)                                                                                             | 31 декабря 1996 (вторник)                                                  | 4                                      | 1997                     |
| Рождество Христово | 7 января (вторник) | — | — | 7 января (вторник) | 6 января (понедельник)                                                     | 1                                      |                          |
| Международный женский день | 8 марта (суббота) | с субботы 8 марта на понедельник 10 марта | — | 8—10 марта (суббота — понедельник)                                                                                          | 7 марта (пятница)                                                          | 3                                      |                          |
| Праздник Весны и Труда | 1—2 мая (четверг — пятница) | — | — | 1—4 мая (четверг — воскресенье)                                                                                             | 30 апреля (среда)                                                          | 4                                      |                          |
| День Победы | 9 мая (пятница) | — | — | 9—11 мая (пятница — воскресенье)                                                                                            | 8 мая (четверг)                                                            | 3                                      |                          |
| День принятия Декларации о государственном суверенитете Российской Федерации                                                                            | 12 июня (четверг) | с воскресенья 15 июня на пятницу 13 июня | с пятницы 13 июня на воскресенье 15 июня                                                                        | 12—14 июня (четверг — суббота)                                                                                              | 11 июня (среда)                                                            | 3                                      |                          |
| День согласия и примирения | 7 ноября (пятница) | — | — | 7—9 ноября (пятница — воскресенье)                                                                                          | 6 ноября (четверг)                                                         | 3                                      |                          |
| День конституции | 12 декабря (пятница) | — | — | 12—14 декабря (пятница — воскресенье)                                                                                       | 11 декабря (четверг)                                                       | 3                                      |                          |
| Новый год | 1—2 января 1998 (четверг — пятница)                                                                                                | — | — | 1—4 января 1998 (четверг — воскресенье)                                                                                     | 31 декабря 1997 (среда)                                                    | 4                                      |                          |
| Новый год | 1—2 января 1998 (четверг — пятница)                                                                                                | — | — | 1—4 января 1998 (четверг — воскресенье)                                                                                     | 31 декабря 1997 (среда)                                                    | 4                                      | 1998                     |
| Рождество Христово | 7 января (среда) | — | — | 7 января (среда) | 6 января (вторник)                                                         | 1                                      |                          |
| Международный женский день | 8 марта (воскресенье) | с воскресенья 8 марта на понедельник 9 марта | — | 7—9 марта (суббота — понедельник)                                                                                           | —                                                                          | 3                                      |                          |
| Праздник Весны и Труда | 1—2 мая (пятница — суббота) | с субботы 2 мая на понедельник 4 мая | — | 1—4 мая (пятница — понедельник)                                                                                             | 30 апреля (четверг)                                                        | 4                                      |                          |
| День Победы | 9 мая (суббота) | с субботы 9 мая на понедельник 11 мая | — | 9—11 мая (суббота — понедельник)                                                                                            | 8 мая (пятница)                                                            | 3                                      |                          |
| День принятия Декларации о государственном суверенитете Российской Федерации                                                                            | 12 июня (пятница) | — | — | 12—14 июня (пятница — воскресенье)                                                                                          | 11 июня (четверг)                                                          | 3                                      |                          |
| День согласия и примирения | 7 ноября (суббота) | с субботы 7 ноября на понедельник 9 ноября | — | 7—9 ноября (суббота — понедельник)                                                                                          | 6 ноября (пятница)                                                         | 3                                      |                          |
| День конституции | 12 декабря (суббота) | с субботы 12 декабря на понедельник 14 декабря | — | 12—14 декабря (суббота — понедельник)                                                                                       | 11 декабря (пятница)                                                       | 3                                      |                          |
| Новый год | 1—2 января 1999 (пятница — суббота)                                                                                                | с субботы 2 января 1999 на понедельник 4 января 1999                                                                                                | — | 1—4 января 1999 (пятница — понедельник)                                                                                     | 31 декабря 1998 (четверг)                                                  | 4                                      |                          |
| Новый год | 1—2 января 1999 (пятница — суббота)                                                                                                | с субботы 2 января 1999 на понедельник 4 января 1999                                                                                                | — | 1—4 января 1999 (пятница — понедельник)                                                                                     | 31 декабря 1998 (четверг)                                                  | 4                                      | 1999                     |
| Рождество Христово | 7 января (четверг) | с воскресенья 10 января на пятницу 8 января | с пятницы 8 января на воскресенье 10 января                                                                     | 7—9 января (четверг) суббота                                                                                                | 6 января (среда)                                                           | 3                                      |                          |
| Международный женский день | 8 марта (понедельник) | — | — | 6—8 марта (суббота) понедельник                                                                                             | —                                                                          | 3                                      |                          |
| Праздник Весны и Труда | 1—2 мая (суббота — воскресенье) | с субботы 1 мая на понедельник 3 мая, с воскресенья 2 мая на вторник 4 мая                                                                          | — | 1—4 мая (суббота — вторник)                                                                                                 | 30 апреля (пятница)                                                        | 4                                      |                          |
| День Победы | 9 мая (воскресенье) | с воскресенья 9 мая на понедельник 10 мая | — | 8—10 мая (суббота — понедельник)                                                                                            | —                                                                          | 3                                      |                          |
| День принятия Декларации о государственном суверенитете Российской Федерации                                                                            | 12 июня (суббота) | с субботы 12 июня на понедельник 14 июня | — | 12—14 июня (суббота — понедельник)                                                                                          | 11 июня (пятница)                                                          | 3                                      |                          |
| День согласия и примирения | 7 ноября (воскресенье) | с воскресенья 7 ноября на понедельник 8 ноября | — | 6—8 ноября (суббота — понедельник)                                                                                          | —                                                                          | 3                                      |                          |
| День конституции | 12 декабря (воскресенье) | с воскресенья 12 декабря на понедельник 13 декабря                                                                                                  | — | 11—13 декабря (суббота — понедельник)                                                                                       | —                                                                          | 3                                      |                          |
| Новый год | 1—2 января 2000 (суббота — воскресенье)                                                                                            | с субботы 1 января 2000 на понедельник 3 января 2000, с воскресенья 2 января 2000 на вторник 4 января 2000                                          | — | 1—4 января 2000 (суббота — вторник)                                                                                         | 31 декабря 1999 (пятница)                                                  | 4                                      |                          |
| Новый год | 1—2 января 2000 (суббота — воскресенье)                                                                                            | с субботы 1 января 2000 на понедельник 3 января 2000, с воскресенья 2 января 2000 на вторник 4 января 2000                                          | — | 1—4 января 2000 (суббота — вторник)                                                                                         | 31 декабря 1999 (пятница)                                                  | 4                                      | 2000                     |
| Рождество Христово | 7 января (пятница) | — | — | 7—9 января (пятница — воскресенье)                                                                                          | 6 января (четверг)                                                         | 3                                      |                          |
| Международный женский день | 8 марта (среда) | — | — | 8 марта (среда) | 7 марта (вторник)                                                          | 1                                      |                          |
| Праздник Весны и Труда | 1—2 мая (понедельник — вторник) | — | — | 29 апреля — 2 мая (суббота — вторник)                                                                                       | —                                                                          | 4                                      |                          |
| День Победы | 9 мая (вторник) | с субботы 6 мая на понедельник 8 мая | с понедельника 8 мая на субботу 6 мая                                                                           | 7—9 мая (воскресенье — вторник)                                                                                             | 6 мая (суббота)                                                            | 3                                      |                          |
| День принятия Декларации о государственном суверенитете Российской Федерации                                                                            | 12 июня (понедельник) | — | — | 10—12 июня (суббота — понедельник)                                                                                          | —                                                                          | 3                                      |                          |
| День согласия и примирения | 7 ноября (вторник) | с субботы 4 ноября на понедельник 6 ноября | с понедельника 6 ноября на субботу 4 ноября                                                                     | 5—7 ноября (воскресенье — вторник)                                                                                          | 4 ноября (суббота)                                                         | 3                                      |                          |
| День конституции | 12 декабря (вторник) | с субботы 9 декабря на понедельник 11 декабря | с понедельника 11 декабря на субботу 9 декабря                                                                  | 10—12 декабря (воскресенье — вторник)                                                                                       | 9 декабря (суббота)                                                        | 3                                      |                          |
| Новый год | 1—2 января 2001 (понедельник — вторник)                                                                                            | — | — | 30 декабря 2000 — 2 января 2001 (суббота — вторник)                                                                         | —                                                                          | 4                                      |                          |
| Новый год | 1—2 января 2001 (понедельник — вторник)                                                                                            | — | — | 30 декабря 2000 — 2 января 2001 (суббота — вторник)                                                                         | —                                                                          | 4                                      | 2001                     |
| Рождество Христово | 7 января (воскресенье) | с воскресенья 7 января на понедельник 8 января | — | 6—8 января (суббота — понедельник)                                                                                          | —                                                                          | 3                                      |                          |
| Международный женский день | 8 марта (четверг) | с воскресенья 11 марта на пятницу 9 марта | с пятницы 9 марта на воскресенье 11 марта                                                                       | 8—10 марта (четверг — суббота)                                                                                              | 7 марта (среда)                                                            | 3                                      |                          |
| Праздник Весны и Труда | 1—2 мая (вторник — среда) | с субботы 28 апреля на понедельник 30 апреля | с понедельника 30 апреля на субботу 28 апреля                                                                   | 29 апреля — 2 мая (воскресенье — среда)                                                                                     | 28 апреля (суббота)                                                        | 4                                      |                          |
| День Победы | 9 мая (среда) | — | — | 9 мая (среда) | 8 мая (вторник)                                                            | 1                                      |                          |
| День принятия Декларации о государственном суверенитете Российской Федерации                                                                            | 12 июня (вторник) | с субботы 9 июня на понедельник 11 июня | с понедельника 11 июня на субботу 9 июня                                                                        | 10—12 июня (воскресенье — вторник)                                                                                          | 9 июня (суббота)                                                           | 3                                      |                          |
| День согласия и примирения | 7 ноября (среда) | — | — | 7 ноября (среда) | 6 ноября (вторник)                                                         | 1                                      |                          |
| День конституции | 12 декабря (среда) | — | — | 12 декабря (среда) | 11 декабря (вторник)                                                       | 1                                      |                          |
| Новый год | 1—2 января 2002 (вторник — среда)                                                                                                  | с субботы 29 декабря 2001 на понедельник 31 декабря 2001                                                                                            | с понедельника 31 декабря 2001 на субботу 29 декабря 2001                                                       | 30 декабря 2001 — 2 января 2002 (воскресенье — среда)                                                                       | 29 декабря 2001 (суббота)                                                  | 4                                      |                          |
| Новый год | 1—2 января 2002 (вторник — среда)                                                                                                  | с субботы 29 декабря 2001 на понедельник 31 декабря 2001                                                                                            | с понедельника 31 декабря 2001 на субботу 29 декабря 2001                                                       | 30 декабря 2001 — 2 января 2002 (воскресенье — среда)                                                                       | 29 декабря 2001 (суббота)                                                  | 4                                      | 2002                     |
| Рождество Христово | 7 января (понедельник) | — | — | 5—7 января (суббота — понедельник)                                                                                          | —                                                                          | 3                                      |                          |
| День защитника Отечества | 23 февраля (суббота) | с субботы 23 февраля на понедельник 25 февраля | — | 23—25 февраля (суббота — понедельник)                                                                                       | 22 февраля (пятница)                                                       | 3                                      |                          |
| Международный женский день | 8 марта (пятница) | — | — | 8—10 марта (пятница — воскресенье)                                                                                          | 7 марта (четверг)                                                          | 3                                      |                          |
| Праздник Весны и Труда | 1—2 мая (среда — четверг) | с субботы 27 апреля на пятницу 3 мая | с пятницы 3 мая на субботу 27 апреля                                                                            | 1—5 мая (среда — воскресенье)                                                                                               | 30 апреля (вторник)                                                        | 5                                      |                          |
| День Победы | 9 мая (четверг) | с субботы 18 мая на пятницу 10 мая | с пятницы 10 мая на субботу 18 мая                                                                              | 9—12 мая (четверг — воскресенье)                                                                                            | 8 мая (среда)                                                              | 4                                      |                          |
| День России | 12 июня (среда) | — | — | 12 июня (среда) | 11 июня (вторник)                                                          | 1                                      |                          |
| День согласия и примирения | 7 ноября (четверг) | с воскресенья 10 ноября на пятницу 8 ноября | с пятницы 8 ноября на воскресенье 10 ноября                                                                     | 7—9 ноября (четверг — суббота)                                                                                              | 6 ноября (среда)                                                           | 3                                      |                          |
| День конституции | 12 декабря (четверг) | с воскресенья 15 декабря на пятницу 13 декабря | с пятницы 13 декабря на воскресенье 15 декабря                                                                  | 12—14 декабря (четверг — суббота)                                                                                           | 11 декабря (среда)                                                         | 3                                      |                          |
| Новый год | 1—2 января 2003 (среда — четверг)                                                                                                  | с субботы 4 января 2003 на пятницу 3 января 2003 | с пятницы 3 января 2003 на субботу 4 января 2003                                                                | 1—3 января 2003 (среда — пятница)                                                                                           | 31 декабря 2002 (вторник)                                                  | 3                                      |                          |
| Новый год | 1—2 января 2003 (среда — четверг)                                                                                                  | с субботы 4 января 2003 на пятницу 3 января 2003 | с пятницы 3 января 2003 на субботу 4 января 2003                                                                | 1—3 января 2003 (среда — пятница)                                                                                           | 31 декабря 2002 (вторник)                                                  | 3                                      | 2003                     |
| Рождество Христово | 7 января (вторник) | с воскресенья 5 января на понедельник 6 января | с понедельника 6 января на воскресенье 5 января                                                                 | 6—7 января (понедельник — вторник)                                                                                          | 5 января (воскресенье)                                                     | 2                                      |                          |
| День защитника Отечества | 23 февраля (воскресенье) | с воскресенья 23 февраля на понедельник 24 февраля                                                                                                  | — | 22—24 февраля (суббота — понедельник)                                                                                       | —                                                                          | 3                                      |                          |
| Международный женский день | 8 марта (суббота) | с субботы 8 марта на понедельник 10 марта | — | 8—10 марта (суббота — понедельник)                                                                                          | 7 марта (пятница)                                                          | 3                                      |                          |
| Праздник Весны и Труда | 1—2 мая (четверг — пятница) | — | — | 1—4 мая (четверг — воскресенье)                                                                                             | 30 апреля (среда)                                                          | 4                                      |                          |
| День Победы | 9 мая (пятница) | — | — | 9—11 мая (пятница — воскресенье)                                                                                            | 8 мая (четверг)                                                            | 3                                      |                          |
| День России | 12 июня (четверг) | с субботы 21 июня на пятницу 13 июня | с пятницы 13 июня на субботу 21 июня                                                                            | 12—15 июня (четверг — воскресенье)                                                                                          | 11 июня (среда)                                                            | 4                                      |                          |
| День согласия и примирения | 7 ноября (пятница) | — | — | 7—9 ноября (пятница — воскресенье)                                                                                          | 6 ноября (четверг)                                                         | 3                                      |                          |
| День конституции | 12 декабря (пятница) | — | — | 12—14 декабря (пятница — воскресенье)                                                                                       | 11 декабря (четверг)                                                       | 3                                      |                          |
| Новый год | 1—2 января 2004 (четверг — пятница)                                                                                                | — | — | 1—4 января 2004 (четверг — воскресенье)                                                                                     | 31 декабря 2003 (среда)                                                    | 4                                      |                          |
| Новый год | 1—2 января 2004 (четверг — пятница)                                                                                                | — | — | 1—4 января 2004 (четверг — воскресенье)                                                                                     | 31 декабря 2003 (среда)                                                    | 4                                      | 2004                     |
| Рождество Христово | 7 января (среда) | — | — | 7 января (среда) | 6 января (вторник)                                                         | 1                                      |                          |
| День защитника Отечества | 23 февраля (понедельник) | — | — | 21—23 февраля (суббота — понедельник)                                                                                       | —                                                                          | 3                                      |                          |
| Международный женский день | 8 марта (понедельник) | — | — | 6—8 марта (суббота — понедельник)                                                                                           | —                                                                          | 3                                      |                          |
| Праздник Весны и Труда | 1—2 мая (суббота — воскресенье) | с субботы 1 мая на понедельник 3 мая с воскресенья 2 мая на вторник 4 мая                                                                           | — | 1—4 мая (суббота — вторник)                                                                                                 | 30 апреля (пятница)                                                        | 4                                      |                          |
| День Победы | 9 мая (воскресенье) | с воскресенья 9 мая на понедельник 10 мая | — | 8—10 мая (суббота — понедельник)                                                                                            | —                                                                          | 3                                      |                          |
| День России | 12 июня (суббота) | с субботы 12 июня на понедельник 14 июня | — | 12—14 июня (суббота — понедельник)                                                                                          | 11 июня (пятница)                                                          | 3                                      |                          |
| День согласия и примирения | 7 ноября (воскресенье) | с воскресенья 7 ноября на понедельник 8 ноября | — | 6—8 ноября (суббота — понедельник)                                                                                          | —                                                                          | 3                                      |                          |
| День конституции | 12 декабря (воскресенье) | с воскресенья 12 декабря на понедельник 13 декабря                                                                                                  | — | 11—13 декабря (суббота — понедельник)                                                                                       | —                                                                          | 3                                      |                          |
| Новогодние каникулы | 1—5 января 2005 (суббота — среда)                                                                                                  | с субботы 1 января 2005 на четверг 6 января 2005, с воскресенья 2 января 2005 на понедельник 10 января 2005                                         | — | 1—10 января 2005 (суббота — понедельник)                                                                                    | 31 декабря 2004 (пятница)                                                  | 10                                     |                          |
| Новогодние каникулы | 1—5 января 2005 (суббота — среда)                                                                                                  | с субботы 1 января 2005 на четверг 6 января 2005, с воскресенья 2 января 2005 на понедельник 10 января 2005                                         | — | 1—10 января 2005 (суббота — понедельник)                                                                                    | 31 декабря 2004 (пятница)                                                  | 10                                     | 2005                     |
| Рождество Христово | 7 января (пятница) | — | — | 1—10 января 2005 (суббота — понедельник)                                                                                    | 31 декабря 2004 (пятница)                                                  | 10                                     |                          |
| День защитника Отечества | 23 февраля (среда) | — | — | 23 февраля (среда) | 22 февраля (вторник)                                                       | 1                                      |                          |
| Международный женский день | 8 марта (вторник) | с субботы 5 марта на понедельник 7 марта | с понедельника 7 марта на субботу 5 марта                                                                       | 6—8 марта (воскресенье — вторник)                                                                                           | 5 марта (суббота)                                                          | 3                                      |                          |
| Праздник Весны и Труда | 1 мая (воскресенье) | с воскресенья 1 мая на понедельник 2 мая | — | 30 апреля — 2 мая (суббота — понедельник)                                                                                   | —                                                                          | 3                                      |                          |
| День Победы | 9 мая (понедельник) | с субботы 14 мая на вторник 10 мая | со вторника 10 мая на субботу 14 мая                                                                            | 7—10 мая (суббота — вторник)                                                                                                | —                                                                          | 4                                      |                          |
| День России | 12 июня (воскресенье) | с воскресенья 12 июня на понедельник 13 июня | — | 11—13 июня (суббота — понедельник)                                                                                          | —                                                                          | 3                                      |                          |
| День народного единства | 4 ноября (пятница) | — | — | 4—6 ноября (пятница — воскресенье)                                                                                          | 3 ноября (четверг)                                                         | 3                                      |                          |
| Новогодние каникулы | 1—5 января 2006 (воскресенье — четверг)                                                                                            | с воскресенья 1 января 2006 на пятницу 6 января 2006                                                                                                | — | 31 декабря 2005 — 9 января 2006 (суббота — понедельник)                                                                     | —                                                                          | 10                                     |                          |
| Новогодние каникулы | 1—5 января 2006 (воскресенье — четверг)                                                                                            | с воскресенья 1 января 2006 на пятницу 6 января 2006                                                                                                | — | 31 декабря 2005 — 9 января 2006 (суббота — понедельник)                                                                     | —                                                                          | 10                                     | 2006                     |
| Рождество Христово | 7 января (суббота) | с субботы 7 января на понедельник 9 января | — | 31 декабря 2005 — 9 января 2006 (суббота — понедельник)                                                                     | —                                                                          | 10                                     |                          |
| День защитника Отечества | 23 февраля (четверг) | с воскресенья 26 февраля на пятницу 24 февраля | с пятницы 24 февраля на воскресенье 26 февраля                                                                  | 23—25 февраля (четверг — суббота)                                                                                           | 22 февраля (среда)                                                         | 3                                      |                          |
| Международный женский день | 8 марта (среда) | — | — | 8 марта (среда) | 7 марта (вторник)                                                          | 1                                      |                          |
| Праздник Весны и Труда | 1 мая (понедельник) | — | — | 29 апреля — 1 мая (суббота — понедельник)                                                                                   | —                                                                          | 3                                      |                          |
| День Победы | 9 мая (вторник) | с субботы 6 мая на понедельник 8 мая | с понедельника 8 мая на субботу 6 мая                                                                           | 7—9 мая (воскресенье — вторник)                                                                                             | 6 мая (суббота)                                                            | 3                                      |                          |
| День России | 12 июня (понедельник) | — | — | 10—12 июня (суббота — понедельник)                                                                                          | —                                                                          | 3                                      |                          |
| День народного единства | 4 ноября (суббота) | с субботы 4 ноября на понедельник 6 ноября | — | 4—6 ноября (суббота — понедельник)                                                                                          | 3 ноября                                                                   | 3                                      |                          |
| Новогодние каникулы | 1—5 января 2007 (понедельник — пятница)                                                                                            | — | — | 30 декабря 2006 — 8 января 2007 (суббота — понедельник)                                                                     | —                                                                          | 10                                     |                          |
| Новогодние каникулы | 1—5 января 2007 (понедельник — пятница)                                                                                            | — | — | 30 декабря 2006 — 8 января 2007 (суббота — понедельник)                                                                     | —                                                                          | 10                                     | 2007                     |
| Рождество Христово | 7 января (воскресенье) | с воскресенья 7 января на понедельник 8 января | — | 30 декабря 2006 — 8 января 2007 (суббота — понедельник)                                                                     | —                                                                          | 10                                     |                          |
| День защитника Отечества | 23 февраля (пятинца) | — | — | 23—25 февраля (пятница — воскресенье)                                                                                       | 22 февраля                                                                 | 3                                      |                          |
| Международный женский день | 8 марта (четверг) | — | — | 8 марта (четверг) | 7 марта (среда)                                                            | 1                                      |                          |
| Праздник Весны и Труда | 1 мая (вторник) | с субботы 28 апреля на понедельник 30 апреля | с понедельника 30 апреля на субботу 28 апреля                                                                   | 29 апреля — 1 мая (воскресенье — вторник)                                                                                   | 28 апреля (суббота)                                                        | 3                                      |                          |
| День Победы | 9 мая (среда) | — | — | 9 мая (среда) | 8 мая (вторник)                                                            | 1                                      |                          |
| День России | 12 июня (вторник) | с субботы 9 июня на понедельник 11 июня | с понедельника 11 июня на субботу 9 июня                                                                        | 10—12 июня (воскресенье — вторник)                                                                                          | 9 июня (суббота)                                                           | 3                                      |                          |
| День народного единства | 4 ноября (воскресенье) | с воскресенья 4 ноября на понедельник 5 ноября | — | 3—5 ноября (суббота — понедельник)                                                                                          | —                                                                          | 3                                      |                          |
| Новогодние каникулы | 1—5 января 2008 (вторник — суббота)                                                                                                | с субботы 29 декабря 2007 на понедельник 31 декабря 2007, с субботы 5 января 2008 на вторник 8 января 2008                                          | с понедельника 31 декабря 2007 на субботу 29 декабря 2007                                                       | 30 декабря 2007 — 8 января 2008 (воскресенье — вторник)                                                                     | 29 декабря 2007 (суббота)                                                  | 10                                     |                          |
| Новогодние каникулы | 1—5 января 2008 (вторник — суббота)                                                                                                | с субботы 29 декабря 2007 на понедельник 31 декабря 2007, с субботы 5 января 2008 на вторник 8 января 2008                                          | с понедельника 31 декабря 2007 на субботу 29 декабря 2007                                                       | 30 декабря 2007 — 8 января 2008 (воскресенье — вторник)                                                                     | 29 декабря 2007 (суббота)                                                  | 10                                     | 2008                     |
| Рождество Христово | 7 января (понедельник) | — | — | 30 декабря 2007 — 8 января 2008 (воскресенье — вторник)                                                                     | 29 декабря 2007 (суббота)                                                  | 10                                     |                          |
| День защитника Отечества | 23 февраля (суббота) | с субботы 23 февраля на понедельник 25 февраля | — | 23—25 февраля (суббота — понедельник)                                                                                       | 22 февраля (пятница)                                                       | 3                                      |                          |
| Международный женский день | 8 марта (суббота) | с субботы 8 марта на понедельник 10 марта | — | 8—10 марта (суббота — понедельник)                                                                                          | 7 марта (пятница)                                                          | 3                                      |                          |
| Праздник Весны и Труда | 1 мая (четверг) | с воскресенья 4 мая на пятницу 2 мая | с пятницы 2 мая на воскресенье 4 мая                                                                            | 1—3 мая (четверг — суббота)                                                                                                 | 30 апреля (среда)                                                          | 3                                      |                          |
| День Победы | 9 мая (пятница) | — | — | 9—11 мая (пятница — воскресенье)                                                                                            | 8 мая (четверг)                                                            | 3                                      |                          |
| День России | 12 июня (четверг) | с субботы 7 июня на пятницу 13 июня | с пятницы 13 июня на субботу 7 июня                                                                             | 12—15 июня (четверг — воскресенье)                                                                                          | 11 июня (среда)                                                            | 4                                      |                          |
| День народного единства | 4 ноября (вторник) | с субботы 1 ноября на понедельник 3 ноября | с понедельника 3 ноября на субботу 1 ноября                                                                     | 2—4 ноября (воскресенье — вторник)                                                                                          | 1 ноября (суббота)                                                         | 3                                      |                          |
| Новогодние каникулы | 1—5 января 2009 (четверг — понедельник)                                                                                            | с субботы 3 января 2009 на вторник 6 января 2009, с воскресенья 4 января на четверг 8 января 2009, с воскресенья 11 января на пятницу 9 января 2009 | с пятницы 9 января 2009 на воскресенье 11 января 2009                                                           | 1—10 января 2009 (четверг — суббота)                                                                                        | 31 декабря 2008 (среда)                                                    | 10                                     |                          |
| Новогодние каникулы | 1—5 января 2009 (четверг — понедельник)                                                                                            | с субботы 3 января 2009 на вторник 6 января 2009, с воскресенья 4 января на четверг 8 января 2009, с воскресенья 11 января на пятницу 9 января 2009 | с пятницы 9 января 2009 на воскресенье 11 января 2009                                                           | 1—10 января 2009 (четверг — суббота)                                                                                        | 31 декабря 2008 (среда)                                                    | 10                                     | 2009                     |
| Рождество Христово | 7 января (среда) | — | — | 1—10 января 2009 (четверг — суббота)                                                                                        | 31 декабря 2008 (среда)                                                    | 10                                     |                          |
| День защитника Отечества | 23 февраля (понедельник) | — | — | 21—23 февраля (суббота — понедельник)                                                                                       | —                                                                          | 3                                      |                          |
| Международный женский день | 8 марта (воскресенье) | с воскресенья 8 марта на понедельник 9 марта | — | 7—9 марта (суббота — понедельник)                                                                                           | —                                                                          | 3                                      |                          |
| Праздник Весны и Труда | 1 мая (пятница) | — | — | 1—3 мая (пятница — воскресенье)                                                                                             | 30 апреля (четверг)                                                        | 3                                      |                          |
| День Победы | 9 мая (суббота) | с субботы 9 мая на понедельник 11 мая | — | 9—11 мая (суббота — понедельник)                                                                                            | 8 мая (пятница)                                                            | 3                                      |                          |
| День России | 12 июня (пятница) | — | — | 12—14 июня (пятница — воскресенье)                                                                                          | 11 июня (четверг)                                                          | 3                                      |                          |
| День народного единства | 4 ноября (среда) | — | — | 4 ноября (среда) | 3 ноября (вторник)                                                         | 1                                      |                          |
| Новогодние каникулы | 1—5 января 2010 (пятница — вторник)                                                                                                | с субботы 2 января 2010 на среду 6 января 2010, с воскресенья 3 января 2010 на пятницу 8 января 2010                                                | — | 1—10 января 2010 (пятница — воскресенье)                                                                                    | 31 декабря 2009 (четверг)                                                  | 10                                     |                          |
| Новогодние каникулы | 1—5 января 2010 (пятница — вторник)                                                                                                | с субботы 2 января 2010 на среду 6 января 2010, с воскресенья 3 января 2010 на пятницу 8 января 2010                                                | — | 1—10 января 2010 (пятница — воскресенье)                                                                                    | 31 декабря 2009 (четверг)                                                  | 10                                     | 2010                     |
| Рождество Христово | 7 января (четверг) | — | — | 1—10 января 2010 (пятница — воскресенье)                                                                                    | 31 декабря 2009 (четверг)                                                  | 10                                     |                          |
| День защитника Отечества | 23 февраля (вторник) | с субботы 27 февраля на понедельник 22 февраля | с понедельника 22 февраля на субботу 27 февраля                                                                 | 20—23 февраля (суббота — вторник)                                                                                           | 27 февраля (суббота)                                                       | 4                                      |                          |
| Международный женский день | 8 марта (понедельник) | — | — | 6—8 марта (суббота — понедельник)                                                                                           | —                                                                          | 3                                      |                          |
| Праздник Весны и Труда | 1 мая (суббота) | с субботы 1 мая на понедельник 3 мая | — | 1—3 мая (суббота — понедельник)                                                                                             | 30 апреля (пятница)                                                        | 3                                      |                          |
| День Победы | 9 мая (воскресенье) | с воскресенья 9 мая на понедельник 10 мая | — | 8—10 мая (суббота — понедельник)                                                                                            | —                                                                          | 3                                      |                          |
| День России | 12 июня (суббота) | с субботы 12 июня на понедельник 14 июня | — | 12—14 июня (суббота — понедельник)                                                                                          | 11 июня (пятница)                                                          | 3                                      |                          |
| День народного единства | 4 ноября (четверг) | с субботы 13 ноября на пятницу 5 ноября | с пятницы 5 ноября на субботу 13 ноября                                                                         | 4—7 ноября (четверг — воскресенье)                                                                                          | 3 ноября (среда)                                                           | 4                                      |                          |
| Новогодние каникулы | 1—5 января 2011 (суббота — среда)                                                                                                  | с субботы 1 января 2011 на четверг 6 января 2011, с воскресенья 2 января 2011 на понедельник 10 января 2011                                         | — | 1—10 января 2011 (суббота — понедельник)                                                                                    | 31 декабря 2010 (пятница)                                                  | 10                                     |                          |
| Новогодние каникулы | 1—5 января 2011 (суббота — среда)                                                                                                  | с субботы 1 января 2011 на четверг 6 января 2011, с воскресенья 2 января 2011 на понедельник 10 января 2011                                         | — | 1—10 января 2011 (суббота — понедельник)                                                                                    | 31 декабря 2010 (пятница)                                                  | 10                                     | 2011                     |
| Рождество Христово | 7 января (пятница) | — | — | 1—10 января 2011 (суббота — понедельник)                                                                                    | 31 декабря 2010 (пятница)                                                  | 10                                     |                          |
| День защитника Отечества | 23 февраля (среда) | — | — | 23 февраля (среда) | 22 февраля (вторник)                                                       | 1                                      |                          |
| Международный женский день | 8 марта (вторник) | с субботы 5 марта на понедельник 7 марта | с понедельника 7 марта на субботу 5 марта                                                                       | 6—8 марта (воскресенье — вторник)                                                                                           | 5 марта (суббота)                                                          | 3                                      |                          |
| Праздник Весны и Труда | 1 мая (воскресенье) | с воскресенья 1 мая на понедельник 2 мая | — | 30 апреля — 2 мая (суббота — понедельник)                                                                                   | —                                                                          | 3                                      |                          |
| День Победы | 9 мая (понедельник) | — | — | 7—9 мая (суббота — понедельник)                                                                                             | —                                                                          | 3                                      |                          |
| День России | 12 июня (воскресенье) | с воскресенья 12 июня на понедельник 13 июня | — | 11—13 июня (суббота — понедельник)                                                                                          | —                                                                          | 3                                      |                          |
| День народного единства | 4 ноября (пятница) | — | — | 4—6 ноября (пятница — воскресенье)                                                                                          | 3 ноября (четверг)                                                         | 3                                      |                          |
| Новогодние каникулы | 1—5 января 2012 (воскресенье — четверг)                                                                                            | с воскресенья 1 января 2012 на пятницу 6 января 2012                                                                                                | — | 31 декабря 2011 — 9 января 2012 (суббота — понедельник)                                                                     | —                                                                          | 10                                     |                          |
| Новогодние каникулы | 1—5 января 2012 (воскресенье — четверг)                                                                                            | с воскресенья 1 января 2012 на пятницу 6 января 2012                                                                                                | — | 31 декабря 2011 — 9 января 2012 (суббота — понедельник)                                                                     | —                                                                          | 10                                     | 2012                     |
| Рождество Христово | 7 января (суббота) | с субботы 7 января на понедельник 9 января | — | 31 декабря 2011 — 9 января 2012 (суббота — понедельник)                                                                     | —                                                                          | 10                                     |                          |
| День защитника Отечества | 23 февраля (четверг) | — | — | 23 февраля (четверг) | 22 февраля (среда)                                                         | 1                                      |                          |
| Международный женский день | 8 марта (четверг) | с воскресенья 11 марта на пятницу 9 марта | с пятницы 9 марта на воскресенье 11 марта                                                                       | 8—10 марта (четверг — суббота)                                                                                              | 7 марта (среда)                                                            | 3                                      |                          |
| Праздник Весны и Труда | 1 мая (вторник) | с субботы 28 апреля на понедельник 30 апреля | с понедельника 30 апреля на субботу 28 апреля                                                                   | 29 апреля — 1 мая (воскресенье — вторник)                                                                                   | 28 апреля (суббота)                                                        | 3                                      |                          |
| День Победы | 9 мая (среда) | с субботы 5 мая на понедельник 7 мая, с субботы 12 мая на вторник 8 мая                                                                             | с понедельника 7 мая на субботу 5 мая, со вторника 8 мая на субботу 12 мая                                      | 6—9 мая (воскресенье — среда)                                                                                               | 12 мая (суббота)                                                           | 4                                      |                          |
| День России | 12 июня (вторник) | с субботы 9 июня на понедельник 11 июня | с понедельника 11 июня на субботу 9 июня                                                                        | 10—12 июня (воскресенье — вторник)                                                                                          | 9 июня (суббота)                                                           | 3                                      |                          |
| День народного единства | 4 ноября (воскресенье) | с воскресенья 4 ноября на понедельник 5 ноября | — | 3—5 ноября (суббота — понедельник)                                                                                          | —                                                                          | 3                                      |                          |
| Новогодние каникулы | 1—6, 8 января 2013 (вторник — воскресенье, вторник)                                                                                | с субботы 29 декабря 2012 на понедельник 31 декабря 2012                                                                                            | с понедельника 31 декабря 2012 на субботу 29 декабря 2012                                                       | 30 декабря 2012 — 8 января 2013 (воскресенье — вторник)                                                                     | 29 декабря 2012 (суббота)                                                  | 10                                     |                          |
| Новогодние каникулы | 1—6, 8 января 2013 (вторник — воскресенье, вторник)                                                                                | с субботы 29 декабря 2012 на понедельник 31 декабря 2012                                                                                            | с понедельника 31 декабря 2012 на субботу 29 декабря 2012                                                       | 30 декабря 2012 — 8 января 2013 (воскресенье — вторник)                                                                     | 29 декабря 2012 (суббота)                                                  | 10                                     | 2013                     |
| Рождество Христово | 7 января (понедельник) | — | — | 30 декабря 2012 — 8 января 2013 (воскресенье — вторник)                                                                     | 29 декабря 2012 (суббота)                                                  | 10                                     |                          |
| День защитника Отечества | 23 февраля (суббота) | — | — | 23—24 февраля (суббота — воскресенье)                                                                                       | 22 февраля (пятница)                                                       | 2                                      |                          |
| Международный женский день | 8 марта (пятница) | — | — | 8—10 марта (пятница — воскресенье)                                                                                          | 7 марта (четверг)                                                          | 3                                      |                          |
| Праздник Весны и Труда | 1 мая (среда) | с субботы 5 января на четверг 2 мая, с воскресенья 6 января на пятницу 3 мая                                                                        | — | 1—5 мая (среда — воскресенье)                                                                                               | 30 апреля (вторник)                                                        | 5                                      |                          |
| День Победы | 9 мая (четверг) | с субботы 23 февраля на пятницу 10 мая | с пятницы 10 мая на понедельник 25 февраля                                                                      | 9—12 мая (четверг — воскресенье)                                                                                            | 8 мая (среда)                                                              | 4                                      |                          |
| День России | 12 июня (среда) | — | — | 12 июня (среда) | 11 июня (вторник)                                                          | 1                                      |                          |
| День народного единства | 4 ноября (понедельник) | — | — | 2—4 ноября (суббота — понедельник)                                                                                          | —                                                                          | 3                                      |                          |
| Новогодние каникулы | 1—6, 8 января 2014 (среда — понедельник, среда)                                                                                    | — | — | 1—8 января 2014 (среда — среда)                                                                                             | 31 декабря 2013 (вторник)                                                  | 8                                      |                          |
| Новогодние каникулы | 1—6, 8 января 2014 (среда — понедельник, среда)                                                                                    | — | — | 1—8 января 2014 (среда — среда)                                                                                             | 31 декабря 2013 (вторник)                                                  | 8                                      | 2014                     |
| Рождество Христово | 7 января (вторник) | — | — | 1—8 января 2014 (среда — среда)                                                                                             | 31 декабря 2013 (вторник)                                                  | 8                                      |                          |
| День защитника Отечества | 23 февраля (воскресенье) | — | — | 22—23 февраля (суббота — воскресенье)                                                                                       | —                                                                          | 2                                      |                          |
| Международный женский день | 8 марта (суббота) | с субботы 8 марта на понедельник 10 марта | — | 8—10 марта (суббота — понедельник)                                                                                          | 7 марта (пятница)                                                          | 3                                      |                          |
| Праздник Весны и Труда | 1 мая (четверг) | с субботы 4 января на пятницу 2 мая | — | 1—4 мая (четверг — воскресенье)                                                                                             | 30 апреля (среда)                                                          | 4                                      |                          |
| День Победы | 9 мая (пятница) | — | — | 9—11 мая (пятница — воскресенье)                                                                                            | 8 мая (четверг)                                                            | 3                                      |                          |
| День России | 12 июня (четверг) | с воскресенья 5 января на пятницу 13 июня | — | 12—15 июня (четверг — воскресенье)                                                                                          | 11 июня (среда)                                                            | 4                                      |                          |
| День народного единства | 4 ноября (вторник) | с воскресенья 23 февраля на понедельник 3 ноября | с понедельника 3 ноября на понедельник 24 февраля                                                               | 1—4 ноября (суббота — вторник)                                                                                              | 24 февраля (понедельник)                                                   | 4                                      |                          |
| Новогодние каникулы | 1—6, 8 января 2015 (четверг — вторник, четверг)                                                                                    | с субботы 3 января 2015 на пятницу 9 января 2015 | — | 1—11 января 2015 (четверг — воскресенье)                                                                                    | 31 декабря 2014 (среда)                                                    | 11                                     |                          |
| Новогодние каникулы | 1—6, 8 января 2015 (четверг — вторник, четверг)                                                                                    | с субботы 3 января 2015 на пятницу 9 января 2015 | — | 1—11 января 2015 (четверг — воскресенье)                                                                                    | 31 декабря 2014 (среда)                                                    | 11                                     | 2015                     |
| Рождество Христово | 7 января (среда) | — | — | 1—11 января 2015 (четверг — воскресенье)                                                                                    | 31 декабря 2014 (среда)                                                    | 11                                     |                          |
| День защитника Отечества | 23 февраля (понедельник) | — | — | 21—23 февраля (суббота — понедельник)                                                                                       | —                                                                          | 3                                      |                          |
| Международный женский день | 8 марта (воскресенье) | с воскресенья 8 марта на понедельник 9 марта | — | 7—9 марта (суббота — понедельник)                                                                                           | —                                                                          | 3                                      |                          |
| Праздник Весны и Труда | 1 мая (пятница) | с воскресенья 4 января на понедельник 4 мая | — | 1—4 мая (пятница — понедельник)                                                                                             | 30 апреля (четверг)                                                        | 4                                      |                          |
| День Победы | 9 мая (суббота) | с субботы 9 мая на понедельник 11 мая | — | 9—11 мая (суббота — понедельник)                                                                                            | 8 мая (пятница)                                                            | 3                                      |                          |
| День России | 12 июня (пятница) | — | — | 12—14 июня (пятница — воскресенье)                                                                                          | 11 июня (четверг)                                                          | 3                                      |                          |
| День народного единства | 4 ноября (среда) | — | — | 4 ноября (среда) | 3 ноября (вторник)                                                         | 1                                      |                          |
| Новогодние каникулы | 1—6, 8 января 2016 (пятница — среда, пятница)                                                                                      | — | — | 1—10 января 2016 (пятница — воскресенье)                                                                                    | 31 декабря 2015 (четверг)                                                  | 10                                     |                          |
| Новогодние каникулы | 1—6, 8 января 2016 (пятница — среда, пятница)                                                                                      | — | — | 1—10 января 2016 (пятница — воскресенье)                                                                                    | 31 декабря 2015 (четверг)                                                  | 10                                     | 2016                     |
| Рождество Христово | 7 января (четверг) | — | — | 1—10 января 2016 (пятница — воскресенье)                                                                                    | 31 декабря 2015 (четверг)                                                  | 10                                     |                          |
| День защитника Отечества | 23 февраля (вторник) | с субботы 20 февраля на понедельник 22 февраля | с понедельника 22 февраля на субботу 20 февраля                                                                 | 21—23 февраля (воскресенье — вторник)                                                                                       | 20 февраля (суббота)                                                       | 3                                      |                          |
| Международный женский день | 8 марта (вторник) | с субботы 2 января на понедельник 7 марта | — | 5—8 марта (суббота —вторник)                                                                                                | —                                                                          | 4                                      |                          |
| Праздник Весны и Труда | 1 мая (воскресенье) | с воскресенья 1 мая на понедельник 2 мая, с воскресенья 3 января на вторник 3 мая                                                                   | — | 30 апреля — 3 мая (суббота — вторник)                                                                                       | —                                                                          | 4                                      |                          |
| День Победы | 9 мая (понедельник) | — | — | 7—9 мая (суббота — понедельник)                                                                                             | —                                                                          | 3                                      |                          |
| День России | 12 июня (воскресенье) | с воскресенья 12 июня на понедельник 13 июня | — | 11—13 июня (суббота — понедельник)                                                                                          | —                                                                          | 3                                      |                          |
| День народного единства | 4 ноября (пятница) | — | — | 4—6 ноября (пятница — воскресенье)                                                                                          | 3 ноября (четверг)                                                         | 3                                      |                          |
| Новогодние каникулы | 1—6, 8 января 2017 (воскресенье — пятница, воскресенье)                                                                            | — | — | 31 декабря 2016 — 8 января 2017 (суббота — воскресенье)                                                                     | —                                                                          | 9                                      |                          |
| Новогодние каникулы | 1—6, 8 января 2017 (воскресенье — пятница, воскресенье)                                                                            | — | — | 31 декабря 2016 — 8 января 2017 (суббота — воскресенье)                                                                     | —                                                                          | 9                                      | 2017                     |
| Рождество Христово | 7 января (суббота) | — | — | 31 декабря 2016 — 8 января 2017 (суббота — воскресенье)                                                                     | —                                                                          | 9                                      |                          |
| День защитника Отечества | 23 февраля (четверг) | с воскресенья 1 января на пятницу 24 февраля | — | 23—26 февраля (четверг — воскресенье)                                                                                       | 22 февраля (среда)                                                         | 4                                      |                          |
| Международный женский день | 8 марта (среда) | — | — | 8 марта (среда) | 7 марта (вторник)                                                          | 1                                      |                          |
| Праздник Весны и Труда | 1 мая (понедельник) | — | — | 29 апреля — 1 мая (суббота — понедельник)                                                                                   | —                                                                          | 3                                      |                          |
| День Победы | 9 мая (вторник) | с субботы 7 января на понедельник 8 мая | — | 6—9 мая (суббота — вторник)                                                                                                 | —                                                                          | 4                                      |                          |
| День России | 12 июня (понедельник) | — | — | 10—12 июня (суббота — понедельник)                                                                                          | —                                                                          | 3                                      |                          |
| День народного единства | 4 ноября (суббота) | с субботы 4 ноября на понедельник 6 ноября | — | 4—6 ноября (суббота — понедельник)                                                                                          | 3 ноября (пятница)                                                         | 3                                      |                          |
| Новогодние каникулы | 1—6, 8 января 2018 (понедельник — суббота, понедельник)                                                                            | — | — | 30 декабря 2017 — 8 января 2018 (суббота — понедельник)                                                                     | —                                                                          | 10                                     |                          |
| Новогодние каникулы | 1—6, 8 января 2018 (понедельник — суббота, понедельник)                                                                            | — | — | 30 декабря 2017 — 8 января 2018 (суббота — понедельник)                                                                     | —                                                                          | 10                                     | 2018                     |
| Рождество Христово | 7 января (воскресенье) | — | — | 30 декабря 2017 — 8 января 2018 (суббота — понедельник)                                                                     | —                                                                          | 10                                     |                          |
| День защитника Отечества | 23 февраля (пятница) | — | — | 23—25 февраля (пятница — воскресенье)                                                                                       | 22 февраля (четверг)                                                       | 3                                      |                          |
| Международный женский день | 8 марта (четверг) | с субботы 6 января на пятницу 9 марта | — | 8—11 марта (четверг — воскресенье)                                                                                          | 7 марта (среда)                                                            | 4                                      |                          |
| Праздник Весны и Труда | 1 мая (вторник) | с субботы 28 апреля на понедельник 30 апреля, с воскресенья 7 января на среду 2 мая                                                                 | с понедельника 30 апреля на субботу 28 апреля                                                                   | 29 апреля — 2 мая (воскресенье — среда)                                                                                     | 28 апреля (суббота)                                                        | 4                                      |                          |
| День Победы | 9 мая (среда) | — | — | 9 мая (среда) | 8 мая (вторник)                                                            | 1                                      |                          |
| День России | 12 июня (вторник) | с субботы 9 июня на понедельник 11 июня | с понедельника 11 июня на субботу 9 июня                                                                        | 10—12 июня (воскресенье — вторник)                                                                                          | 9 июня (суббота)                                                           | 3                                      |                          |
| День народного единства | 4 ноября (воскресенье) | с воскресенья 4 ноября на понедельник 5 ноября | — | 3—5 ноября (суббота — понедельник)                                                                                          | —                                                                          | 3                                      |                          |
| Новогодние каникулы | 1—6, 8 января 2019 (вторник — воскресенье, вторник)                                                                                | с субботы 29 декабря 2018 на понедельник 31 декабря 2018                                                                                            | с понедельника 31 декабря 2018 на субботу 29 декабря 2018                                                       | 30 декабря 2018 — 8 января 2019 (воскресенье — вторник)                                                                     | 29 декабря 2018 (суббота)                                                  | 10                                     |                          |
| Новогодние каникулы | 1—6, 8 января 2019 (вторник — воскресенье, вторник)                                                                                | с субботы 29 декабря 2018 на понедельник 31 декабря 2018                                                                                            | с понедельника 31 декабря 2018 на субботу 29 декабря 2018                                                       | 30 декабря 2018 — 8 января 2019 (воскресенье — вторник)                                                                     | 29 декабря 2018 (суббота)                                                  | 10                                     | 2019                     |
| Рождество Христово | 7 января (понедельник) | — | — | 30 декабря 2018 — 8 января 2019 (воскресенье — вторник)                                                                     | 29 декабря 2018 (суббота)                                                  | 10                                     |                          |
| День защитника Отечества | 23 февраля (суббота) | — | — | 23—24 февраля (суббота — воскресенье)                                                                                       | 22 февраля (пятница)                                                       | 2                                      |                          |
| Международный женский день | 8 марта (пятница) | — | — | 8—10 марта (пятница — воскресенье)                                                                                          | 7 марта (четверг)                                                          | 3                                      |                          |
| Праздник Весны и Труда | 1 мая (среда) | с субботы 5 января на четверг 2 мая, с воскресенья 6 января на пятницу 3 мая                                                                        | — | 1—5 мая (среда — воскресенье)                                                                                               | 30 апреля (вторник)                                                        | 5                                      |                          |
| День Победы | 9 мая (четверг) | с субботы 23 февраля на пятницу 10 мая | с пятницы 10 мая на понедельник 25 февраля                                                                      | 9—12 мая (четверг — воскресенье)                                                                                            | 8 мая (среда)                                                              | 4                                      |                          |
| День России | 12 июня (среда) | — | — | 12 июня (среда) | 11 июня (вторник)                                                          | 1                                      |                          |
| День народного единства | 4 ноября (понедельник) | — | — | 2—4 ноября (суббота — понедельник)                                                                                          | —                                                                          | 3                                      |                          |
| Новогодние каникулы | 1—6, 8 января 2020 (среда — понедельник, среда)                                                                                    | в некоторых регионах с субботы 28 декабря 2019 на вторник 31 декабря 2019                                                                           | в некоторых регионах со вторника 31 декабря 2019 на субботу 28 декабря 2019                                     | 1—8 января 2020 (среда — среда) (в некоторых регионах 31 декабря 2019 — 8 января 2020 (вторник — среда))                    | 31 декабря 2019 (вторник) (в некоторых регионах 28 декабря 2019 (суббота)) | 8 (в некоторых регионах 9)             |                          |
| Новогодние каникулы | 1—6, 8 января 2020 (среда — понедельник, среда)                                                                                    | в некоторых регионах с субботы 28 декабря 2019 на вторник 31 декабря 2019                                                                           | в некоторых регионах со вторника 31 декабря 2019 на субботу 28 декабря 2019                                     | 1—8 января 2020 (среда — среда) (в некоторых регионах 31 декабря 2019 — 8 января 2020 (вторник — среда))                    | 31 декабря 2019 (вторник) (в некоторых регионах 28 декабря 2019 (суббота)) | 8 (в некоторых регионах 9)             | 2020                     |
| Рождество Христово | 7 января (вторник) | — | — | 1—8 января 2020 (среда — среда) (в некоторых регионах 31 декабря 2019 — 8 января 2020 (вторник — среда))                    | 31 декабря 2019 (вторник) (в некоторых регионах 28 декабря 2019 (суббота)) | 8 (в некоторых регионах 9)             |                          |
| День защитника Отечества | 23 февраля (воскресенье) | с воскресенья 23 февраля на понедельник 24 февраля                                                                                                  | — | 22—24 февраля (суббота — понедельник)                                                                                       | —                                                                          | 3                                      |                          |
| Международный женский день | 8 марта (воскресенье) | с воскресенья 8 марта на понедельник 9 марта | — | 7—9 марта (суббота — понедельник)                                                                                           | —                                                                          | 3                                      |                          |
| Нерабочие дни в связи с эпидемией COVID-19 | 30 марта — 30 апреля (суббота — четверг), 6—8 мая (среда — пятница)                                                                | — | — | 28 марта — 11 мая (суббота — понедельник)                                                                                   | —                                                                          | 45                                     |                          |
| Праздник Весны и Труда | 1 мая (пятница) | с субботы 4 января на понедельник 4 мая с воскресенья 5 января на вторник 5 мая                                                                     | — | 28 марта — 11 мая (суббота — понедельник)                                                                                   | 30 апреля (четверг)                                                        | 45                                     |                          |
| День Победы | 9 мая (суббота) | с субботы 9 мая на понедельник 11 мая | — | 28 марта — 11 мая (суббота — понедельник)                                                                                   | 8 мая (пятница)                                                            | 45                                     |                          |
| День России | 12 июня (пятница) | — | — | 12—14 июня (пятница — воскресенье)                                                                                          | 11 июня (четверг)                                                          | 3                                      |                          |
| День проведения Парада в ознаменование 75-й годовщины Победы в Великой Отечественной войне и Парада Победы                                              | 24 июня (среда) | — | — | 24 июня (среда) | —                                                                          | 1                                      |                          |
| День проведения Общероссийского голосования по поправкам к Конституции России                                                                           | 1 июля (среда) | — | — | 1 июля (среда) | —                                                                          | 1                                      |                          |
| День народного единства | 4 ноября (среда) | — | — | 4 ноября (среда) | 3 ноября (среда)                                                           | 1                                      |                          |
| Новогодние каникулы | 1—6, 8 января 2021 (пятница — среда, пятница)                                                                                      | в некоторых регионах с субботы 26 декабря 2020 на четверг 31 декабря 2020                                                                           | в некоторых регионах с четверга 31 декабря 2020 на субботу 26 декабря 2020                                      | 31 декабря 2020 — 10 января 2021 (четверг — воскресенье)                                                                    | в некоторых регионах 26 декабря 2020 (суббота)                             | 11                                     |                          |
| Новогодние каникулы | 1—6, 8 января 2021 (пятница — среда, пятница)                                                                                      | в некоторых регионах с субботы 26 декабря 2020 на четверг 31 декабря 2020                                                                           | в некоторых регионах с четверга 31 декабря 2020 на субботу 26 декабря 2020                                      | 31 декабря 2020 — 10 января 2021 (четверг — воскресенье)                                                                    | в некоторых регионах 26 декабря 2020 (суббота)                             | 11                                     | 2021                     |
| Рождество Христово | 7 января (четверг) | — | — | 31 декабря 2020 — 10 января 2021 (четверг — воскресенье)                                                                    | в некоторых регионах 26 декабря 2020 (суббота)                             | 11                                     |                          |
| День защитника Отечества | 23 февраля (вторник) | с субботы 20 февраля на понедельник 22 февраля | с понедельника 22 февраля на субботу 20 февраля                                                                 | 21—23 февраля (воскресенье — вторник)                                                                                       | 20 февраля (суббота)                                                       | 3                                      |                          |
| Международный женский день | 8 марта (понедельник) | — | — | 6—8 марта (суббота — понедельник)                                                                                           | —                                                                          | 3                                      |                          |
| Праздник Весны и Труда | 1 мая (суббота) | с субботы 1 мая на понедельник 3 мая | — | 1—10 мая (суббота — понедельник)                                                                                            | 30 апреля (пятница)                                                        | 10                                     |                          |
| Нерабочие дни в связи с эпидемией COVID-19 | 4—7 мая (вторник — пятница) | — | — | 1—10 мая (суббота — понедельник)                                                                                            | —                                                                          | 10                                     |                          |
| День Победы | 9 мая (воскресенье) | с воскресенья 9 мая на понедельник 10 мая | — | 1—10 мая (суббота — понедельник)                                                                                            | —                                                                          | 10                                     |                          |
| День России | 12 июня (суббота) | с субботы 12 июня на понедельник 14 июня | — | 12—14 июня (суббота — понедельник)                                                                                          | 11 июня (пятница)                                                          | 3                                      |                          |
| Нерабочие дни в связи с эпидемией COVID-19 | 1—3 ноября (понедельник — среда) (в некоторых регионах также 25—29 октября (понедельник — пятница) и/или с 8 ноября (понедельник)) | — | — | 30 октября — 7 ноября (суббота — воскресенье) (в некоторых регионах с субботы 23 октября и/или после понедельника 8 ноября) | —                                                                          | 9 (в некоторых регионах 16 или больше) |                          |
| День народного единства | 4 ноября (четверг) | с субботы 2 января на пятницу 5 ноября | — | 30 октября — 7 ноября (суббота — воскресенье) (в некоторых регионах с субботы 23 октября и/или после понедельника 8 ноября) | 3 ноября (среда)                                                           | 9 (в некоторых регионах 16 или больше) |                          |
| Новогодние каникулы | 1—6, 8 января 2022 (суббота — четверг, суббота)                                                                                    | с воскресенья 3 января 2021 на пятницу 31 декабря 2021                                                                                              | — | 31 декабря 2021 — 9 января 2022 (пятница — воскресенье)                                                                     | —                                                                          | 10                                     |                          |
| Новогодние каникулы | 1—6, 8 января 2022 (суббота — четверг, суббота)                                                                                    | с воскресенья 3 января 2021 на пятницу 31 декабря 2021                                                                                              | — | 31 декабря 2021 — 9 января 2022 (пятница — воскресенье)                                                                     | —                                                                          | 10                                     | 2022                     |
| Рождество Христово | 7 января (пятница) | — | — | 31 декабря 2021 — 9 января 2022 (пятница — воскресенье)                                                                     | —                                                                          | 10                                     |                          |
| День защитника Отечества | 23 февраля (среда) | — | — | 23 февраля (среда) | 22 февраля (вторник)                                                       | 1                                      |                          |
| Международный женский день | 8 марта (вторник) | с субботы 5 марта на понедельник 7 марта | с понедельника 7 марта на субботу 5 марта                                                                       | 6—8 марта (воскресенье — вторник)                                                                                           | 5 марта (суббота)                                                          | 3                                      |                          |
| Праздник Весны и Труда | 1 мая (воскресенье) | с воскресенья 1 мая на понедельник 2 мая с субботы 1 января на вторник 3 мая                                                                        | — | 30 апреля — 3 мая (суббота — вторник)                                                                                       | —                                                                          | 4                                      |                          |
| День Победы | 9 мая (понедельник) | с воскресенья 2 января на вторник 10 мая | — | 7—10 мая (суббота — вторник)                                                                                                | —                                                                          | 4                                      |                          |
| День России | 12 июня (воскресенье) | с воскресенья 12 июня на понедельник 13 июня | — | 11—13 июня (суббота — понедельник)                                                                                          | —                                                                          | 3                                      |                          |
| День народного единства | 4 ноября (пятница) | — | — | 4—6 ноября (пятница — воскресенье)                                                                                          | 3 ноября (четверг)                                                         | 3                                      |                          |
| 2023 | Новогодние каникулы | 1—6, 8 января 2023 (воскресенье — пятница, воскресенье)                                                                                             | — | — | 31 декабря 2022 — 8 января 2023 (суббота — воскресенье)                    | —                                      | 9                        |
| 2023 | Рождество Христово | 7 января (суббота) | — | — | 31 декабря 2022 — 8 января 2023 (суббота — воскресенье)                    | —                                      | 9                        |
| 2023 | День защитника Отечества | 23 февраля (четверг) | с воскресенья 1 января на пятницу 24 февраля                                                                    | — | 23—26 февраля (четверг — воскресенье)                                      | 22 февраля (среда)                     | 4                        |
| 2023 | Международный женский день | 8 марта (среда) | — | — | 8 марта (среда)                                                            | 7 марта (вторник)                      | 1                        |
| 2023 | Праздник Весны и Труда | 1 мая (понедельник) | — | — | 29 апреля — 1 мая (суббота — понедельник)                                  | —                                      | 3                        |
| 2023 | День Победы | 9 мая (вторник) | с воскресенья 8 января на понедельник 8 мая                                                                     | — | 6—9 мая (суббота — вторник)                                                | —                                      | 4                        |
| 2023 | День России | 12 июня (понедельник) | — | — | 10—12 июня (суббота — понедельник)                                         | —                                      | 3                        |
| 2023 | Нерабочий день в связи с введением режима контртеррористической операции (только в Москве)                                         | 26 июня (понедельник) | — | — | 24—26 июня (суббота — понедельник)                                         | —                                      | 3                        |
| 2023 | День народного единства | 4 ноября (суббота) | с субботы 4 ноября на понедельник 6 ноября                                                                      | — | 4—6 ноября (суббота — понедельник)                                         | 3 ноября (пятница)                     | 3                        |
| 2024 | Новогодние каникулы | 1—6, 8 января 2024 (понедельник — суббота, понедельник)                                                                                             | — | — | 30 декабря 2023 — 8 января 2024 (суббота — понедельник)                    | —                                      | 10                       |
| 2024 | Рождество Христово | 7 января (воскресенье) | — | — | 30 декабря 2023 — 8 января 2024 (суббота — понедельник)                    | —                                      | 10                       |
| 2024 | День защитника Отечества | 23 февраля (пятница) | — | — | 23—25 февраля (пятница — воскресенье)                                      | 22 февраля (четверг)                   | 3                        |
| 2024 | Международный женский день | 8 марта (пятница) | — | — | 8—10 марта (пятница — воскресенье)                                         | 7 марта (четверг)                      | 3                        |
| 2024 | Праздник Весны и Труда | 1 мая (среда) | с субботы 27 апреля на понедельник 29 апреля с субботы 2 ноября на вторник 30 апреля                            | с понедельника 29 апреля на субботу 27 апреля со вторника 30 апреля на субботу 2 ноября                                     | 28 апреля — 1 мая (воскресенье — среда)                                    | —                                      | 4                        |
| 2024 | День Победы | 9 мая (четверг) | с субботы 6 января на пятницу 10 мая                                                                            | — | 9—12 мая (четверг — воскресенье)                                           | 8 мая (среда)                          | 4                        |
| 2024 | День России | 12 июня (среда) | — | — | 12 июня (среда)                                                            | 11 июня (вторник)                      | 1                        |
| 2024 | День народного единства | 4 ноября (понедельник) | — | — | 3—4 ноября (воскресенье — понедельник)                                     | 2 ноября (суббота)                     | 2                        |
| 2025 | Новогодние каникулы | 1—6, 8 января 2025 (среда — понедельник, среда) | с субботы 28 декабря 2024 на понедельник 30 декабря 2024 с воскресенья 7 января 2024 на вторник 31 декабря 2024 | с понедельника 30 декабря 2024 на субботу 28 декабря 2024                                                                   | 29 декабря 2024 — 8 января 2025 (воскресенье — среда)                      | —                                      | 11                       |
| 2025 | Рождество Христово | 7 января (вторник) | с субботы 28 декабря 2024 на понедельник 30 декабря 2024 с воскресенья 7 января 2024 на вторник 31 декабря 2024 | с понедельника 30 декабря 2024 на субботу 28 декабря 2024                                                                   | 29 декабря 2024 — 8 января 2025 (воскресенье — среда)                      | —                                      | 11                       |
| 2025 | День защитника Отечества | 23 февраля (воскресенье) | — | — | 22—23 февраля (суббота — воскресенье)                                      | —                                      | 2                        |
| 2025 | Международный женский день | 8 марта (суббота) | — | — | 8—9 марта (суббота — воскресенье)                                          | 7 марта (пятница)                      | 2                        |
| 2025 | Праздник Весны и Труда | 1 мая (четверг) | с субботы 4 января на пятницу 2 мая                                                                             | — | 1—4 мая (четверг — воскресенье)                                            | 30 апреля (среда)                      | 4                        |
| 2025 | День Победы | 9 мая (пятница) | с субботы 23 февраля на четверг 8 мая                                                                           | с четверга 8 мая на понедельник 24 февраля                                                                                  | 8—11 мая (четверг — воскресенье)                                           | —                                      | 4                        |
| 2025 | День России | 12 июня (четверг) | с субботы 8 марта на пятницу 13 июня                                                                            | с пятницы 13 июня на понедельник 10 марта                                                                                   | 12—15 июня (четверг — воскресенье)                                         | 11 июня (среда)                        | 4                        |
| 2025 | День народного единства | 4 ноября (вторник) | с субботы 1 ноября на понедельник 3 ноября                                                                      | с понедельника 3 ноября на субботу 1 ноября                                                                                 | 2—4 ноября (воскресенье — вторник)                                         | 1 ноября (суббота)                     | 3                        |
| 2026 | Новогодние каникулы | 1—6, 8 января 2026 (четверг — вторник, четверг) | с воскресенья 5 января 2024 на среду 31 декабря 2025                                                            | — | 31 декабря 2025 — 8 января 2026 (среда — четверг)                          | —                                      | 9                        |
| 2026 | Рождество Христово | 7 января (среда) | с воскресенья 5 января 2024 на среду 31 декабря 2025                                                            | — | 31 декабря 2025 — 8 января 2026 (среда — четверг)                          | —                                      | 9                        |

## Региональные праздники
Субъекты Российской Федерации могут устанавливать дополнительные праздничные дни в соответствии с традициями.
  — нерабочие праздничные дни
| Субъект РФ                        | Дата                                               | Название | Примечание |
| --------------------------------- | -------------------------------------------------- | --- | --- |
| Республика Адыгея                 | 2 января                                           | День памяти воинов, погибших в локальных конфликтах | Установлен Законом Республики Адыгея от 14.02.1995 № 168-1 |
| Республика Адыгея                 | 18 февраля                                         | День освобождения Адыгеи от немецко-фашистских захватчиков | Установлен Законом Республики Адыгея от 14.02.1995 № 168-1 |
| Республика Адыгея                 | 10 марта                                           | День Конституции Республики Адыгея | Установлен Законом Республики Адыгея от 14.02.1995 № 168-1 в ознаменование дня принятия 10 марта 1995 года Законодательным Собранием (Хасэ) — Парламентом Республики Адыгея Конституции Адыгеи. |
| Республика Адыгея                 | 17 марта                                           | День парламентаризма Республики Адыгея | Установлен Законом Республики Адыгея от 28.06.2012 № 111 |
| Республика Адыгея                 | 25 апреля                                          | День Государственного флага Республики Адыгея | Установлен Законом Республики Адыгея от 01.08.2013 № 231 |
| Республика Адыгея                 | Переходящий праздник                               | День поминовения усопших (Радоница) | День первого после Пасхи общецерковного поминовения усопших в народной традиции восточных славян. Отмечается во вторник после Фомина воскресенья, на второй неделе после Пасхи. Установлен Законом Республики Адыгея от 6 ноября 2020 года № 384 |
| Республика Адыгея                 | 15 мая                                             | День семьи Республики Адыгея | Установлен Законом Республики Адыгея от 28.12.2012 № 167 |
| Республика Адыгея                 | 21 мая                                             | День памяти и скорби по жертвам Кавказской войны XIX века | Установлен Законом Республики Адыгея от 14.02.1995 № 168-1 |
| Республика Адыгея                 | Переходящий праздник                               | Ураза-Байрам | Исламский праздник, отмечаемый в честь окончания поста в месяц Рамадан. Отмечается в первый день месяца Шавваль. Установлен Законом Республики Адыгея от 14.02.1995 № 168-1 |
| Республика Адыгея                 | 1 июня                                             | День защиты детей в Республике Адыгея | Установлен Законом Республики Адыгея от 28.12.2012 № 167 |
| Республика Адыгея                 | 28 июня                                            | День принятия Декларации о государственном суверенитете Республики Адыгея | Установлен Законом Республики Адыгея от 14.02.1995 № 168-1 |
| Республика Адыгея                 | Переходящий праздник                               | Курбан-Байрам | Исламский праздник окончания хаджа, отмечаемый через 70 дней после праздника Ураза-байрам, в 10-й день месяца Зуль-хиджа в память жертвоприношения Ибрахима, считающегося в исламе пророком. Установлен Законом Республики Адыгея от 6 ноября 2020 года № 384 |
| Республика Адыгея                 | 1 августа                                          | День репатрианта | Установлен Законом Республики Адыгея от 14.02.1995 № 168-1 |
| Республика Адыгея                 | 5 сентября                                         | День памяти о боевом содружестве горцев Адыгеи и казаков Кубани в годы Первой мировой войны | Установлен Законом Республики Адыгея от 20.03.2014 № 283 |
| Республика Адыгея                 | 28 сентября                                        | День национального адыгского (черкесского) костюма | Установлен Законом Республики Адыгея от 20.03.2014 № 285 |
| Республика Адыгея                 | 5 октября                                          | День образования Республики Адыгея | Установлен Законом Республики Адыгея от 14.02.1995 № 168-1. «День Республики Адыгея» празднуется в день, когда 5 октября 1990 года внеочередная сессия Адыгейского областного Совета народных депутатов ХХI созыва провозгласила образование Адыгейской Советской Социалистической Республики в составе РСФСР. |
| Республика Адыгея                 | Последняя пятница октября                          | День ветерана | Установлен Законом Республики Адыгея от 06.05.2010 № 351 |
| Алтай                             | Переходящий праздник                               | Масленица | Проводы зимы (по славянскому календарю) Установлен Законом Республики Алтай от 24.04.2003 № 11-11 |
| Алтай                             | Переходящий праздник                               | Чага-Байрам | Торжественный праздник монгольских и некоторых тюркских народов, начало весны и Новый год по лунно-солнечному календарю. Установлен Законом Республики Алтай от 24.04.2003 № 11-11 |
| Алтай                             | 21 марта                                           | Наурыз | Новый год по мусульманскому календарю. Праздник прихода весны по астрономическому солнечному календарю у иранских и тюркских народов. Установлен Законом Республики Алтай от 24.04.2003 № 11-11 |
| Алтай                             | 1 июня                                             | День образования Горно-Алтайской автономной области | Установлен Законом Республики Алтай от 24.04.2003 № 11-11 |
| Алтай                             | 7 июня                                             | День принятия Конституции Республики Алтай | Установлен Законом Республики Алтай от 24.04.2003 № 11-11 |
| Алтай                             | Переходящий праздник                               | Тюрюк-Байрам | Праздник кедра. Установлен Законом Республики Алтай от 24.04.2003 № 11-11 |
| Алтай                             | Переходящий праздник                               | Родники Алтая | Фестиваль русского народного творчества. Установлен Законом Республики Алтай от 24.04.2003 № 11-11 |
| Алтай                             | Переходящий праздник                               | Эл-Ойын | Праздник народных игр. Установлен Законом Республики Алтай от 24.04.2003 № 11-11 |
| Алтай                             | 3 июля                                             | День образования Республики Алтай | Установлен Законом Республики Алтай от 24.04.2003 № 11-11 |
| Алтай                             | 6—7 июля                                           | Купальская ночь | Фестиваль русского фольклорного творчества. Установлен Законом Республики Алтай от 24.04.2003 № 11-11 |
| Алтай                             | 11 октября                                         | Эземнин Кюни | День памяти. Установлен Законом Республики Алтай от 24.04.2003 № 11-11 |
| Алтай                             | 25 октября                                         | День принятия Декларации о Государственном суверенитете Горно-Алтайской автономной Советской Социалистической Республики | Установлен Законом Республики Алтай от 24.04.2003 № 11-11 |
| Амурская область                  | 4 февраля                                          | День награждения Амурской области орденом Ленина | Установлен Законом Амурской области от 08.09.2015 № 570-ОЗ |
| Амурская область                  | 22 марта                                           | День Албазинской иконы Божией Матери «Слово Плоть бысть» как символ единения жителей Приамурья | Установлен Законом Амурской области от 20.03.2015 № 507-ОЗ |
| Амурская область                  | 28 мая                                             | День заключения Айгунского договора. Восстановление суверенных прав России на Приамурье | Установлен Законом Амурской области от 20.03.2015 № 507-ОЗ |
| Амурская область                  | 3 сентября                                         | День памяти амурчан, погибших при защите Отечества | Установлен Законом Амурской области от 08.06.2020 № 546-ОЗ |
| Амурская область                  | 20 ноября                                          | День памяти русских землепроходцев. Основание Албазина | Установлен Законом Амурской области от 20.03.2015 № 507-ОЗ |
| Амурская область                  | 20 декабря                                         | День образования Амурской области | Установлен Законом Амурской области от 20.03.2015 № 507-ОЗ |
| Архангельская область             | 23 мая                                             | День Устава Архангельской области и символов Архангельской области (герба, флага и гимна) | Установлен Законом Архангельской области от 03.06.2019 № 97-8-ОЗ |
| Архангельская область             | Последнее воскресенье июня                         | День города Архангельска | Установлен Законом Архангельской области от 03.06.2019 № 97-8-ОЗ |
| Архангельская область             | 10 июля                                            | День арктических экспедиций | Установлен Законом Архангельской области от 03.06.2019 № 97-8-ОЗ |
| Архангельская область             | 31 августа                                         | День северных конвоев | Установлен Законом Архангельской области от 03.06.2019 № 97-8-ОЗ |
| Архангельская область             | 16 сентября                                        | День государственного судостроения | Установлен Законом Архангельской области от 03.06.2019 № 97-8-ОЗ |
| Архангельская область             | 23 сентября                                        | День образования Архангельской области | Установлен Законом Архангельской области от 03.06.2019 № 97-8-ОЗ |
| Архангельская область             | Последняя декада сентября                          | Маргаритинская ярмарка | Установлен Законом Архангельской области от 03.06.2019 № 97-8-ОЗ |
| Архангельская область             | 19 ноября                                          | День М. В. Ломоносова | Установлен Законом Архангельской области от 03.06.2019 № 97-8-ОЗ |
| Архангельская область             | 5 декабря                                          | День присвоения городу Архангельску почетного звания Российской Федерации «Город воинской славы» | Установлен Законом Архангельской области от 03.06.2019 № 97-8-ОЗ |
| Архангельская область             | 30 декабря                                         | День Архангелогородской губернии | Установлен Законом Архангельской области от 03.06.2019 № 97-8-ОЗ |
| Астраханская область              | Вторая пятница февраля                             | День работников средств массовой информации Астраханской области | Установлен Законом Астраханской области от 18.11.2013 № 60/2013-ОЗ |
| Астраханская область              | 15 мая                                             | День работников организаций по строительству и ремонту судов в Астраханской области (День судостроителя Астраханской области) | Установлен Законом Астраханской области от 30.03.2015 № 15/2015-ОЗ |
| Астраханская область              | Последнее воскресенье сентября                     | День экономиста Астраханской области | Установлен Законом Астраханской области от 18.11.2013 № 60/2013-ОЗ |
| Астраханская область              | 31 октября                                         | День предпринимателя Астраханской области | Установлен Законом Астраханской области от 18.11.2013 № 60/2013-ОЗ |
| Башкортостан                      | 25 февраля                                         | День Государственного флага Республики Башкортостан | Установлен Законом Республики Башкортостан от 02.11.2001 № 246-з |
| Башкортостан                      | 20 марта                                           | День подписания Соглашения Российского Рабоче-Крестьянского правительства с Башкирским правительством о Советской Автономии Башкирии | Установлен Законом Республики Башкортостан от 27.02.1992 № ВС-10/21 |
| Башкортостан                      | 31 марта                                           | День подписания Федеративного договора и Приложения к Федеративному договору от Республики Башкортостан | Установлен Законом Республики Башкортостан от 27.02.1992 № ВС-10/21 |
| Башкортостан                      | Переходящий праздник                               | Ураза-Байрам | Исламский праздник, отмечаемый в честь окончания поста в месяц Рамадан. Отмечается в первый день месяца Шавваль. Установлен Законом Республики Башкортостан от 27.02.1992 № ВС-10/21 |
| Башкортостан                      | Переходящий праздник                               | Сабантуй | Ежегодный народный праздник окончания весенних полевых работ у татар и башкир. Установлен Законом Республики Башкортостан от 07.12.2020 № 340-з |
| Башкортостан                      | Переходящий праздник                               | Курбан-Байрам | Исламский праздник окончания хаджа, отмечаемый через 70 дней после праздника Ураза-байрам, в 10-й день месяца Зуль-хиджа в память жертвоприношения Ибрахима, считающегося в исламе пророком. Установлен Законом Республики Башкортостан от 27.02.1992 № ВС-10/21 |
| Башкортостан                      | 3 августа                                          | День подписания Договора Российской Федерации и Республики Башкортостан о разграничении предметов ведения и взаимном делегировании полномочий между органами государственной власти Российской Федерации и органами государственной власти Республики Башкортостан                                                           | Установлен Законом Республики Башкортостан от 27.02.1992 № ВС-10/21 |
| Башкортостан                      | 11 октября                                         | День Республики | День принятия Декларации о государственном суверенитете Башкирской Советской Социалистической Республики Установлен Законом Республики Башкортостан от 27.02.1992 № ВС-10/21 |
| Башкортостан                      | 13 ноября                                          | День 112-й Башкирской кавалерийской дивизии | Установлен Законом Республики Башкортостан от 03.03.2020 № 225-з |
| Башкортостан                      | 29 ноября                                          | День образования территориально-национальной автономии Башкортостана как федеративной части Российского государства | Установлен Законом Республики Башкортостан от 27.02.1992 № ВС-10/21 |
| Башкортостан                      | 24 декабря                                         | День Конституции Республики Башкортостан | Установлен Законом Республики Башкортостан от 02.12.2009 № 186-з |
| Белгородская область              | Последний четверг Великого поста                   | День производителя органической продукции | Установлен Распоряжением Правительства Белгородской области от 10.06.2019 № 335-рп |
| Белгородская область              | 12 июля                                            | День Прохоровского поля — Третьего ратного поля России | Установлен Законом Белгородской области от 30.04.2020 № 462 |
| Белгородская область              | 14 ноября                                          | День мастера | Установлен Постановлением Губернатора Белгородской области от 02.02.2015 № 7 |
| Брянская область                  | 24 мая                                             | День славянской письменности и культуры «На земле Бояна» | Установлен Законом Брянской области от 30.12.2008 № 122-З |
| Брянская область                  | Первое воскресенье июня                            | День поэзии, посвященный памяти и творчеству Ф. И. Тютчева | Установлен Законом Брянской области от 30.12.2008 № 122-З |
| Брянская область                  | Последняя суббота июня                             | День славянских народов «Славянское единство» | Установлен Законом Брянской области от 30.12.2008 № 122-З |
| Брянская область                  | 29 июня                                            | День партизан и подпольщиков | Установлен Законом Брянской области от 30.12.2008 № 122-З |
| Брянская область                  | 5 июля                                             | День образования Брянской области | Установлен Законом Брянской области от 30.12.2008 № 122-З |
| Брянская область                  | 5 июля                                             | День герба, гимна и флага Брянской области | Установлен Законом Брянской области от 30.12.2008 № 122-З |
| Брянская область                  | Первое воскресенье сентября                        | День поэзии, посвященный памяти и творчеству А. К. Толстого | Установлен Законом Брянской области от 30.12.2008 № 122-З |
| Брянская область                  | 17 сентября                                        | День освобождения Брянской области от немецко-фашистских захватчиков | Установлен Законом Брянской области от 30.12.2008 № 122-З |
| Брянская область                  | Первая суббота октября                             | День местного самоуправления | Установлен Законом Брянской области от 30.12.2008 № 122-З |
| Брянская область                  | 26 октября                                         | День профессиональных союзов в Брянской области | Установлен Законом Брянской области от 03.04.2019 № 26-З |
| Бурятия                           | 19 января                                          | Богоявление | Один из древнейших христианских праздников (наряду с Пасхой и Пятидесятницей), посвящённый рождению Иисуса Христа и событиям, сопутствовавшим ему, а также крещению Иисуса Христа в Иордане. Установлен Законом Республики Бурятия от 10.10.2017 № 2562-V |
| Бурятия                           | 22 февраля                                         | День Конституции Республики Бурятия | Установлен Законом Республики Бурятия от 10.10.2017 № 2562-V |
| Бурятия                           | Переходящий праздник                               | Сагаалган | Торжественный праздник монгольских и некоторых тюркских народов, начало весны и Новый год по лунно-солнечному календарю. Установлен Законом Республики Бурятия от 10.10.2017 № 2562-V |
| Бурятия                           | Переходящий праздник                               | Радоница (Родительский день) | День первого после Пасхи общецерковного поминовения усопших в народной традиции восточных славян. Отмечается во вторник после Фомина воскресенья, на второй неделе после Пасхи. Установлен Законом Республики Бурятия от 10.10.2017 № 2562-V |
| Бурятия                           | Переходящий праздник                               | Дончод Хурал | Праздник установлен в память о свершении Буддой Шакьямуни трех великих подвигов — рождение, достижение Просветления и уход в Нирвану. Установлен Законом Республики Бурятия от 10.10.2017 № 2562-V |
| Бурятия                           | Переходящий праздник                               | День Свято-Троицкого Селенгинского мужского монастыря | Отмечается в день празднования Святой Троицы. Установлен Законом Республики Бурятия от 10.10.2017 № 2562-V |
| Бурятия                           | Переходящий праздник                               | Больдер | Народный праздник эвенков. Установлен Законом Республики Бурятия от 10.10.2017 № 2562-V |
| Бурятия                           | 1 июля                                             | День добровольного вхождения Бурятии в состав Российского государства | Установлен Законом Республики Бурятия от 10.10.2017 № 2562-V |
| Бурятия                           | 8 июля                                             | День БАМовцев | Установлен Законом Республики Бурятия от 09.07.2018 № 3096-V |
| Бурятия                           | Первое воскресенье августа                         | День озера Байкал | Установлен Законом Республики Бурятия от 10.10.2017 № 2562-V |
| Бурятия                           | 7 августа                                          | День прихода семейских в Забайкалье | Установлен Законом Республики Бурятия от 10.10.2017 № 2562-V |
| Бурятия                           | 19 августа                                         | День основания Спасо-Преображенского Посольского мужского монастыря | Отмечается в день празднования Преображения Господня. Установлен Законом Республики Бурятия от 10.10.2017 № 2562-V |
| Бурятия                           | Последнее воскресенье августа                      | День урожая | Установлен Законом Республики Бурятия от 10.10.2017 № 2562-V |
| Бурятия                           | Переходящий праздник                               | Хурал в честь XII Пандито Хамбо Ламы Даши Доржо Этигелова | Установлен Законом Республики Бурятия от 10.10.2017 № 2562-V |
| Бурятия                           | Переходящий праздник                               | Улуг-Даг | Народный праздник сойотов. Установлен Законом Республики Бурятия от 10.10.2017 № 2562-V |
| Бурятия                           | Последнее воскресенье октября                      | День отца | Установлен Законом Республики Бурятия от 07.03.2018 № 2874-V |
| Владимирская область              | 12 января                                          | День рождения Михаила Сперанского | Установлен Законом Владимирской области от 06.11.2018 № 106-ОЗ |
| Владимирская область              | 13 марта                                           | День Владимирской губернии | Установлен Законом Владимирской области от 06.11.2018 № 106-ОЗ |
| Владимирская область              | 17 июля                                            | День памяти Андрея Боголюбского | Установлен Законом Владимирской области от 06.11.2018 № 106-ОЗ |
| Владимирская область              | 14 августа                                         | День Владимирской области | Установлен Законом Владимирской области от 06.11.2018 № 106-ОЗ |
| Владимирская область              | 1 ноября                                           | День рождения Дмитрия Пожарского | Установлен Законом Владимирской области от 06.11.2018 № 106-ОЗ |
| Владимирская область              | 6 декабря                                          | День памяти Александра Невского | Установлен Законом Владимирской области от 06.11.2018 № 106-ОЗ |
| Волгоградская область             | 2 февраля                                          | День завершения ликвидации группировки немецко-фашистских войск, окруженных в районе города Сталинграда | Установлен Законом Волгоградской области от 30.05.2006 № 1229-ОД |
| Волгоградская область             | 8 мая                                              | День присвоения городу Волгограду почетного звания — «Город-Герой» | Установлен Законом Волгоградской области от 30.05.2006 № 1229-ОД |
| Волгоградская область             | 2 июля                                             | День утверждения грамоты царем Федором, являющейся первым свидетельством об основании города Царицына | Установлен Законом Волгоградской области от 30.05.2006 № 1229-ОД |
| Волгоградская область             | 27 июля                                            | День открытия Волго-Донского судоходного канала | Установлен Законом Волгоградской области от 30.04.2008 № 1671-ОД |
| Волгоградская область             | 23 августа                                         | День памяти жертв массированной бомбардировки города Сталинграда немецко-фашистской авиацией | Установлен Законом Волгоградской области от 30.05.2006 № 1229-ОД |
| Волгоградская область             | 19 ноября                                          | День начала разгрома фашистских войск под городом Сталинградом | Установлен Законом Волгоградской области от 30.05.2006 № 1229-ОД |
| Вологодская область               | 27 мая                                             | День вологодского кружева | Установлен Законом Вологодской области от 01.11.2019 № 4591-ОЗ |
| Вологодская область               | 20 июня                                            | День окончания Оштинской обороны | Установлен Законом Вологодской области от 07.12.2015 № 3808-ОЗ |
| Вологодская область               | Последнее воскресенье июня                         | День города Вологды | Установлен Законом Вологодской области от 07.12.2015 № 3808-ОЗ |
| Вологодская область               | 23 сентября                                        | День образования Вологодской области | Установлен Законом Вологодской области от 07.12.2015 № 3808-ОЗ |
| Вологодская область               | 20 октября                                         | День объединения профсоюзов Вологодской области | Установлен Законом Вологодской области от 10.04.2020 № 4695-ОЗ |
| Вологодская область               | 18 ноября                                          | День рождения Деда Мороза | Установлен Законом Вологодской области от 19.10.2020 № 4777-ОЗ |
| Вологодская область               | Второе воскресенье декабря                         | День отца | Установлен Законом Вологодской области от 07.12.2015 № 3808-ОЗ |
| Воронежская область               | 25 января                                          | День освобождения города Воронежа от немецко-фашистских захватчиков | Установлен Законом Воронежской области от 19.10.2009 № 126-ОЗ |
| Воронежская область               | 16 февраля                                         | День присвоения городу Воронежу почетного звания Российской Федерации «Город воинской славы» | Установлен Законом Воронежской области от 19.10.2009 № 126-ОЗ |
| Воронежская область               | 11 марта                                           | День точно датированного упоминания о крепости Воронеж | Установлен Законом Воронежской области от 19.10.2009 № 126-ОЗ |
| Воронежская область               | 6 мая                                              | День награждения города Воронежа орденом Отечественной войны I степени за мужество и героизм в годы Великой Отечественной войны | Установлен Законом Воронежской области от 19.10.2009 № 126-ОЗ |
| Воронежская область               | 25 мая                                             | День Устава Воронежской области | Установлен Законом Воронежской области от 19.10.2009 № 126-ОЗ |
| Воронежская область               | 13 июня                                            | День образования Воронежской области | Установлен Законом Воронежской области от 19.10.2009 № 126-ОЗ |
| Воронежская область               | 5 июля                                             | День Герба и Флага Воронежской области | Установлен Законом Воронежской области от 19.10.2009 № 126-ОЗ |
| Воронежская область               | 2 августа                                          | День высадки первого парашютного подразделения десантников под городом Воронежем | Установлен Законом Воронежской области от 23.06.2011 № 100-ОЗ |
| Воронежская область               | 17 октября                                         | День профсоюзов Воронежской области | Установлен Законом Воронежской области от 23.12.2016 № 202-ОЗ |
| Воронежская область               | 30 октября                                         | День основания Военно-Морского Флота России | Установлен Законом Воронежской области от 23.06.2011 № 100-ОЗ |
| Воронежская область               | 6 декабря                                          | День памяти святителя Митрофана, первого епископа Воронежского, церковно-государственного деятеля XVII—XVIII веков, соратника Петра I | Установлен Законом Воронежской области от 23.06.2011 № 100-ОЗ |
| Дагестан                          | Переходящий праздник                               | Ураза-Байрам | Исламский праздник, отмечаемый в честь окончания поста в месяц Рамадан. Отмечается в первый день месяца Шавваль. Установлен Указом Президиума Верховного Совета Дагестанской АССР от 05.03.1991 |
| Дагестан                          | 26 июля                                            | День Конституции Республики Дагестан | Установлен Постановлением Конституционного Собрания Республики Дагестан от 26.07.1994 и Указом Госсовета Республики Дагестан от 18.07.1995 № 138 |
| Дагестан                          | Переходящий праздник                               | Курбан-Байрам | Исламский праздник окончания хаджа, отмечаемый через 70 дней после праздника Ураза-байрам, в 10-й день месяца Зуль-хиджа в память жертвоприношения Ибрахима, считающегося в исламе пророком. Установлен Указом Госсовета Республики Дагестан от 15.03.2000 № 67 |
| Дагестан                          | 8 сентября                                         | День белых журавлей | Установлен Указом Главы Республики Дагестан от 8 сентября 2016 г. № 276 |
| Дагестан                          | 15 сентября                                        | День единства народов Дагестана | Установлен Указом Президента Республики Дагестан от 06.07.2011 № 104 |
| Дагестан                          | 21 октября                                         | День дагестанской культуры и языков | Установлен Указом Главы Республики Дагестан от 20 июня 2016 г. № 197 |
| Еврейская автономная область      | 12 февраля                                         | День памяти павших в годы Гражданской войны на Дальнем Востоке (день окончания Волочаевского боя) | Установлен Законом Еврейской АО от 17.07.2013 № 340-ОЗ |
| Еврейская автономная область      | 15 февраля                                         | День ветеранов боевых действий | Установлен Законом Еврейской АО от 27.02.2008 № 333-ОЗ |
| Еврейская автономная область      | 17 февраля                                         | Торжественная стыковка на станции Облучье западного и восточного направлений Амурской железной дороги | Установлен Законом Еврейской АО от 17.07.2013 № 340-ОЗ |
| Еврейская автономная область      | 2 марта                                            | День присвоения административному центру области — рабочему поселку Биробиджан — статуса города | Установлен Законом Еврейской АО от 17.07.2013 № 340-ОЗ |
| Еврейская автономная область      | 31 марта                                           | Образование области как нового субъекта в составе Российской Федерации | Установлен Законом Еврейской АО от 17.07.2013 № 340-ОЗ |
| Еврейская автономная область      | 28 апреля                                          | День приезда первых переселенцев-евреев на территорию области | Установлен Законом Еврейской АО от 17.07.2013 № 340-ОЗ |
| Еврейская автономная область      | 7 мая                                              | День образования Еврейской автономной области | Установлен Законом Еврейской АО от 17.07.2013 № 340-ОЗ |
| Еврейская автономная область      | 28 мая                                             | Заключение Айгунского договора между Россией и Китаем | Установлен Законом Еврейской АО от 17.07.2013 № 340-ОЗ |
| Еврейская автономная область      | 19 июня                                            | День герба и флага области | Дата внесения в государственный геральдический регистр Российской Федерации. Установлен Законом Еврейской АО от 17.07.2013 № 340-ОЗ |
| Еврейская автономная область      | 20 июля                                            | День образования районов области: Биробиджанского, Облученского (Бирского), Октябрьского (Сталинского), Ленинского (Блюхеровского), Смидовичского | Установлен Законом Еврейской АО от 17.07.2013 № 340-ОЗ |
| Забайкальский край                | Переходящий праздник                               | Праздник Белого месяца «Сагаалган» | Торжественный праздник монгольских и некоторых тюркских народов, начало весны и Новый год по лунно-солнечному календарю. Установлен Законом Забайкальского края от 31.03.2015 № 1151-ЗЗК |
| Забайкальский край                | 1 марта                                            | День Забайкальского края | Установлен Законом Забайкальского края от 11.02.2009 № 125-ЗЗК |
| Забайкальский край                | 14 августа                                         | День пчеловода | Установлен Законом Забайкальского края от 10.10.2012 № 712-ЗЗК |
| Забайкальский край                | 24 сентября                                        | День памяти забайкальцев, погибших при исполнении воинского и служебного долга | Установлен Законом Забайкальского края от 14.06.2016 № 1353-ЗЗК |
| Ингушетия                         | 27 февраля                                         | День Конституции Республики Ингушетия | Установлен Указом Президента Республики Ингушетия от 13 февраля 2010 г. № 35 |
| Ингушетия                         | 17 марта                                           | День единения Ингушетии с Россией | Установлен Указом Главы Республики Ингушетия от 31 декабря 2014 г. № 253 |
| Ингушетия                         | 15 апреля                                          | День г. Магаса — столицы Республики Ингушетия | Установлен Распоряжением Президента Республики Ингушетия от 21 мая 2008 г. № 33-рп |
| Ингушетия                         | 20 апреля                                          | День Насыр-Кортского округа г. Назрани | Установлен Распоряжением Президента Республики Ингушетия от 21 мая 2008 г. № 33-рп |
| Ингушетия                         | 22 апреля                                          | День с. Берд-Юрт Сунженского района | Установлен Распоряжением Президента Республики Ингушетия от 21 мая 2008 г. № 33-рп |
| Ингушетия                         | 26 апреля                                          | День с. Али-Юрт Назрановского района | Установлен Распоряжением Президента Республики Ингушетия от 21 мая 2008 г. № 33-рп |
| Ингушетия                         | 12 мая                                             | День Альтиевского округа г. Назрани | Установлен Распоряжением Президента Республики Ингушетия от 21 мая 2008 г. № 33-рп |
| Ингушетия                         | 19 мая                                             | День с. Ляжги (сс. Бейни, Духиршиг, Кашети, Гоуст) Джейрахского района | Установлен Распоряжением Президента Республики Ингушетия от 21 мая 2008 г. № 33-рп |
| Ингушетия                         | Переходящий праздник                               | Ид аль-Фитр | Исламский праздник, отмечаемый в честь окончания поста в месяц Рамадан. Отмечается в первый день месяца Шавваль. |
| Ингушетия                         | 31 мая                                             | День с. Вежарий Малгобекского района | Установлен Распоряжением Президента Республики Ингушетия от 21 мая 2008 г. № 33-рп |
| Ингушетия                         | 2 июня                                             | День с. Экажево Назрановского района | Установлен Распоряжением Президента Республики Ингушетия от 21 мая 2008 г. № 33-рп |
| Ингушетия                         | 4 июня                                             | День образования Республики Ингушетия | 4 июня 1992 года Верховный Совет России принял Закон «Об образовании Ингушской Республики в составе РФ». Установлен Указом Президента Республики Ингушетия от 4 июня 2004 г. № 102 |
| Ингушетия                         | 7 июня                                             | День с. Инарки Малгобекского района | Установлен Распоряжением Президента Республики Ингушетия от 21 мая 2008 г. № 33-рп |
| Ингушетия                         | 18 июня                                            | День с. Мужичи Сунженского района | Установлен Распоряжением Президента Республики Ингушетия от 21 мая 2008 г. № 33-рп |
| Ингушетия                         | 21 июня                                            | День с. Гази-Юрт Назрановского района | Установлен Распоряжением Президента Республики Ингушетия от 21 мая 2008 г. № 33-рп |
| Ингушетия                         | 24 июня                                            | День с. Даттых Сунженского района | Установлен Распоряжением Президента Республики Ингушетия от 21 мая 2008 г. № 33-рп |
| Ингушетия                         | 28 июня                                            | День с. Нижние Ачалуки Малгобекского района | Установлен Распоряжением Президента Республики Ингушетия от 21 мая 2008 г. № 33-рп |
| Ингушетия                         | 7 июля                                             | День Плиевского округа г. Назрани | Установлен Распоряжением Президента Республики Ингушетия от 21 мая 2008 г. № 33-рп |
| Ингушетия                         | 11 июля                                            | День Государственного флага Республики Ингушетия | Установлен Указом Главы Республики Ингушетия от 11 сентября 2014 г. № 175 |
| Ингушетия                         | 12 июля                                            | День ст. Вознесеновская Малгобекского района | Установлен Распоряжением Президента Республики Ингушетия от 21 мая 2008 г. № 33-рп |
| Ингушетия                         | 16 июля                                            | День с. Алхасты Сунженского района | Установлен Распоряжением Президента Республики Ингушетия от 21 мая 2008 г. № 33-рп |
| Ингушетия                         | 19 июля                                            | День с. Пседах Малгобекского района | Установлен Распоряжением Президента Республики Ингушетия от 21 мая 2008 г. № 33-рп |
| Ингушетия                         | 22 июля                                            | День с. Аршты Сунженского района | Установлен Распоряжением Президента Республики Ингушетия от 21 мая 2008 г. № 33-рп |
| Ингушетия                         | 26 июля                                            | День с. Новый Редант Малгобекского района | Установлен Распоряжением Президента Республики Ингушетия от 21 мая 2008 г. № 33-рп |
| Ингушетия                         | 30 июля                                            | День ст. Орджоникидзевская Сунженского района | Установлен Распоряжением Президента Республики Ингушетия от 21 мая 2008 г. № 33-рп |
| Ингушетия                         | Переходящий праздник                               | Ид аль-Адха | Исламский праздник окончания хаджа, отмечаемый через 70 дней после праздника Ураза-байрам, в 10-й день месяца Зуль-хиджа в память жертвоприношения Ибрахима, считающегося в исламе пророком. |
| Ингушетия                         | 2 августа                                          | День с. Чемульга Сунженского района | Установлен Распоряжением Президента Республики Ингушетия от 21 мая 2008 г. № 33-рп |
| Ингушетия                         | 4 августа                                          | День с. Ольгетти (сс. Шоан, Баьлган, Хамишк) Джейрахского района | Установлен Распоряжением Президента Республики Ингушетия от 21 мая 2008 г. № 33-рп |
| Ингушетия                         | 9 августа                                          | День с. Аки-Юрт Малгобекского района | Установлен Распоряжением Президента Республики Ингушетия от 21 мая 2008 г. № 33-рп |
| Ингушетия                         | 12 августа                                         | День ст. Троицкая Сунженского района | Установлен Распоряжением Президента Республики Ингушетия от 21 мая 2008 г. № 33-рп |
| Ингушетия                         | 23 августа                                         | День г. Карабулака | Установлен Распоряжением Президента Республики Ингушетия от 21 мая 2008 г. № 33-рп |
| Ингушетия                         | 23 августа                                         | День с. Алкун Сунженского района | Установлен Распоряжением Президента Республики Ингушетия от 21 мая 2008 г. № 33-рп |
| Ингушетия                         | 23 августа                                         | День с. Зязиков-Юрт Малгобекского района | Установлен Распоряжением Президента Республики Ингушетия от 21 мая 2008 г. № 33-рп |
| Ингушетия                         | 24 августа                                         | День Барсукинского округа г. Назрани | Установлен Распоряжением Президента Республики Ингушетия от 21 мая 2008 г. № 33-рп |
| Ингушетия                         | 6 сентября                                         | День Гамурзиевского округа г. Назрани | Установлен Распоряжением Президента Республики Ингушетия от 21 мая 2008 г. № 33-рп |
| Ингушетия                         | 6 сентября                                         | День с. Средние Ачалуки Малгобекского района | Установлен Распоряжением Президента Республики Ингушетия от 21 мая 2008 г. № 33-рп |
| Ингушетия                         | 7 сентября                                         | День г. Малгобека | Установлен Распоряжением Президента Республики Ингушетия от 21 мая 2008 г. № 33-рп |
| Ингушетия                         | 16 сентября                                        | День с. Кантышево Назрановского района | Установлен Распоряжением Президента Республики Ингушетия от 21 мая 2008 г. № 33-рп |
| Ингушетия                         | 22 сентября                                        | День с. Гули (сс. Лаьлах, Бишт, Лейми, Эгикал, Кхяхки, Хамхи, Пялинг) Джейрахского района | Установлен Распоряжением Президента Республики Ингушетия от 21 мая 2008 г. № 33-рп |
| Ингушетия                         | 30 сентября                                        | День с. Галашки Сунженского района | Установлен Распоряжением Президента Республики Ингушетия от 21 мая 2008 г. № 33-рп |
| Ингушетия                         | 30 сентября                                        | День с. Сурхахи Назрановского района | Установлен Распоряжением Президента Республики Ингушетия от 21 мая 2008 г. № 33-рп |
| Ингушетия                         | 10 октября                                         | День с. Долаково Назрановского района | Установлен Распоряжением Президента Республики Ингушетия от 21 мая 2008 г. № 33-рп |
| Ингушетия                         | 13 октября                                         | День с. Джейрах (сс. Армхи, Фуртоуг) Джейрахского района | Установлен Распоряжением Президента Республики Ингушетия от 21 мая 2008 г. № 33-рп |
| Ингушетия                         | 18 октября                                         | День с. Верхние Ачалуки Малгобекского района | Установлен Распоряжением Президента Республики Ингушетия от 21 мая 2008 г. № 33-рп |
| Ингушетия                         | 19 октября                                         | День г. Назрани | Установлен Распоряжением Президента Республики Ингушетия от 21 мая 2008 г. № 33-рп |
| Ингушетия                         | 25 октября                                         | День с. Сагопши Малгобекского района | Установлен Распоряжением Президента Республики Ингушетия от 21 мая 2008 г. № 33-рп |
| Ингушетия                         | 27 октября                                         | День с. Яндаре Назрановского района | Установлен Распоряжением Президента Республики Ингушетия от 21 мая 2008 г. № 33-рп |
| Ингушетия                         | 30 октября                                         | День памяти жертв трагических событий осени 1992 года | Установлен Указом Президента Республики Ингушетия от 30 октября 2010 г. № 217 |
| Ингушетия                         | 30 ноября                                          | День проведения общенародного референдума по вопросу образования Ингушской Республики в составе Российской Федерации | Установлен Указом Главы Республики Ингушетия от 6 февраля 2017 г. № 27 |
| Иркутская область                 | Переходящий праздник                               | Сагаалган (на территории Усть-Ордынского Бурятского округа) | Торжественный праздник монгольских и некоторых тюркских народов, начало весны и Новый год по лунно-солнечному календарю. Установлен Указом Губернатора Иркутской области от 27.04.2011 г. № 93-УГ |
| Иркутская область                 | Переходящий праздник                               | Сур-Харбан (на территории Усть-Ордынского Бурятского округа) | Бурятский спортивный народный праздник. «Сурхарбаан» с бурятского языка переводится как «стрельба в сур» — кожаную мишень. Установлен Указом Губернатора Иркутской области от 27.04.2011 г. № 93-УГ |
| Кабардино-Балкария                | 8 марта                                            | День памяти жертв депортации балкарского народа | 8 марта отмечается как день памяти в связи с депортацией балкарского народа 8-9 марта 1944 года. |
| Кабардино-Балкария                | 28 марта                                           | День возрождения балкарского народа | Посвящен возвращению балкарского народа после 13-летней депортации из Средней Азии в Кабардино-Балкарскую АССР. Установлен Указом Президента КБР от 25 марта 1994 г. № 19. |
| Кабардино-Балкария                | 21 мая                                             | День памяти адыгов (черкесов) — жертв Русско-Кавказской войны | Введен постановлением Верховного Совета КБССР от 7 февраля 1992 года № 977-XII-В «Об осуждении геноцида адыгов (черкесов) в годы Русско-Кавказской войны» |
| Кабардино-Балкария                | Переходящий праздник                               | Ураза-Байрам | Исламский праздник, отмечаемый в честь окончания поста в месяц Рамадан. Отмечается в первый день месяца Шавваль. |
| Кабардино-Балкария                | Переходящий праздник                               | Курбан-Байрам | Исламский праздник окончания хаджа, отмечаемый через 70 дней после праздника Ураза-байрам, в 10-й день месяца Зуль-хиджа в память жертвоприношения Ибрахима, считающегося в исламе пророком. |
| Кабардино-Балкария                | 1 сентября                                         | День государственности Кабардино-Балкарской Республики (День республики) | Праздник учрежден в 1997 году по случаю принятия новой конституции Кабардино-Балкарской Республики. 1 сентября в 1921 году декретом ВЦИК РСФСР была образована Кабардинская автономная область, позднее вместе с Балкарским автономным округом преобразованная в Кабардино-Балкарскую автономную область. Установлен Постановлением Парламента Кабардино-Балкарской Республики от 1 сентября 1997 г. № 172-П-П |
| Кабардино-Балкария                | 20 сентября                                        | День адыгов (черкесов) | Учрежден указом Главы Кабардино-Балкарской Республики от 12 августа 2014 г. № 166-УГ «Об установлении Дня адыгов (черкесов)» |
| Калининградская область           | 18 января                                          | День принятия Устава (Основного Закона) Калининградской области | Установлен Законом Калининградской области от 14.06.2017 № 81 |
| Калининградская область           | 9 апреля                                           | День взятия Кенигсберга | Установлен Законом Калининградской области от 14.06.2017 № 81 |
| Калининградская область           | 4 мая                                              | День герба и флага Калининградской области | Установлен Законом Калининградской области от 14.06.2017 № 81 |
| Калининградская область           | Один из дней последней декады июня                 | День выпускников общеобразовательных организаций | Установлен Законом Калининградской области от 14.06.2017 № 81 |
| Калининградская область           | 4 июля                                             | День Калининградской области | Установлен Законом Калининградской области от 14.06.2017 № 81 |
| Калининградская область           | Последнее воскресенье ноября                       | День многодетной семьи | Установлен Законом Калининградской области от 14.06.2017 № 81 |
| Калмыкия                          | Переходящий праздник                               | Цаган Сар | Торжественный праздник монгольских и некоторых тюркских народов, начало весны и Новый год по лунно-солнечному календарю. Установлен Законом Республики Калмыкия от 13.10.2004 № 156-III-З |
| Калмыкия                          | 13 марта                                           | День калмыцкой поэзии | Установлен Законом Республики Калмыкия от 13.10.2004 г. № 156-III-З |
| Калмыкия                          | 5 апреля                                           | День принятия Степного Уложения (Конституции) Республики Калмыкия | Установлен Законом Республики Калмыкия от 13.10.2004 № 156-III-З |
| Калмыкия                          | Третья суббота апреля                              | День степи | Установлен Законом Республики Калмыкия от 13.10.2004 № 156-III-З |
| Калмыкия                          | Третья суббота мая                                 | День калмыцкого чая | Установлен Законом Республики Калмыкия от 13.10.2004 № 156-III-З |
| Калмыкия                          | Переходящий праздник                               | День рождения Будды Шакьямуни | Установлен Законом Республики Калмыкия от 13.10.2004 № 156-III-З |
| Калмыкия                          | 5 июля                                             | День Республики Калмыкия | Установлен Законом Республики Калмыкия от 13.10.2004 № 156-III-З |
| Калмыкия                          | 4 ноября                                           | День Казанского кафедрального собора | Установлен Законом Республики Калмыкия от 13.10.2004 № 156-III-З |
| Калмыкия                          | Переходящий праздник                               | Зул | Праздник, посвященный уходу из этого мира основателя тибетского буддийской школы гелуг, Чже Цонкапы. Установлен Законом Республики Калмыкия от 13.10.2004 № 156-III-З |
| Калмыкия                          | 28 декабря                                         | День памяти жертв депортации калмыцкого народа | Памятный день посвящён памяти жертв депортации калмыков. Установлен Законом Республики Калмыкия от 13.10.2004 № 156-III-З |
| Калужская область                 | 26 июня                                            | День мирного использования ядерной энергии | День ввода в эксплуатацию первой в мире атомной электростанции в городе Обнинске Калужской области. Установлен Законом Калужской области от 01.07.2013 № 447-ОЗ |
| Калужская область                 | 5 июля                                             | День образования Калужской области | День принятия Указа Президиума Верховного Совета СССР от 5 июля 1944 года № 801/1 «Об образовании Калужской области в составе РСФСР». Установлен Законом Калужской области от 01.07.2013 № 447-ОЗ |
| Калужская область                 | 5 июля                                             | День официальных символов Калужской области (герба Калужской области, гимна Калужской области и флага Калужской области) | Установлен Законом Калужской области от 01.07.2013 № 447-ОЗ |
| Калужская область                 | 17 сентября                                        | День освобождения Калужской области от немецко-фашистских захватчиков | Установлен Законом Калужской области от 01.07.2013 № 447-ОЗ |
| Калужская область                 | 11 ноября                                          | День победного окончания Великого стояния на реке Угре 1480 года | В результате события, состоявшегося на территории Калужской области, произошло освобождение от ига ордынских ханов, обретена независимость Российского государства с центром в Москве. Установлен Законом Калужской области от 01.07.2013 № 447-ОЗ |
| Калужская область                 | 1 декабря                                          | День рождения Маршала Советского Союза, четырежды Героя Советского Союза Георгия Константиновича Жукова | Георгий Константинович Жуков — уроженец Калужской области. Установлен Законом Калужской области от 01.07.2013 № 447-ОЗ |
| Камчатский край                   | Первое воскресенье марта                           | День оленевода | Установлен Законом Камчатского края от 16.12.2009 № 361 |
| Камчатский край                   | Вторая суббота марта                               | Берингия | Установлен Законом Камчатского края от 16.12.2009 № 361 |
| Камчатский край                   | 11 апреля                                          | День камчатского парламентаризма | Установлен Законом Камчатского края от 01.07.2014 № 482 |
| Камчатский край                   | 14 апреля                                          | День открытия Долины Гейзеров | Установлен Законом Камчатского края от 16.12.2009 № 361 |
| Камчатский край                   | 1 мая — 31 октября                                 | Дни туризма в Камчатском крае | Установлен Законом Камчатского края от 30.05.2014 № 445 |
| Камчатский край                   | Первое воскресенье июня                            | День первой рыбы | Установлен Законом Камчатского края от 16.12.2009 № 361 |
| Камчатский край                   | Третье воскресенье июня                            | Нургэнэк | Эвенкийский новый год. Установлен Законом Камчатского края от 16.12.2009 № 361 |
| Камчатский край                   | 1 июля                                             | День Камчатского края | Установлен Законом Камчатского края от 16.12.2009 № 361 |
| Камчатский край                   | 11 июля                                            | День горной промышленности Камчатского края | Установлен Законом Камчатского края от 05.07.2019 № 354 |
| Камчатский край                   | 13 июля                                            | День присоединения Камчатки к России | Установлен Законом Камчатского края от 16.12.2009 № 361 |
| Камчатский край                   | 18 августа                                         | День Курильского десанта | Установлен Законом Камчатского края от 16.12.2009 № 361 |
| Камчатский край                   | 5 сентября                                         | День героической обороны Петропавловска-Камчатского от нападения англо-французской эскадры | Установлен Законом Камчатского края от 16.12.2009 № 361 |
| Камчатский край                   | Четвёртая суббота сентября                         | Экологический фестиваль «Море жизни» | Установлен Законом Камчатского края от 25.07.2017 № 117 |
| Камчатский край                   | Последнее воскресенье сентября                     | Алхалалалай | Праздник ительменского народа. Установлен Законом Камчатского края от 16.12.2009 № 361 |
| Камчатский край                   | 17 октября                                         | День памяти моряков и рыбаков | Установлен Законом Камчатского края от 29.03.2012 № 24 |
| Камчатский край                   | 1 ноября                                           | День образования Кроноцкого государственного природного биосферного заповедника | Установлен Законом Камчатского края от 10.03.2015 № 600 |
| Камчатский край                   | Первое воскресенье ноября                          | Хололо | Праздник корякского народа. Установлен Законом Камчатского края от 16.12.2009 № 361 |
| Камчатский край                   | 2 декабря                                          | День обретения Камчаткой самостоятельного административно-территориального статуса в составе России | Установлен Законом Камчатского края от 24.12.2018 № 302 |
| Камчатский край                   | 10 декабря                                         | День Корякского округа | Установлен Законом Камчатского края от 17.03.2011 № 579 |
| Карачаево-Черкессия               | 24 января                                          | День памяти жертв политических репрессий казачества | Установлен Законом Карачаево-Черкесской Республики от 26 октября 2000 г. № 27-РЗ |
| Карачаево-Черкессия               | 26 апреля                                          | День реабилитации кубанского казачества | Установлен Законом Карачаево-Черкесской Республики от 26 октября 2000 г. № 27-РЗ |
| Карачаево-Черкессия               | Переходящий праздник                               | Радоница | День первого после Пасхи общецерковного поминовения усопших в народной традиции восточных славян. Отмечается во вторник после Фомина воскресенья, на второй неделе после Пасхи |
| Карачаево-Черкессия               | 3 мая                                              | День возрождения карачаевского народа | Посвящен возвращению карачаевского народа после 14-летней депортации из Средней Азии на родину. Установлен Указом Президента Карачаево-Черкесской Республики от 27.04.2001 № 37 |
| Карачаево-Черкессия               | Переходящий праздник                               | Праздник Разговения Ид аль-фитр | Исламский праздник, отмечаемый в честь окончания поста в месяц Рамадан. Отмечается в первый день месяца Шавваль. |
| Карачаево-Черкессия               | 1 июля                                             | День работников избирательных комиссий в Карачаево-Черкесской Республике | Установлен Указом Главы Карачаево-Черкесской Республики от 22 мая 2012 г. № 82 |
| Карачаево-Черкессия               | 3 июля                                             | День единения народов Карачаево-Черкесской Республики | Установлен Указом Главы Карачаево-Черкесской Республики от 26.06.2013 № 161 |
| Карачаево-Черкессия               | Переходящий праздник                               | Праздник жертвоприношения Курбан Байрам | Исламский праздник окончания хаджа, отмечаемый через 70 дней после праздника Ураза-байрам, в 10-й день месяца Зуль-хиджа в память жертвоприношения Ибрахима, считающегося в исламе пророком. |
| Карачаево-Черкессия               | 7 сентября                                         | День Карачаево-Черкесской Республики День города Черкесска | Отмечается с 2014 года |
| Карелия                           | 8 июня                                             | День республики Карелия | Установлен Законом Республики Карелия от 27 апреля 1999 г. № 346-ЗРК |
| Карелия                           | 27 августа                                         | День горняка в республике Карелия | Установлен Законом Республики Карелия от 15 февраля 2016 г. № 1990-ЗРК |
| Карелия                           | 16 сентября                                        | День образования профсоюзного движения в республике Карелия | Установлен Законом Республики Карелия от 21 октября 2011 г. № 1535-ЗРК |
| Кемеровская область               | 26 января                                          | День образования Кемеровской области | Установлен Законом Кемеровской области от 27.12.2012 № 135-ОЗ |
| Коми                              | 22 августа                                         | День Республики Коми | Установлен Законом Республики Коми от 05.05.2014 № 30-РЗ |
| Костромская область               | 27 марта                                           | День Феодоровской Иконы Божией Матери | Установлен Законом Костромской области от 15.07.2009 № 508-4-ЗКО |
| Костромская область               | 29 августа                                         | День Феодоровской Иконы Божией Матери | Установлен Законом Костромской области от 15.07.2009 № 508-4-ЗКО |
| Костромская область               | 11 августа                                         | День памяти костромичей, погибших в боевых действиях | День памяти костромичей, погибших в боевых действиях в Афганистане (с апреля 1978 года по 15 февраля 1989 года), в Чеченской Республике и на прилегающих к ней территориях Российской Федерации, отнесенных к зоне вооруженного конфликта (с декабря 1994 года по декабрь 1996 года), на территории Северо-Кавказского региона при выполнении задач в ходе контртеррористических операций (с августа 1999 года), на территориях Республики Южная Осетия и Республики Абхазия (с 8 по 22 августа 2008 года). Установлен Законом Костромской области от 10.07.2013 № 395-5-ЗКО |
| Костромская область               | 13 августа                                         | День Костромской области | Установлен Законом Костромской области от 15.07.2009 № 508-4-ЗКО |
| Костромская область               | 11 сентября                                        | День патриота Русской земли Ивана Сусанина | Установлен Законом Костромской области от 15.07.2009 № 508-4-ЗКО |
| Краснодарский край                | 1 января                                           | День принятия казачьим войсковым правительством «Порядка общей пользы» | «Порядок общей пользы» — документ, закрепивший название и статус города Екатеринодара и регламентировавший управление, расселение и землепользование в Черноморском казачьем войске. Установлен Законом Краснодарского края от 14.12.2006 № 1145-КЗ |
| Краснодарский край                | 15 января                                          | День нотариуса Краснодарского края | Установлен Законом Краснодарского края от 14.12.2006 № 1145-КЗ |
| Краснодарский край                | 22 января                                          | День освобождения Отрадненского и Успенского районов | Установлен Законом Краснодарского края от 26.12.2014 № 3091-КЗ |
| Краснодарский край                | 23 января                                          | День освобождения города Армавира | Установлен Законом Краснодарского края от 26.12.2014 № 3091-КЗ |
| Краснодарский край                | 25 января                                          | День образования Белоглинского района | Установлен Законом Краснодарского края от 26.12.2014 № 3091-КЗ |
| Краснодарский край                | 25 января                                          | День освобождения Белоглинского района, города Лабинска и Лабинского района | Установлен Законом Краснодарского края от 26.12.2014 № 3091-КЗ |
| Краснодарский край                | 26 января                                          | День освобождения Мостовского района | Установлен Законом Краснодарского края от 26.12.2014 № 3091-КЗ |
| Краснодарский край                | 27 января                                          | День освобождения Апшеронского, Гулькевичского, Курганинского, Новокубанского и Новопокровского районов | Установлен Законом Краснодарского края от 26.12.2014 № 3091-КЗ |
| Краснодарский край                | 28 января                                          | День освобождения города Горячий Ключ | Установлен Законом Краснодарского края от 26.12.2014 № 3091-КЗ |
| Краснодарский край                | 29 января                                          | День освобождения города Кропоткина, Белореченского, Кавказского и Тбилисского районов | Установлен Законом Краснодарского края от 26.12.2014 № 3091-КЗ |
| Краснодарский край                | 30 января                                          | День освобождения города Тихорецка и Тихорецкого района | Установлен Законом Краснодарского края от 26.12.2014 № 3091-КЗ |
| Краснодарский край                | Первая суббота февраля                             | День встречи выпускников школ | Установлен Законом Краснодарского края от 14.12.2006 № 1145-КЗ |
| Краснодарский край                | 1 февраля                                          | День освобождения Выселковского и Павловского районов | Установлен Законом Краснодарского края от 26.12.2014 № 3091-КЗ |
| Краснодарский край                | 2 февраля                                          | День освобождения Крыловского и Кущевского районов | Установлен Законом Краснодарского края от 26.12.2014 № 3091-КЗ |
| Краснодарский край                | 3 февраля                                          | День освобождения Ленинградского и Староминского районов | Установлен Законом Краснодарского края от 26.12.2014 № 3091-КЗ |
| Краснодарский край                | 3 февраля                                          | День высадки десанта в Новороссийской бухте и образования плацдарма «Малая земля» | Установлен Законом Краснодарского края от 12.02.2018 № 3732-КЗ |
| Краснодарский край                | 3 февраля                                          | Дни проведения молодёжной патриотической акции «Бескозырка» | Акция посвящена высадке десанта в Новороссийской бухте и образованию плацдарма «Малая земля». Установлен Законом Краснодарского края от 14.12.2006 № 1145-КЗ |
| Краснодарский край                | 4 февраля                                          | Дни проведения молодёжной патриотической акции «Бескозырка» | Акция посвящена высадке десанта в Новороссийской бухте и образованию плацдарма «Малая земля». Установлен Законом Краснодарского края от 14.12.2006 № 1145-КЗ |
| Краснодарский край                | 5 февраля                                          | День освобождения Усть-Лабинского, Брюховецкого, Каневского районов и города Ейска | Установлен Законом Краснодарского края от 26.12.2014 № 3091-КЗ |
| Краснодарский край                | 6 февраля                                          | День освобождения Щербиновского района | Установлен Законом Краснодарского края от 26.12.2014 № 3091-КЗ |
| Краснодарский край                | 8 февраля                                          | День освобождения Приморско-Ахтарского района | Установлен Законом Краснодарского края от 26.12.2014 № 3091-КЗ |
| Краснодарский край                | 11 февраля                                         | День образования Тимашевского района | Установлен Законом Краснодарского края от 26.12.2014 № 3091-КЗ |
| Краснодарский край                | 11 февраля                                         | День освобождения Динского района | Установлен Законом Краснодарского края от 26.12.2014 № 3091-КЗ |
| Краснодарский край                | 12 февраля                                         | День освобождения города Краснодара, Тимашевского и Кореновского районов | Установлен Законом Краснодарского края от 26.12.2014 № 3091-КЗ |
| Краснодарский край                | 18 февраля                                         | День освобождения Северского района | Установлен Законом Краснодарского края от 26.12.2014 № 3091-КЗ |
| Краснодарский край                | Третья суббота февраля                             | День животновода Краснодарского края | Установлен Законом Краснодарского края от 06.11.2018 № 3886-КЗ |
| Краснодарский край                | 21 февраля                                         | День образования Мостовского района | Установлен Законом Краснодарского края от 26.12.2014 № 3091-КЗ |
| Краснодарский край                | Последнее воскресенье февраля                      | День экономиста Краснодарского края | Установлен Законом Краснодарского края от 14.12.2006 № 1145-КЗ |
| Краснодарский край                | 1 марта                                            | День спасателя Краснодарского края | Установлен Законом Краснодарского края от 14.12.2006 № 1145-КЗ |
| Краснодарский край                | 3 марта                                            | День образования Кореновского района | Установлен Законом Краснодарского края от 26.12.2014 № 3091-КЗ |
| Краснодарский край                | 6 марта                                            | День основания города Ейска | Установлен Законом Краснодарского края от 26.12.2014 № 3091-КЗ |
| Краснодарский край                | 9 марта                                            | День освобождения Красноармейского района | Установлен Законом Краснодарского края от 26.12.2014 № 3091-КЗ |
| Краснодарский край                | 23 марта                                           | День освобождения станицы Славянской (ныне город Славянск-на-Кубани) | Установлен Законом Краснодарского края от 26.12.2014 № 3091-КЗ |
| Краснодарский край                | 24 марта                                           | День освобождения Абинского района | Установлен Законом Краснодарского края от 26.12.2014 № 3091-КЗ |
| Краснодарский край                | 24 марта                                           | Неделя «Культура — детям» | Установлен Законом Краснодарского края от 14.12.2006 № 1145-КЗ |
| Краснодарский край                | 25 марта — 1 апреля                                | Неделя «Культура — детям» | Установлен Законом Краснодарского края от 14.12.2006 № 1145-КЗ |
| Краснодарский край                | 31 марта                                           | День памяти воинов, погибших в локальных конфликтах | Установлен Законом Краснодарского края от 14.12.2006 № 1145-КЗ |
| Краснодарский край                | Последняя суббота марта                            | День работников культуры Краснодарского края | Установлен Законом Краснодарского края от 14.12.2006 № 1145-КЗ |
| Краснодарский край                | Последнее воскресенье марта                        | День финансиста Краснодарского края | Установлен Законом Краснодарского края от 14.12.2006 № 1145-КЗ |
| Краснодарский край                | 5 апреля                                           | День образования Калининского района | Установлен Законом Краснодарского края от 26.12.2014 № 3091-КЗ |
| Краснодарский край                | 22 апреля                                          | День присвоения городу Темрюку и городу Крымску почетного звания Краснодарского края «Город воинской доблести» | Установлен Законом Краснодарского края от 26.07.2019 № 4096-КЗ |
| Краснодарский край                | 23 апреля                                          | День бесплатной юридической помощи в Краснодарском крае | Установлен Законом Краснодарского края от 27.05.2019 № 4049-КЗ |
| Краснодарский край                | 26 апреля                                          | День реабилитации кубанского казачества | Установлен Законом Краснодарского края от 14.12.2006 № 1145-КЗ |
| Краснодарский край                | Первая суббота мая                                 | Тиховские поминовения | Отмечаются в честь героического подвига казаков Ольгинского кордона (1810 год) под командованием полковника Л. Тиховского. Установлен Законом Краснодарского края от 14.12.2006 № 1145-КЗ |
| Краснодарский край                | 4 мая                                              | Незамаевские поминовения | Отмечаются в честь казачества и Святого Иоанна Пригоровского в станице Незамаевской. Установлен Законом Краснодарского края от 14.12.2006 № 1145-КЗ |
| Краснодарский край                | 5 мая                                              | День кубанской журналистики | Установлен Законом Краснодарского края от 14.12.2006 № 1145-КЗ |
| Краснодарский край                | 5 мая                                              | День присвоения городу Туапсе звания «Город воинской славы» | Установлен Законом Краснодарского края от 26.07.2019 № 4096-КЗ |
| Краснодарский край                | 5 мая                                              | день присвоения городу Анапе звания «Город воинской славы» | Установлен Законом Краснодарского края от 26.07.2019 № 4096-КЗ |
| Краснодарский край                | 11 мая                                             | День образования Туапсинского района | Установлен Законом Краснодарского края от 26.12.2014 № 3091-КЗ |
| Краснодарский край                | 25 мая                                             | Праздник последнего школьного звонка | Установлен Законом Краснодарского края от 14.12.2006 № 1145-КЗ |
| Краснодарский край                | 28 мая                                             | День основания станицы Северской, День станицы Северской | Установлен Законом Краснодарского края от 26.12.2014 № 3091-КЗ |
| Краснодарский край                | 29 мая                                             | День образования города Славянска-на-Кубани | Установлен Законом Краснодарского края от 26.12.2014 № 3091-КЗ |
| Краснодарский край                | 30 мая                                             | День основания города Тихорецка | Установлен Законом Краснодарского края от 26.12.2014 № 3091-КЗ |
| Краснодарский край                | Последняя суббота мая                              | День Туапсинского района | Установлен Законом Краснодарского края от 14.12.2006 № 1145-КЗ |
| Краснодарский край                | Последняя суббота мая                              | День города-курорта Сочи | Установлен Законом Краснодарского края от 30.04.2020 N 4279-КЗ |
| Краснодарский край                | Последнее воскресенье мая                          | День юриста Краснодарского края | Установлен Законом Краснодарского края от 14.12.2006 № 1145-КЗ |
| Краснодарский край                | 1 июня                                             | День символов Краснодарского края: герба, флага и гимна Краснодарского края | Установлен Законом Краснодарского края от 14.12.2006 № 1145-КЗ |
| Краснодарский край                | 2 июня                                             | День образования Апшеронского, Белореченского, Брюховецкого, Ейского, Каневского, Крымского, Курганинского, Кущевского, Лабинского, Новокубанского, Новопокровского, Отрадненского, Павловского, Приморско-Ахтарского, Северского, Славянского, Староминского, Темрюкского, Тихорецкого, Успенского, Усть-Лабинского районов | Установлен Законом Краснодарского края от 26.12.2014 № 3091-КЗ |
| Краснодарский край                | 2 июня                                             | День Успенского района | Установлен Законом Краснодарского края от 14.12.2006 № 1145-КЗ |
| Краснодарский край                | 2 июня                                             | День Усть-Лабинского района | Установлен Законом Краснодарского края от 14.12.2006 № 1145-КЗ |
| Краснодарский край                | 3 июня                                             | День основания города Туапсе | Установлен Законом Краснодарского края от 26.12.2014 № 3091-КЗ |
| Краснодарский край                | 10 июня                                            | День архитектора Краснодарского края | Установлен Законом Краснодарского края от 14.12.2006 № 1145-КЗ |
| Краснодарский край                | 11 июня                                            | День Динского района и станицы Динской | Установлен Законом Краснодарского края от 14.12.2006 № 1145-КЗ |
| Краснодарский край                | 12 июня                                            | День Северского района | Установлен Законом Краснодарского края от 14.12.2006 № 1145-КЗ |
| Краснодарский край                | 19 июня                                            | День образования Абинского района | Установлен Законом Краснодарского края от 26.12.2014 № 3091-КЗ |
| Краснодарский край                | 30 июня                                            | День подписания Екатериной II Жалованной грамоты войску Черноморскому | Установлен Законом Краснодарского края от 14.12.2006 № 1145-КЗ |
| Краснодарский край                | Последняя суббота июня                             | День встречи выпускников профессиональных образовательных организаций и образовательных организаций высшего образования | Установлен Законом Краснодарского края от 14.12.2006 № 1145-КЗ |
| Краснодарский край                | 1 июля                                             | День службы труда и занятости населения Краснодарского края | Установлен Законом Краснодарского края от 14.12.2006 № 1145-КЗ |
| Краснодарский край                | 1 июля                                             | День работников налоговых органов Краснодарского края | Установлен Законом Краснодарского края от 14.12.2006 № 1145-КЗ |
| Краснодарский край                | Первое воскресенье июля                            | День города Туапсе | Установлен Законом Краснодарского края от 14.12.2006 № 1145-КЗ |
| Краснодарский край                | 9 июля                                             | День пожарной охраны Краснодарского края | Установлен Законом Краснодарского края от 14.12.2006 № 1145-КЗ |
| Краснодарский край                | 15 июля                                            | День основания поселения Гулькевичи (ныне город Гулькевичи) | Установлен Законом Краснодарского края от 26.12.2014 № 3091-КЗ |
| Краснодарский край                | 19 июля                                            | День Отрадненского района | Установлен Законом Краснодарского края от 14.12.2006 № 1145-КЗ |
| Краснодарский край                | Третья суббота июля                                | День города Гулькевичи | Установлен Законом Краснодарского края от 14.12.2006 № 1145-КЗ |
| Краснодарский край                | 21 июля                                            | день основания курорта Анапы (открытие первой здравницы) | Установлен Законом Краснодарского края от 26.12.2014 № 3091-КЗ |
| Краснодарский край                | 25 июля                                            | День основания станицы Белореченской (ныне город Белореченск) | Установлен Законом Краснодарского края от 26.12.2014 № 3091-КЗ |
| Краснодарский край                | 27 июля                                            | День работников многофункциональных центров предоставления государственных и муниципальных услуг Краснодарского края | Установлен Законом Краснодарского края от 19.07.2018 N 3833-КЗ |
| Краснодарский край                | 28 июля                                            | День ветерана | Установлен Законом Краснодарского края от 14.12.2006 № 1145-КЗ |
| Краснодарский край                | 31 июля                                            | День получения посадом Сочи статуса города | Установлен Законом Краснодарского края от 26.12.2014 № 3091-КЗ |
| Краснодарский край                | Последнее воскресенье июля                         | День города Приморско-Ахтарска | Установлен Законом Краснодарского края от 14.12.2006 № 1145-КЗ |
| Краснодарский край                | Первая пятница августа                             | День Белоглинского района | Установлен Законом Краснодарского края от 14.12.2006 № 1145-КЗ |
| Краснодарский край                | Первая суббота августа                             | Праздник виноградарства и виноделия «Таманская лоза» | Установлен Законом Краснодарского края от 19.07.2018 № 3837-КЗ |
| Краснодарский край                | 6 августа                                          | День кубанского футбола | Установлен Законом Краснодарского края от 14.12.2006 № 1145-КЗ |
| Краснодарский край                | Второе воскресенье августа                         | День города Горячий Ключ | Установлен Законом Краснодарского края от 14.12.2006 № 1145-КЗ |
| Краснодарский край                | Третья суббота августа                             | День Кореновского района | Установлен Законом Краснодарского края от 14.12.2006 № 1145-КЗ |
| Краснодарский край                | Третья суббота августа                             | День Тихорецкого района и города Тихорецка | Установлен Законом Краснодарского края от 23.06.2017 N 3637-КЗ |
| Краснодарский край                | Третья суббота августа                             | Дни города Ейска | Установлен Законом Краснодарского края от 14.12.2006 № 1145-КЗ |
| Краснодарский край                | Третье воскресенье августа                         | Дни города Ейска | Установлен Законом Краснодарского края от 14.12.2006 № 1145-КЗ |
| Краснодарский край                | 25 августа                                         | День высадки на Тамани первых черноморских казаков | Установлен Законом Краснодарского края от 14.12.2006 № 1145-КЗ |
| Краснодарский край                | Четвёртая суббота августа                          | День города-курорта Геленджика | Установлен Законом Краснодарского края от 14.12.2006 № 1145-КЗ |
| Краснодарский край                | Четвёртая суббота августа                          | День Гулькевичского района | Установлен Законом Краснодарского края от 14.12.2006 № 1145-КЗ |
| Краснодарский край                | Последние суббота и воскресенье августа            | Дни Белореченского района и города Белореченска; | Установлен Законом Краснодарского края от 14.12.2006 № 1145-КЗ |
| Краснодарский край                | Первая суббота сентября                            | Липкинские поминовения | Отмечаются в честь героического подвига Георгиевского поста при Липках (1862 год) в станице Неберджаевской. Установлен Законом Краснодарского края от 14.12.2006 № 1145-КЗ |
| Краснодарский край                | 5 сентября                                         | День основания станицы Лабинской (ныне город Лабинск) | Установлен Законом Краснодарского края от 26.12.2014 № 3091-КЗ |
| Краснодарский край                | Вторая суббота сентября                            | День города Усть-Лабинска | Установлен Законом Краснодарского края от 14.12.2006 № 1145-КЗ |
| Краснодарский край                | Вторая суббота сентября                            | День Каневского района и станицы Каневской | Установлен Законом Краснодарского края от 14.12.2006 № 1145-КЗ |
| Краснодарский край                | Вторая суббота сентября                            | Дни Курганинского района и города Курганинска | Установлен Законом Краснодарского края от 14.12.2006 № 1145-КЗ |
| Краснодарский край                | Второе воскресенье сентября                        | Дни Курганинского района и города Курганинска | Установлен Законом Краснодарского края от 14.12.2006 № 1145-КЗ |
| Краснодарский край                | День образования Краснодарского края               | Установлен Законом Краснодарского края от 26.12.2014 № 3091-КЗ | |
| Краснодарский край                | 12 сентября                                        | День основания города Новороссийска | Установлен Законом Краснодарского края от 26.12.2014 № 3091-КЗ |
| Краснодарский край                | 12 сентября                                        | День святого благоверного князя Александра Невского | Войсковой праздник Кубанского казачьего войска. Установлен Законом Краснодарского края от 14.12.2006 № 1145-КЗ |
| Краснодарский край                | 12—16 сентября                                     | Дни города Новороссийска | Установлен Законом Краснодарского края от 14.12.2006 № 1145-КЗ |
| Краснодарский край                | 14 сентября                                        | День присвоения городу Новороссийску звания «Город-герой» | Установлен Законом Краснодарского края от 26.07.2019 № 4096-КЗ |
| Краснодарский край                | 14 сентября                                        | Гречишкинские поминовения | Отмечаются в честь подвига сотника Гречишкина (1829 год) в станицах Тбилисской и Казанской. Установлен Законом Краснодарского края от 14.12.2006 № 1145-КЗ |
| Краснодарский край                | 16 сентября                                        | День освобождения города Новороссийска | Установлен Законом Краснодарского края от 26.12.2014 № 3091-КЗ |
| Краснодарский край                | 17 сентября                                        | День освобождения Крымского района | Установлен Законом Краснодарского края от 26.12.2014 № 3091-КЗ |
| Краснодарский край                | Третья суббота сентября                            | День города-курорта Анапы | Установлен Законом Краснодарского края от 14.12.2006 № 1145-КЗ |
| Краснодарский край                | Третья суббота сентября                            | День Выселковского района | Установлен Законом Краснодарского края от 14.12.2006 № 1145-КЗ |
| Краснодарский край                | Третья суббота сентября                            | Дни сотрудников органов внутренних дел Краснодарского края | Установлен Законом Краснодарского края от 14.12.2006 № 1145-КЗ |
| Краснодарский край                | Третье воскресенье сентября                        | Дни сотрудников органов внутренних дел Краснодарского края | Установлен Законом Краснодарского края от 14.12.2006 № 1145-КЗ |
| Краснодарский край                | День города Армавира                               | Установлен Законом Краснодарского края от 14.12.2006 № 1145-КЗ | |
| Краснодарский край                | День села Белая Глина                              | Установлен Законом Краснодарского края от 14.12.2006 № 1145-КЗ | |
| Краснодарский край                | День Ленинградского района и станицы Ленинградской | Установлен Законом Краснодарского края от 14.12.2006 № 1145-КЗ | |
| Краснодарский край                | День Мостовского района                            | Установлен Законом Краснодарского края от 14.12.2006 № 1145-КЗ | |
| Краснодарский край                | День Новопокровского района                        | Установлен Законом Краснодарского края от 14.12.2006 № 1145-КЗ | |
| Краснодарский край                | День кубанской семьи                               | Установлен Законом Краснодарского края от 14.12.2006 № 1145-КЗ | |
| Краснодарский край                | 21 сентября                                        | День основания станицы Отрадной | Установлен Законом Краснодарского края от 26.12.2014 № 3091-КЗ |
| Краснодарский край                | 21 сентября                                        | День поселка Мостовского | Установлен Законом Краснодарского края от 14.12.2006 № 1145-КЗ |
| Краснодарский край                | 21 сентября                                        | День освобождения города Анапы | Установлен Законом Краснодарского края от 26.12.2014 № 3091-КЗ |
| Краснодарский край                | 24 сентября                                        | День Апшеронского района и города Апшеронска | Установлен Законом Краснодарского края от 14.12.2006 № 1145-КЗ |
| Краснодарский край                | 26 сентября                                        | День Ейского района | Установлен Законом Краснодарского края от 14.12.2006 № 1145-КЗ |
| Краснодарский край                | 27 сентября                                        | День освобождения города Темрюка | Установлен Законом Краснодарского края от 26.12.2014 № 3091-КЗ |
| Краснодарский край                | Последняя суббота сентября                         | День Кавказского района | Установлен Законом Краснодарского края от 14.12.2006 № 1145-КЗ |
| Краснодарский край                | Последняя суббота сентября                         | День Крыловского района | Установлен Законом Краснодарского края от 14.12.2006 № 1145-КЗ |
| Краснодарский край                | Последняя суббота сентября                         | День Крымского района и города Крымска | Установлен Законом Краснодарского края от 14.12.2006 № 1145-КЗ |
| Краснодарский край                | Последняя суббота сентября                         | День Кущевского района | Установлен Законом Краснодарского края от 14.12.2006 № 1145-КЗ |
| Краснодарский край                | Последняя суббота сентября                         | Дни города Темрюка | Установлен Законом Краснодарского края от 14.12.2006 № 1145-КЗ |
| Краснодарский край                | Последнее воскресенье сентября                     | Дни города Темрюка | Установлен Законом Краснодарского края от 14.12.2006 № 1145-КЗ |
| Краснодарский край                | День города Краснодара                             | Установлен Законом Краснодарского края от 14.12.2006 № 1145-КЗ | |
| Краснодарский край                | День города Кропоткина                             | Установлен Законом Краснодарского края от 14.12.2006 № 1145-КЗ | |
| Краснодарский край                | День Староминского района и станицы Староминской   | Установлен Законом Краснодарского края от 14.12.2006 № 1145-КЗ | |
| Краснодарский край                | Первая суббота октября                             | День Брюховецкого района | Установлен Законом Краснодарского края от 14.12.2006 № 1145-КЗ |
| Краснодарский край                | Первая суббота октября                             | День Калининского района и станицы Калининской | Установлен Законом Краснодарского края от 14.12.2006 № 1145-КЗ |
| Краснодарский край                | Первая суббота октября                             | День Лабинского района и города Лабинска | Установлен Законом Краснодарского края от 14.12.2006 № 1145-КЗ |
| Краснодарский край                | Первая суббота октября                             | День Славянского района и города Славянска-на-Кубани | Установлен Законом Краснодарского края от 14.12.2006 № 1145-КЗ |
| Краснодарский край                | Первая суббота октября                             | День школьника | Установлен Законом Краснодарского края от 14.12.2006 № 1145-КЗ |
| Краснодарский край                | Первая суббота октября                             | День первокурсника | Установлен Законом Краснодарского края от 14.12.2006 № 1145-КЗ |
| Краснодарский край                | Первая суббота октября                             | День работников образования Краснодарского края | Установлен Законом Краснодарского края от 14.12.2006 № 1145-КЗ |
| Краснодарский край                | Первое воскресенье октября                         | День Абинского района и города Абинска | Установлен Законом Краснодарского края от 14.12.2006 № 1145-КЗ |
| Краснодарский край                | Первое воскресенье октября                         | День Павловского района и станицы Павловской | Установлен Законом Краснодарского края от 14.10.2020 N 4346-КЗ |
| Краснодарский край                | 2 октября                                          | Михайловские поминовения | Отмечаются в честь подвига казаков (1918 год) в станице Михайловской Курганинского района. Установлен Законом Краснодарского края от 14.12.2006 № 1145-КЗ |
| Краснодарский край                | 4 октября                                          | День работников архивной службы Краснодарского края | Установлен Законом Краснодарского края от 14.12.2006 № 1145-КЗ |
| Краснодарский край                | 6—8 октября                                        | Дни Новокубанского района и города Новокубанска | Установлен Законом Краснодарского края от 14.12.2006 № 1145-КЗ |
| Краснодарский край                | 9 октября                                          | День Темрюкского района | Установлен Законом Краснодарского края от 14.12.2006 № 1145-КЗ |
| Краснодарский край                | 9 октября                                          | День освобождения Краснодарского края и завершения битвы за Кавказ | Установлен Законом Краснодарского края от 26.12.2014 № 3091-КЗ |
| Краснодарский край                | 9 октября                                          | День освобождения Темрюкского района | Установлен Законом Краснодарского края от 26.12.2014 № 3091-КЗ |
| Краснодарский край                | Вторая суббота октября                             | День станицы Тбилисской и Тбилисского района | Установлен Законом Краснодарского края от 14.12.2006 № 1145-КЗ |
| Краснодарский край                | Второе воскресенье октября                         | День Красноармейского района | Установлен Законом Краснодарского края от 14.12.2006 № 1145-КЗ |
| Краснодарский край                | 14 октября                                         | День основания станицы Кавказской | Установлен Законом Краснодарского края от 26.12.2014 № 3091-КЗ |
| Краснодарский край                | 14 октября                                         | День образования Кубанского казачьего войска | Отмечается по старшинству Хоперского полка (1696 год) в ближайшее к дате праздника воскресенье. Установлен Законом Краснодарского края от 14.12.2006 № 1145-КЗ |
| Краснодарский край                | 20 октября                                         | День образования Кавказского района | Установлен Законом Краснодарского края от 26.12.2014 № 3091-КЗ |
| Краснодарский край                | Третья суббота октября                             | День кубанского казачества | Установлен Законом Краснодарского края от 14.12.2006 № 1145-КЗ |
| Краснодарский край                | 23 октября                                         | День основания станицы Старощербиновской Щербиновского района | Установлен Законом Краснодарского края от 26.12.2014 № 3091-КЗ |
| Краснодарский край                | Последняя суббота октября                          | День Тимашевского района | Установлен Законом Краснодарского края от 14.12.2006 № 1145-КЗ |
| Краснодарский край                | Последняя суббота октября                          | Праздник урожая | Установлен Законом Краснодарского края от 19.07.2018 № 3837-КЗ |
| Краснодарский край                | 20 ноября                                          | День избирательной системы Краснодарского края | Установлен Законом Краснодарского края от 23.06.2017 № 3637-КЗ |
| Краснодарский край                | 27 ноября                                          | День работников ветеринарной службы Краснодарского края | Установлен Законом Краснодарского края от 14.12.2006 № 1145-КЗ |
| Краснодарский край                | Первое воскресенье декабря                         | День аудитора и бухгалтера Краснодарского края | Установлен Законом Краснодарского края от 14.12.2006 № 1145-КЗ |
| Краснодарский край                | 15 декабря                                         | День присвоения Анапе статуса «Портовый город Анапа» | Установлен Законом Краснодарского края от 14.12.2006 № 1145-КЗ |
| Краснодарский край                | 20 декабря                                         | День освобождения Туапсинского района (завершение Туапсинской оборонительной операции) | Установлен Законом Краснодарского края от 26.12.2014 № 3091-КЗ |
| Краснодарский край                | 25 декабря — 10 января                             | Дни Новогодней ёлки | Установлен Законом Краснодарского края от 14.12.2006 № 1145-КЗ |
| Краснодарский край                | 28 декабря                                         | День образования Ленинградского района | Установлен Законом Краснодарского края от 26.12.2014 № 3091-КЗ |
| Краснодарский край                | 30 декабря                                         | День Щербиновского района | Установлен Законом Краснодарского края от 14.12.2006 № 1145-КЗ |
| Краснодарский край                | 31 декабря                                         | День образования Выселковского, Гулькевичского, Красноармейского, Крыловского, Тбилисского и Щербиновского районов | Установлен Законом Краснодарского края от 26.12.2014 № 3091-КЗ |
| Крым                              | 20 января                                          | День Республики Крым | Установлен Законом Республики Крым от 29.12.2014 № 55-ЗРК/2014 |
| Крым                              | 16 марта                                           | День Общекрымского референдума 2014 года | Установлен Законом Республики Крым от 07.04.2020 № 62-ЗРК/2020 |
| Крым                              | 18 марта                                           | День воссоединения Крыма с Россией | 18 марта 2014 года Республика Крым и г. Севастополь вошли в состав Российской Федерации. Установлен Законом Республики Крым от 29.12.2014 № 55-ЗРК/2014 |
| Крым                              | 8 апреля                                           | День начала Крымской наступательной операции 1944 года по освобождению Крыма от фашистских захватчиков | Установлен Законом Республики Крым от 07.04.2020 № 62-ЗРК/2020 |
| Крым                              | 11 апреля                                          | День Конституции Республики Крым | Установлен Законом Республики Крым от 29.12.2014 № 55-ЗРК/2014 |
| Крым                              | Переходящий праздник                               | Светлое Христово Воскресение | Нерабочим днем является понедельник после Пасхи. Установлен Законом Республики Крым от 29.12.2014 № 55-ЗРК/2014 |
| Крым                              | 18 мая                                             | День памяти жертв депортации | Установлен Законом Республики Крым от 07.04.2020 № 62-ЗРК/2020 |
| Крым                              | Переходящий праздник                               | Ораза-Байрам | Исламский праздник, отмечаемый в честь окончания поста в месяц Рамадан. Отмечается в первый день месяца Шавваль. Установлен Законом Республики Крым от 29.12.2014 № 55-ЗРК/2014 |
| Крым                              | Переходящий праздник                               | День Святой Троицы | Нерабочим днем является понедельник после Троицы. Установлен Законом Республики Крым от 29.12.2014 № 55-ЗРК/2014 |
| Крым                              | 10 июля                                            | День освобождения Крымского полуострова от османского владычества в ходе Крымского похода русской армии под командованием В. М. Долгорукова в 1771 году | Установлен Законом Республики Крым от 07.04.2020 № 62-ЗРК/2020 |
| Крым                              | Переходящий праздник                               | Курбан-Байрам | Исламский праздник окончания хаджа, отмечаемый через 70 дней после праздника Ураза-байрам, в 10-й день месяца Зуль-хиджа в память жертвоприношения Ибрахима, считающегося в исламе пророком. Установлен Законом Республики Крым от 29.12.2014 № 55-ЗРК/2014 |
| Крым                              | 9 сентября                                         | День памяти воинов, павших в Крымской войне 1853—1856 годов | Установлен Законом Республики Крым от 07.04.2020 № 62-ЗРК/2020 |
| Крым                              | 24 сентября                                        | День Государственного герба и Государственного флага Республики Крым | Установлен Законом Республики Крым от 03.03.2015 № 80-ЗРК/2015 |
| Крым                              | 11 декабря                                         | День памяти крымчаков и евреев Крыма - жертв нацизма | Установлен Законом Республики Крым от 07.04.2020 № 62-ЗРК/2020 |
| Ленинградская область             | 18 января                                          | День прорыва фашистской блокады Ленинграда | Установлен Законом Ленинградской области от 27.03.2015 № 22-оз |
| Ленинградская область             | 19 января                                          | День памяти героических защитников Ораниенбаумского плацдарма | Установлен Законом Ленинградской области от 27.03.2015 № 22-оз |
| Ленинградская область             | 21 января                                          | День освобождения поселка Мга от немецко-фашистских захватчиков | Установлен Законом Ленинградской области от 27.03.2015 № 22-оз |
| Ленинградская область             | 26 января                                          | День освобождения города Гатчины от немецко-фашистских захватчиков в ходе Красносельско-Ропшинской операции | Установлен Законом Ленинградской области от 27.03.2015 № 22-оз |
| Ленинградская область             | 27 января                                          | День полного освобождения Ленинграда от фашистской блокады | Установлен Законом Ленинградской области от 06.11.2020 № 125-оз |
| Ленинградская область             | 28 января                                          | День освобождения города Тосно и Тосненского района от немецко-фашистских захватчиков | Установлен Законом Ленинградской области от 27.03.2015 № 22-оз |
| Ленинградская область             | 1 февраля                                          | День освобождения города Кингисеппа от немецко-фашистских захватчиков | Установлен Законом Ленинградской области от 27.03.2015 № 22-оз |
| Ленинградская область             | 2 февраля                                          | День освобождения рабочего поселка Сланцы и Сланцевского района от немецко-фашистских захватчиков | Установлен Законом Ленинградской области от 27.03.2015 № 22-оз |
| Ленинградская область             | 17 февраля                                         | День памяти героических защитников Невского пятачка | Установлен Законом Ленинградской области от 27.03.2015 № 22-оз |
| Ленинградская область             | 20 марта                                           | День парламентаризма Ленинградской области | День образования Законодательного собрания Ленинградской области. Установлен Законом Ленинградской области от 06.11.2020 № 125-оз |
| Ленинградская область             | 29 марта                                           | День партизанской славы | Установлен Законом Ленинградской области от 27.03.2015 № 22-оз |
| Ленинградская область             | 5 мая                                              | День городов воинской славы | Установлен Законом Ленинградской области от 27.03.2015 № 22-оз |
| Ленинградская область             | 13 мая                                             | День рождения композитора Исаака Иосифовича Шварца | Установлен Законом Ленинградской области от 27.03.2015 № 22-оз |
| Ленинградская область             | 28 мая                                             | День победы на реке Воронежка при героической обороне Ладоги | Установлен Законом Ленинградской области от 27.03.2015 № 22-оз |
| Ленинградская область             | 21 июня                                            | День Свирской победы | Установлен Законом Ленинградской области от 27.03.2015 № 22-оз |
| Ленинградская область             | 23 июня                                            | День освобождения рабочего поселка Подпорожье и Подпорожского района от вражеской оккупации | Установлен Законом Ленинградской области от 27.03.2015 № 22-оз |
| Ленинградская область             | 28 июня                                            | День образования Аварийно-спасательной службы Ленинградской области | Установлен Законом Ленинградской области от 06.11.2020 № 125-оз |
| Ленинградская область             | 9 июля                                             | День памяти Тихвинской иконы Божией Матери | Установлен Законом Ленинградской области от 27.03.2015 № 22-оз |
| Ленинградская область             | 10 июля                                            | День памяти героических защитников Лужского рубежа | Установлен Законом Ленинградской области от 27.03.2015 № 22-оз |
| Ленинградская область             | 1 августа                                          | День образования Ленинградской области | Установлен Законом Ленинградской области от 06.11.2020 № 125-оз |
| Ленинградская область             | 15 августа                                         | День Старой Ладоги — первой столицы Руси | Установлен Законом Ленинградской области от 27.03.2015 № 22-оз |
| Ленинградская область             | 19 августа                                         | День памяти подвига воинов роты тяжелых танков З. Г. Колобанова в сражении при обороне Ленинграда | Установлен Законом Ленинградской области от 27.03.2015 № 22-оз |
| Ленинградская область             | Последнее воскресенье августа                      | День садовода (праздник урожая) | Установлен Законом Ленинградской области от 06.11.2020 № 125-оз |
| Ленинградская область             | 8 сентября                                         | День начала героической обороны Ленинграда во время фашистской блокады | Установлен Законом Ленинградской области от 27.03.2015 № 22-оз |
| Ленинградская область             | 27 октября                                         | День принятия Устава Ленинградской области | Установлен Законом Ленинградской области от 06.11.2020 № 125-оз |
| Ленинградская область             | 29 октября                                         | День памяти сожженных немецко-фашистскими оккупантами деревень Ленинградской области | Установлен Законом Ленинградской области от 27.03.2015 № 22-оз |
| Ленинградская область             | 19 ноября                                          | День профсоюзного работника Ленинградской области | Установлен Законом Ленинградской области от 06.11.2020 № 125-оз |
| Ленинградская область             | 22 ноября                                          | День открытия Дороги жизни | Установлен Законом Ленинградской области от 27.03.2015 № 22-оз |
| Ленинградская область             | 9 декабря                                          | День герба, флага и гимна Ленинградской области | Установлен Законом Ленинградской области от 06.11.2020 № 125-оз |
| Магаданская область               | Первое воскресенье апреля                          | Проводы северной зимы | Установлен Решением Магаданской городской Думы от 28.12.2001 № 85-Д |
| Магаданская область               | Второе воскресенье мая                             | День отца | Установлен Постановлением Магаданской областной Думы от 26.04.2001 № 626 |
| Магаданская область               | Первая суббота после 27 июня                       | Белые ночи | Установлен Решением Магаданской городской Думы от 28.12.2001 № 85-Д |
| Магаданская область               | Третья суббота июля                                | День города Магадана | Установлен Решением Магаданской городской Думы от 01.07.1999 № 49-Д |
| Магаданская область               | Первая суббота ноября                              | День работников культуры города Магадана | Установлен Решением Магаданской городской Думы от 25.11.2003 № 104-Д |
| Марий Эл                          | 4 ноября                                           | День республики Марий Эл | Праздник установлен в честь образования Марийской автономной области в 1921 году. 4 ноября — день подписания В. И. Лениным и М. И. Калининым декрета «Об образовании автономной области марийского народа». |
| Московская область                | 22 января                                          | День освобождения Московской области от фашистских захватчиков | Установлен Законом Московской области от 03.10.2017 № 161/2017-ОЗ |
| Московская область                | 17 февраля                                         | День памяти новомучеников Подмосковных | Установлен Законом Московской области от 03.10.2017 № 161/2017-ОЗ |
| Московская область                | 17 марта                                           | День основания Московского княжества (День краеведения) | Установлен Законом Московской области от 03.10.2017 № 161/2017-ОЗ |
| Московская область                | Третья суббота апреля                              | Праздник труда Подмосковья (Подмосковный субботник) | Установлен Законом Московской области от 03.10.2017 № 161/2017-ОЗ |
| Московская область                | Третья суббота апреля                              | Дни исторического и культурного наследия Московской области (Дни подмосковной усадьбы) | Установлен Законом Московской области от 03.10.2017 № 161/2017-ОЗ |
| Московская область                | Третья суббота мая                                 | Дни исторического и культурного наследия Московской области (Дни подмосковной усадьбы) | Установлен Законом Московской области от 03.10.2017 № 161/2017-ОЗ |
| Московская область                | 6 мая                                              | День воинской доблести Подмосковья | Установлен Законом Московской области от 03.10.2017 № 161/2017-ОЗ |
| Московская область                | 19 мая                                             | День первой футбольной команды | Установлен Законом Московской области от 03.10.2017 № 161/2017-ОЗ |
| Московская область                | 20 мая                                             | День здорового образа жизни Подмосковья | Установлен Законом Московской области от 03.10.2017 № 161/2017-ОЗ |
| Московская область                | 29 июня                                            | День первого русского корабля «Орел» | Установлен Законом Московской области от 03.10.2017 № 161/2017-ОЗ |
| Московская область                | 6 июля                                             | День памяти народного ополчения | Установлен Законом Московской области от 03.10.2017 № 161/2017-ОЗ |
| Московская область                | 17—18 июля                                         | Дни древнерусской культуры | Установлен Законом Московской области от 03.10.2017 № 161/2017-ОЗ |
| Московская область                | Последняя суббота июля                             | День битвы при Молодях | Установлен Законом Московской области от 03.10.2017 № 161/2017-ОЗ |
| Московская область                | 24 августа                                         | День народной игрушки | Установлен Законом Московской области от 03.10.2017 № 161/2017-ОЗ |
| Московская область                | Вторая суббота сентября                            | День открытия первого многофункционального центра предоставления государственных и муниципальных услуг на территории Московской области | Установлен Законом Московской области от 20.11.2019 № 237/2019-ОЗ |
| Московская область                | Третья суббота сентября                            | День лесов Подмосковья | Установлен Законом Московской области от 03.10.2017 № 161/2017-ОЗ |
| Московская область                | Четвёртая суббота сентября                         | День урожая Подмосковья | Установлен Законом Московской области от 03.10.2017 № 161/2017-ОЗ |
| Московская область                | Первое воскресенье октября                         | День Московской области | Установлен Законом Московской области от 03.10.2017 № 161/2017-ОЗ |
| Московская область                | 4 октября                                          | День промышленности и науки Подмосковья | День запуска первого искусственного спутника Земли (1957 год). Установлен Законом Московской области от 03.10.2017 № 161/2017-ОЗ |
| Московская область                | 5 октября                                          | День памяти Подольских курсантов | Установлен Законом Московской области от 17.04.2019 № 52/2019-ОЗ |
| Московская область                | 8 октября                                          | День памяти Преподобного Сергия Радонежского | Установлен Законом Московской области от 03.10.2017 № 161/2017-ОЗ |
| Московская область                | 15 октября                                         | День мецената и дарителя Подмосковья | Установлен Законом Московской области от 03.10.2017 № 161/2017-ОЗ |
| Московская область                | 29 октября                                         | День добровольца (волонтёра) Подмосковья | Установлен Законом Московской области от 03.10.2017 № 161/2017-ОЗ |
| Московская область                | 16 ноября                                          | День памяти подвига героев-панфиловцев | Установлен Законом Московской области от 03.10.2017 № 161/2017-ОЗ |
| Московская область                | Третья суббота ноября                              | День поисковика Подмосковья | Установлен Законом Московской области от 03.10.2017 № 161/2017-ОЗ |
| Московская область                | 29 ноября                                          | День юного героя | Установлен Законом Московской области от 03.10.2017 № 161/2017-ОЗ |
| Московская область                | 2 декабря                                          | День памяти святителя Филарета Московского и Коломенского | Установлен Законом Московской области от 03.10.2017 № 161/2017-ОЗ |
| Московская область                | 16 декабря                                         | День рождения «Катюши» | Установлен Законом Московской области от 03.10.2017 № 161/2017-ОЗ |
| Московская область                | 29 декабря                                         | День народных художественных промыслов Подмосковья | Установлен Законом Московской области от 03.10.2017 № 161/2017-ОЗ |
| Ненецкий автономный округ         | 5 февраля                                          | День образования Шоинского сельсовета | Установлен Законом Ненецкого АО от 12.07.2019 № 113-ОЗ |
| Ненецкий автономный округ         | 12 февраля                                         | День образования Хорей-Верского сельсовета | Установлен Законом Ненецкого АО от 12.07.2019 № 113-ОЗ |
| Ненецкий автономный округ         | 29 февраля                                         | Праздник День Холода (День Арктики) | Установлен Законом Ненецкого АО от 19.02.2020 № 161-ОЗ |
| Ненецкий автономный округ         | 10 марта                                           | День образования города Нарьян-Мара | Установлен Законом Ненецкого АО от 12.07.2019 № 113-ОЗ |
| Ненецкий автономный округ         | 18 марта                                           | Основание интегральной потребкооперации в Ненецком автономном округе | Установлен Законом Ненецкого АО от 12.07.2019 № 113-ОЗ |
| Ненецкий автономный округ         | 20 марта                                           | День образования рабочего поселка Искателей | Установлен Законом Ненецкого АО от 12.07.2019 № 113-ОЗ |
| Ненецкий автономный округ         | Третья суббота марта                               | Праздник-фестиваль Сямянхат Мерета (Самый быстрый) | Установлен Законом Ненецкого АО от 12.07.2019 № 113-ОЗ |
| Ненецкий автономный округ         | 4 апреля                                           | День образования муниципального района «Заполярный район» Ненецкого автономного округа | Установлен Законом Ненецкого АО от 12.07.2019 № 113-ОЗ |
| Ненецкий автономный округ         | 10 мая                                             | Утверждение императором Николаем II Устава Товарищества лесопильного завода «Стелла Поларе», на базе которого в дальнейшем был организован Печорский лесозавод | Нарьян-Марский лесозавод, прекративший деятельность в 2010 году. Установлен Законом Ненецкого АО от 12.07.2019 № 113-ОЗ |
| Ненецкий автономный округ         | 20 мая                                             | Образование первого ненецкого оленеводческого колхоза (ПНОК), колхоза им. И. П. Выучейского | Установлен Законом Ненецкого АО от 12.07.2019 № 113-ОЗ |
| Ненецкий автономный округ         | 1 июня                                             | День образования Коткинского сельсовета | Установлен Законом Ненецкого АО от 12.07.2019 № 113-ОЗ |
| Ненецкий автономный округ         | 1 июля                                             | День ветеранов боевых действий, участников локальных войн и вооруженных конфликтов | Праздник установлен в целях признания заслуг жителей Ненецкого АО по защите Отечества, принимавших участие в боевых действиях, локальных войнах и вооруженных конфликтах на территории СССР, на территории Российской Федерации и территориях других государств после 1945 года. Установлен Законом Ненецкого АО от 25.12.2019 № 149-ОЗ |
| Ненецкий автономный округ         | 6 июля                                             | Создание Ненецкой геологоразведочной экспедиции с базированием в городе Нарьян-Маре | Установлен Законом Ненецкого АО от 12.07.2019 № 113-ОЗ |
| Ненецкий автономный округ         | 9 июля                                             | День основания поселка Амдерма | Установлен Законом Ненецкого АО от 12.07.2019 № 113-ОЗ |
| Ненецкий автономный округ         | 15 июля                                            | День образования Ненецкого автономного округа | Постановлением Президиума ВЦИК от 15 июля 1929 года «О составе округов и районов Северного края и их центрах» из состава автономной области Коми и Архангельского округа была выделена тундровая полоса и образован Ненецкий национальный округ — первый на Крайнем Севере и второй в стране после Коми-Пермяцкого, с 1977 года — Ненецкий автономный округ. Установлен Законом Ненецкого АО от 12.07.2019 № 113-ОЗ |
| Ненецкий автономный округ         | 25 июля                                            | День образования Юшарского сельсовета | Установлен Законом Ненецкого АО от 12.07.2019 № 113-ОЗ |
| Ненецкий автономный округ         | 2 августа                                          | Традиционный праздник День оленя | Установлен Законом Ненецкого АО от 12.07.2019 № 113-ОЗ |
| Ненецкий автономный округ         | Последняя суббота августа                          | День образования поселка Харута | Установлен Законом Ненецкого АО от 12.07.2019 № 113-ОЗ |
| Ненецкий автономный округ         | 1 сентября                                         | Основание самоедской школы в селе Тельвиска | Установлен Законом Ненецкого АО от 12.07.2019 № 113-ОЗ |
| Ненецкий автономный округ         | 6 сентября                                         | Открытие Ненецкого краеведческого музея | Установлен Законом Ненецкого АО от 12.07.2019 № 113-ОЗ |
| Ненецкий автономный округ         | Третье воскресенье сентября                        | День Пустозерска | Праздник установлен в честь основания в 1499 году воеводами Ивана III первого русского заполярного города Пустозерска, сыгравшего большую историческую роль в развитии северных территорий России. Установлен Законом Ненецкого АО от 12.07.2019 № 113-ОЗ |
| Ненецкий автономный округ         | 26 сентября                                        | День Устава Ненецкого автономного округа | Установлен Законом Ненецкого АО от 12.07.2019 № 113-ОЗ |
| Ненецкий автономный округ         | 30 сентября                                        | Формирование Нарьян-Марского авиаотряда | Установлен Законом Ненецкого АО от 12.07.2019 № 113-ОЗ |
| Ненецкий автономный округ         | 14 октября                                         | День официальных символов Ненецкого автономного округа | Установлен Законом Ненецкого АО от 12.07.2019 № 113-ОЗ |
| Ненецкий автономный округ         | 27 октября                                         | Открытие в городе Нарьян-Маре Печорского морского торгового порта | Установлен Законом Ненецкого АО от 12.07.2019 № 113-ОЗ |
| Ненецкий автономный округ         | 7 ноября                                           | Выход в свет первого номера газеты «Няръяна вындер» («Красный тундровик») | Установлен Законом Ненецкого АО от 12.07.2019 № 113-ОЗ |
| Ненецкий автономный округ         | 7 ноября                                           | Открытие педагогического училища в селе Оксино | Установлен Законом Ненецкого АО от 12.07.2019 № 113-ОЗ |
| Ненецкий автономный округ         | 20 ноября                                          | День памяти участников оленно-транспортных батальонов в Великой Отечественной войне | Праздник установлен в целях увековечения памяти жителей Ненецкого АО, сражавшихся на фронтах Великой Отечественной войны в составе оленно-транспортных батальонов, внесших значительный вклад в Победу над фашизмом. Установлен Законом Ненецкого АО от 12.07.2019 № 113-ОЗ |
| Ненецкий автономный округ         | 23 ноября                                          | День образования Тельвисочного сельсовета | Установлен Законом Ненецкого АО от 12.07.2019 № 113-ОЗ |
| Ненецкий автономный округ         | 25 декабря                                         | День образования Пустозерского (Оксинского) сельсовета | Установлен Законом Ненецкого АО от 12.07.2019 № 113-ОЗ |
| Новгородская область              | 20 января                                          | День освобождения города Новгорода от немецко-фашистских захватчиков | Установлен Областным законом Новгородской области от 02.06.2014 № 553-ОЗ |
| Новгородская область              | 29 января                                          | День подвига группового солдатского самопожертвования Героев Советского Союза Герасименко И. С., Красилова А. С., Черемнова Л. А. в годы Великой Отечественной войны | Установлен Областным законом Новгородской области от 02.06.2014 № 553-ОЗ |
| Новгородская область              | 29 января                                          | День освобождения города Чудово от немецко-фашистских захватчиков | Установлен Областным законом Новгородской области от 02.06.2014 № 553-ОЗ |
| Новгородская область              | 9 февраля                                          | День освобождения поселка Парфино от немецко-фашистских захватчиков | Установлен Областным законом Новгородской области от 02.06.2014 № 553-ОЗ |
| Новгородская область              | 12 февраля                                         | День освобождения поселка Батецкий от немецко-фашистских захватчиков | Установлен Областным законом Новгородской области от 02.06.2014 № 553-ОЗ |
| Новгородская область              | 16 февраля                                         | День награждения Новгородской области орденом Ленина | Установлен Областным законом Новгородской области от 02.06.2014 № 553-ОЗ |
| Новгородская область              | 16 февраля                                         | День награждения города Старая Русса орденом Отечественной войны I степени | Установлен Областным законом Новгородской области от 02.06.2014 № 553-ОЗ |
| Новгородская область              | 18 февраля                                         | День Раковорской битвы | Установлен Областным законом Новгородской области от 02.06.2014 № 553-ОЗ |
| Новгородская область              | 18 февраля                                         | День начала Холмско-Торопецкой операции | Установлен Областным законом Новгородской области от 02.06.2014 № 553-ОЗ |
| Новгородская область              | 18 февраля                                         | День освобождения города Старая Русса, поселка Шимск от немецко-фашистских захватчиков | Установлен Областным законом Новгородской области от 02.06.2014 № 553-ОЗ |
| Новгородская область              | 21 февраля                                         | День освобождения поселка Волот, поселка Демянск, села Поддорье, города Сольцы, города Холм от немецко-фашистских захватчиков | Установлен Областным законом Новгородской области от 02.06.2014 № 553-ОЗ |
| Новгородская область              | 5 марта                                            | День отправления продовольственного обоза для жителей блокадного Ленинграда из Партизанского края | Установлен Областным законом Новгородской области от 02.06.2014 № 553-ОЗ |
| Новгородская область              | 28 марта                                           | День памяти всемирно известного композитора, дирижёра, пианиста Рахманинова С. В., уроженца Новгородской земли | Установлен Областным законом Новгородской области от 02.06.2014 № 553-ОЗ |
| Новгородская область              | 6 апреля                                           | День присвоения городу Старая Русса почетного звания «Город воинской славы» | Установлен Областным законом Новгородской области от 27.05.2016 № 970-ОЗ |
| Новгородская область              | 21 апреля                                          | День памяти выдающегося русского государственного и военного деятеля Аракчеева А. А., пользовавшегося огромным доверием Александра I | Установлен Областным законом Новгородской области от 02.06.2014 № 553-ОЗ |
| Новгородская область              | 6 мая                                              | День памяти великого русского полководца, военачальника, генералиссимуса Суворова А. В. | Установлен Областным законом Новгородской области от 02.06.2014 № 553-ОЗ |
| Новгородская область              | 10 мая                                             | День сражения Новгородского ополчения за освобождение города Москвы под руководством М. В. Скопина-Шуйского | Установлен Областным законом Новгородской области от 02.06.2014 № 553-ОЗ |
| Новгородская область              | 23 июня                                            | День награждения города Новгорода орденом Трудового Красного Знамени | Установлен Областным законом Новгородской области от 02.06.2014 № 553-ОЗ |
| Новгородская область              | 1 июля                                             | День формирования подполья в Новгородской области в годы Великой Отечественной войны | Установлен Областным законом Новгородской области от 02.06.2014 № 553-ОЗ |
| Новгородская область              | 2 июля                                             | День присвоения городу Боровичи почетного звания «Город трудовой доблести» | Установлен Областным законом Новгородской области от 28.09.2020 N 613-ОЗ |
| Новгородская область              | 5 июля                                             | День образования Новгородской области | Установлен Областным законом Новгородской области от 02.06.2014 № 553-ОЗ |
| Новгородская область              | 8 июля                                             | День памяти русского поэта и первого министра юстиции Державина Г. Р. | Установлен Областным законом Новгородской области от 02.06.2014 № 553-ОЗ |
| Новгородская область              | 14 июля                                            | День осуществления первого советского контрудара в Великой Отечественной войне в районе города Сольцы | Установлен Областным законом Новгородской области от 02.06.2014 № 553-ОЗ |
| Новгородская область              | 15 июля                                            | День Невской битвы | Установлен Областным законом Новгородской области от 02.06.2014 № 553-ОЗ |
| Новгородская область              | 26 июля                                            | День нахождения первой берестяной грамоты | Установлен Областным законом Новгородской области от 02.06.2014 № 553-ОЗ |
| Новгородская область              | 1 августа                                          | День начала основания Партизанского края в тылу врага в период Великой Отечественной войны | Установлен Областным законом Новгородской области от 02.06.2014 № 553-ОЗ |
| Новгородская область              | 24 августа                                         | День подвига самопожертвования в годы Великой Отечественной войны в бою на Новгородской земле Героя Советского Союза Панкратова А. К. | Установлен Областным законом Новгородской области от 02.06.2014 № 553-ОЗ |
| Новгородская область              | 29 августа                                         | День битвы Новгородского ополчения у Пицкендорфа | Установлен Областным законом Новгородской области от 02.06.2014 № 553-ОЗ |
| Новгородская область              | 21—23 сентября                                     | Дни зарождения Русской государственности | Установлен Областным законом Новгородской области от 02.06.2014 № 553-ОЗ |
| Новгородская область              | 11 октября                                         | День профсоюзов Новгородской области | Установлен Областным законом Новгородской области от 04.05.2016 № 958-ОЗ |
| Новгородская область              | 17 октября                                         | День битвы полков 22-й пехотной дивизии за Новгородскую сопку в Русско-японской войне | Установлен Областным законом Новгородской области от 02.06.2014 № 553-ОЗ |
| Новгородская область              | 28 октября                                         | День присвоения городу Великий Новгород почетного звания «Город воинской славы» | Установлен Областным законом Новгородской области от 02.06.2014 № 553-ОЗ |
| Новгородская область              | 20 ноября                                          | День освобождения города Малая Вишера от немецко-фашистских захватчиков | Установлен Областным законом Новгородской области от 02.06.2014 № 553-ОЗ |
| Новгородская область              | 22 ноября                                          | День подвига офицеров и солдат лейб-гвардии Драгунского полка в Новачинском бою | Установлен Областным законом Новгородской области от 02.06.2014 № 553-ОЗ |
| Оренбургская область              | Первая суббота февраля                             | День родной школы | Установлен Законом Оренбургской области от 01.07.2015 № 3247/892-V-ОЗ |
| Оренбургская область              | 6 мая                                              | День основания Оренбургского казачьего войска (День Георгия Победоносца) | Установлен Законом Оренбургской области от 07.05.2013 № 1443/426-V-ОЗ |
| Оренбургская область              | Третья суббота мая                                 | День детства в Оренбургской области | Установлен Законом Оренбургской области от 07.05.2013 № 1443/426-V-ОЗ |
| Оренбургская область              | Последняя суббота мая                              | День степи Оренбургской области | Установлен Законом Оренбургской области от 31.10.2014 № 2581/739-V-ОЗ |
| Оренбургская область              | Второе воскресенье июня                            | День фермера Оренбургской области | Установлен Законом Оренбургской области от 03.11.2017 № 590/150-VI-ОЗ |
| Оренбургская область              | 15 сентября                                        | День образования архивной службы Оренбургской области | Установлен Законом Оренбургской области от 24.09.2019 № 1772/461-VI-ОЗ |
| Оренбургская область              | Последняя суббота сентября                         | День реки Урал | Установлен Законом Оренбургской области от 05.03.2018 № 834/209-VI-ОЗ |
| Оренбургская область              | 7 декабря                                          | День образования Оренбургской области | Установлен Законом Оренбургской области от 07.05.2013 № 1443/426-V-ОЗ |
| Оренбургская область              | 22 декабря                                         | День образования объединения профсоюзов в Оренбургской области | Установлен Законом Оренбургской области от 23.12.2013 № 2076/587-V-ОЗ |
| Оренбургская область              | 23 декабря                                         | День герба и флага Оренбургской области | Установлен Законом Оренбургской области от 07.05.2013 № 1443/426-V-ОЗ |
| Пензенская область                | Переходящий праздник                               | Единый день поминовения усопших | День первого после Пасхи общецерковного поминовения усопших в народной традиции восточных славян. Отмечается во вторник после Фомина воскресенья, на второй неделе после Пасхи Установлен Законом Пензенской области от 10.04.2015 № 2700-ЗПО |
| Пермский край                     | 18 ноября                                          | День профсоюзного активиста в Пермском крае | Установлен Указом Губернатора Пермского края от 20.05.2013 № 57 |
| Пермский край                     | Первое воскресенье декабря                         | День Пермского края | Установлен Уставом Пермского края от 27.04.2007 № 32-ПК |
| Приморский край                   | 4 января                                           | День Ольгинского, Партизанского, Шкотовского муниципальных районов | Установлен Законом Приморского края от 29.04.2019 № 500-КЗ |
| Приморский край                   | 21 января                                          | День герба и флага Приморского края | Установлен Законом Приморского края от 29.04.2019 № 500-КЗ |
| Приморский край                   | 25 января                                          | День Хорольского муниципального района | Установлен Законом Приморского края от 29.04.2019 № 500-КЗ |
| Приморский край                   | 4 марта                                            | День Лазовского муниципального района | Установлен Законом Приморского края от 29.04.2019 № 500-КЗ |
| Приморский край                   | 23 марта                                           | День Анучинского, Кировского, Красноармейского, Чугуевского муниципальных районов | Установлен Законом Приморского края от 29.04.2019 № 500-КЗ |
| Приморский край                   | 9 апреля                                           | День Надеждинского муниципального района | Установлен Законом Приморского края от 29.04.2019 № 500-КЗ |
| Приморский край                   | Последняя пятница апреля                           | День Спасского муниципального района | Установлен Законом Приморского края от 29.04.2019 № 500-КЗ |
| Приморский край                   | 18 мая                                             | День города Находки | Установлен Законом Приморского края от 29.04.2019 № 500-КЗ |
| Приморский край                   | 19 мая                                             | День Тернейского муниципального района | Установлен Законом Приморского края от 29.04.2019 № 500-КЗ |
| Приморский край                   | 19 мая                                             | День закладки восточного участка Транссибирской магистрали | Установлен Законом Приморского края от 29.04.2019 № 500-КЗ |
| Приморский край                   | 3 июня                                             | День Кавалеровского муниципального района | Установлен Законом Приморского края от 29.04.2019 № 500-КЗ |
| Приморский край                   | Первое воскресенье июня                            | День города Лесозаводска | Установлен Законом Приморского края от 29.04.2019 № 500-КЗ |
| Приморский край                   | 12 июня                                            | День города Дальнереченска | Установлен Законом Приморского края от 29.04.2019 № 500-КЗ |
| Приморский край                   | 12 июня                                            | День Пограничного муниципального района | Установлен Законом Приморского края от 29.04.2019 № 500-КЗ |
| Приморский край                   | 26 июня                                            | День учреждения Уссурийского казачьего войска | Установлен Законом Приморского края от 29.04.2019 № 500-КЗ |
| Приморский край                   | Первое воскресенье июля                            | День города Владивостока | Установлен Законом Приморского края от 29.04.2019 № 500-КЗ |
| Приморский край                   | Первое воскресенье июля                            | День Ханкайского муниципального района | Установлен Законом Приморского края от 29.04.2019 № 500-КЗ |
| Приморский край                   | 6 августа                                          | День Хасанского муниципального района | Установлен Законом Приморского края от 29.04.2019 № 500-КЗ |
| Приморский край                   | 11 августа                                         | День памяти Хасанских событий | Установлен Законом Приморского края от 29.04.2019 № 500-КЗ |
| Приморский край                   | 22 августа                                         | День Дальнереченского муниципального района | Установлен Законом Приморского края от 29.04.2019 № 500-КЗ |
| Приморский край                   | 30 августа                                         | День провозглашения города Владивостока крепостью | Установлен Законом Приморского края от 29.04.2019 № 500-КЗ |
| Приморский край                   | Последнее воскресенье августа                      | День города Артема | Установлен Законом Приморского края от 29.04.2019 № 500-КЗ |
| Приморский край                   | Последнее воскресенье августа                      | День города Партизанска | Установлен Законом Приморского края от 29.04.2019 № 500-КЗ |
| Приморский край                   | Вторая пятница сентября                            | День Октябрьского муниципального района | Установлен Законом Приморского края от 29.04.2019 № 500-КЗ |
| Приморский край                   | Второе воскресенье сентября                        | День города Уссурийска | Установлен Законом Приморского края от 29.04.2019 № 500-КЗ |
| Приморский край                   | Второе воскресенье сентября                        | День садовода и огородника | Установлен Законом Приморского края от 07.06.2012 № 54-КЗ |
| Приморский край                   | 14 сентября                                        | День Пожарского муниципального района | Установлен Законом Приморского края от 29.04.2019 № 500-КЗ |
| Приморский край                   | Третья суббота сентября                            | День работника культуры | Установлен Постановлением Губернатора Приморского края от 16.12.1999 № 565 |
| Приморский край                   | Третье воскресенье сентября                        | День Михайловского муниципального района | Установлен Законом Приморского края от 29.04.2019 № 500-КЗ |
| Приморский край                   | 21 сентября                                        | День города Арсеньева | Установлен Законом Приморского края от 29.04.2019 № 500-КЗ |
| Приморский край                   | 22 сентября                                        | День города Большого Камня | Установлен Законом Приморского края от 29.04.2019 № 500-КЗ |
| Приморский край                   | 22 сентября                                        | День города Дальнегорска | Установлен Законом Приморского края от 29.04.2019 № 500-КЗ |
| Приморский край                   | Последняя суббота сентября                         | День города Спасска-Дальнего | Установлен Законом Приморского края от 29.04.2019 № 500-КЗ |
| Приморский край                   | Последнее воскресенье сентября                     | День Яковлевского муниципального района | Установлен Законом Приморского края от 29.04.2019 № 500-КЗ |
| Приморский край                   | Первое воскресенье октября                         | День города Фокино | Установлен Законом Приморского края от 29.04.2019 № 500-КЗ |
| Приморский край                   | Первое воскресенье октября                         | День Черниговского муниципального района | Установлен Законом Приморского края от 29.04.2019 № 500-КЗ |
| Приморский край                   | 20 октября                                         | День Приморского края | Установлен Законом Приморского края от 29.04.2019 № 500-КЗ |
| Приморский край                   | 25 октября                                         | День освобождения города Владивостока от иностранной военной интервенции | Установлен Законом Приморского края от 29.04.2019 № 500-КЗ |
| Приморский край                   | 4 ноября                                           | День присвоения городу Владивостоку почетного звания Российской Федерации «Город воинской славы» | Установлен Законом Приморского края от 29.04.2019 № 500-КЗ |
| Самарская область                 | 13 января                                          | День Самарской губернии | Установлен Законом Самарской области от 10.11.2014 № 104-ГД |
| Самарская область                 | 10 февраля                                         | День памяти сотрудников органов внутренних дел Самарской области, погибших при исполнении служебных обязанностей | Установлен Законом Самарской области от 10.11.2014 № 104-ГД |
| Самарская область                 | 12 марта                                           | День открытия губернского земского собрания | Установлен Законом Самарской области от 10.11.2014 № 104-ГД |
| Самарская область                 | 18 мая                                             | День Самарского знамени | Установлен Законом Самарской области от 10.11.2014 № 104-ГД |
| Самарская область                 | 17 июля                                            | День самарской символики | Установлен Законом Самарской области от 10.11.2014 № 104-ГД |
| Самарская область                 | 19 августа                                         | День особо охраняемых природных территорий в Самарской области | Установлен Законом Самарской области от 10.11.2014 № 104-ГД |
| Самарская область                 | 12 сентября                                        | День дружбы народов | Установлен Законом Самарской области от 11.10.2017 № 99-ГД |
| Самарская область                 | 7 ноября                                           | День памяти военного парада в городе Куйбышеве 1941 года | Установлен Законом Самарской области от 10.11.2014 № 104-ГД |
| Самарская область                 | 12 ноября                                          | День профсоюзов Самарской области | Установлен Законом Самарской области от 14.06.2016 № 75-ГД |
| Санкт-Петербург                   | 14 января                                          | День Устава Санкт-Петербурга | Установлен Законом Санкт-Петербурга от 26.10.2005 № 555-78 |
| Санкт-Петербург                   | 18 января                                          | День прорыва блокады Ленинграда | Установлен Законом Санкт-Петербурга от 26.10.2005 № 555-78 |
| Санкт-Петербург                   | 27 января                                          | День полного освобождения Ленинграда от фашистской блокады | Установлен Законом Санкт-Петербурга от 26.10.2005 № 555-78 |
| Санкт-Петербург                   | 10 февраля                                         | День памяти Александра Сергеевича Пушкина | Установлен Законом Санкт-Петербурга от 26.10.2005 № 555-78 |
| Санкт-Петербург                   | 24 марта — 1 апреля                                | Неделя «Культура — детям» | Установлен Законом Санкт-Петербурга от 11.01.2011 № 723-1 |
| Санкт-Петербург                   | 29 марта                                           | День партизанской славы | Установлен Законом Санкт-Петербурга от 28.06.2018 № 412-87 |
| Санкт-Петербург                   | 18 мая                                             | День основания Кронштадта | Установлен Законом Санкт-Петербурга от 26.10.2005 № 555-78 |
| Санкт-Петербург                   | 21 мая                                             | День Ломоносова (Ораниенбаум) | Установлен Законом Санкт-Петербурга от 02.02.2009 № 13-8 |
| Санкт-Петербург                   | 25 мая                                             | Праздник последнего звонка | Установлен Законом Санкт-Петербурга от 11.01.2011 № 723-1 |
| Санкт-Петербург                   | 27 мая                                             | День города — День основания Санкт-Петербурга | Установлен Законом Санкт-Петербурга от 26.10.2005 № 555-78 |
| Санкт-Петербург                   | 5 июня                                             | День прорыва морской минной блокады Ленинграда | Установлен Законом Санкт-Петербурга от 05.02.2007 № 27-8 |
| Санкт-Петербург                   | 9 июня                                             | День рождения Петра Первого | Установлен Законом Санкт-Петербурга от 26.10.2005 № 555-78 |
| Санкт-Петербург                   | 14 июня                                            | День памяти Святого праведного Иоанна Кронштадтского | Установлен Законом Санкт-Петербурга от 10.04.2014 № 177-36 |
| Санкт-Петербург                   | 24 июня                                            | День основания Царского Села (город Пушкин) | Установлен Законом Санкт-Петербурга от 26.10.2005 № 555-78 |
| Санкт-Петербург                   | Последняя декада июня                              | Праздник выпускников петербургских школ «Алые паруса» | Установлен Законом Санкт-Петербурга от 11.01.2011 № 723-1 |
| Санкт-Петербург                   | 1 июля                                             | День реставратора | Установлен Законом Санкт-Петербурга от 06.11.2008 № 541—112 |
| Санкт-Петербург                   | 12 июля                                            | День Святых Первоверховных апостолов Петра и Павла | Установлен Законом Санкт-Петербурга от 24.01.2011 № 773-14 |
| Санкт-Петербург                   | 12 июля                                            | День Петергофа | В день святых апостолов Петра и Павла — покровителей Петергофа. Установлен Законом Санкт-Петербурга от 26.10.2005 № 555-78 |
| Санкт-Петербург                   | Последняя суббота июля                             | День Зеленогорска (Терийоки) | Установлен Законом Санкт-Петербурга от 26.10.2005 № 555-78 |
| Санкт-Петербург                   | 9 августа                                          | День окончания Ленинградской битвы | Установлен Законом Санкт-Петербурга от 19.12.2017 № 820—149 |
| Санкт-Петербург                   | 15 августа                                         | День Ладоги — первой столицы Руси, предшественника Санкт-Петербурга | Установлен Законом Санкт-Петербурга от 26.10.2005 № 555-78 |
| Санкт-Петербург                   | Последняя суббота августа                          | День садовода | Установлен Законом Санкт-Петербурга от 09.07.2014 № 427-86 |
| Санкт-Петербург                   | Первая суббота сентября                            | День Колпино | Установлен Законом Санкт-Петербурга от 26.10.2005 № 555-78 |
| Санкт-Петербург                   | 8 сентября                                         | День памяти жертв блокады | Установлен Законом Санкт-Петербурга от 26.10.2005 № 555-78 |
| Санкт-Петербург                   | 10 сентября                                        | День промышленности Санкт-Петербурга | Установлен Законом Санкт-Петербурга от 06.07.2017 № 483-87. |
| Санкт-Петербург                   | 12 сентября                                        | День перенесения мощей святого благоверного князя Александра Невского | Установлен Законом Санкт-Петербурга от 26.10.2005 № 555-78 |
| Санкт-Петербург                   | 12 сентября                                        | День Ништадтского мира | Установлен Законом Санкт-Петербурга от 26.10.2005 № 555-78 |
| Санкт-Петербург                   | Второе воскресенье сентября                        | День основания Красного Села | Установлен Законом Санкт-Петербурга от 21.09.2011 № 489-96 |
| Санкт-Петербург                   | 20 сентября                                        | День основания Сестрорецка | Установлен Законом Санкт-Петербурга от 26.10.2005 № 555-78 |
| Санкт-Петербург                   | Четвёртая суббота сентября                         | День первокурсника | Установлен Законом Санкт-Петербурга от 11.01.2011 № 723-1 |
| Санкт-Петербург                   | 2 октября                                          | День юных мастеров | Установлен Законом Санкт-Петербурга от 11.01.2011 № 723-1 |
| Санкт-Петербург                   | 30 октября                                         | День судостроителя | Установлен Законом Санкт-Петербурга от 22.05.2013 № 283-48 |
| Санкт-Петербург                   | Октябрь—ноябрь                                     | Праздник «Посвящение в школьники» | Установлен Законом Санкт-Петербурга от 11.01.2011 № 723-1 |
| Санкт-Петербург                   | 15 ноября                                          | День призывника Санкт-Петербурга | Установлен Законом Санкт-Петербурга от 29.06.2009 № 319-57 |
| Санкт-Петербург                   | 19 ноября                                          | День профсоюзного работника | Установлен Законом Санкт-Петербурга от 19.03.2018 № 132-29 |
| Санкт-Петербург                   | 22 ноября                                          | День начала работы ладожской ледовой Дороги жизни | Установлен Законом Санкт-Петербурга от 22.04.2020 № 221-53 |
| Санкт-Петербург                   | 12 декабря                                         | День основания Павловска | Установлен Законом Санкт-Петербурга от 26.10.2005 № 555-78 |
| Санкт-Петербург                   | 20 декабря — 10 января                             | Праздник новогодней елки | Установлен Законом Санкт-Петербурга от 11.01.2011 № 723-1 |
| Саратовская область               | 5 марта                                            | День Саратовской губернии | Установлен Законом Саратовской области от 30.05.2016 № 71-ЗСО |
| Саратовская область               | 11 марта                                           | День целинника | Установлен Законом Саратовской области от 30.05.2016 № 71-ЗСО |
| Саратовская область               | Переходящий праздник                               | Радоница — день особого поминовения усопших | День первого после Пасхи общецерковного поминовения усопших в народной традиции восточных славян. Отмечается во вторник после Фомина воскресенья, на второй неделе после Пасхи Установлен Законом Саратовской области от 22.03.2012 № 26-ЗСО |
| Саратовская область               | 29 июня                                            | День открытия Саратовского художественного музея им. А. Н. Радищева | Установлен Законом Саратовской области от 30.05.2016 № 71-ЗСО |
| Саратовская область               | 3 сентября                                         | День начала строительства первого в России магистрального газопровода «Саратов — Москва» | Установлен Законом Саратовской области от 30.05.2016 № 71-ЗСО |
| Саратовская область               | 8 октября                                          | День женских авиационных полков, сформированных под руководством Марины Расковой | Установлен Законом Саратовской области от 30.05.2016 № 71-ЗСО |
| Саратовская область               | 24 октября                                         | День присвоения Юрию Гагарину звания «Почетный гражданин города Саратова» | Установлен Законом Саратовской области от 30.05.2016 № 71-ЗСО |
| Саратовская область               | 5 декабря                                          | День образования Саратовской области | Установлен Законом Саратовской области от 30.05.2016 № 71-ЗСО |
| Саратовская область               | 19 декабря                                         | День открытия Саратовского университета | Установлен Законом Саратовской области от 30.05.2016 № 71-ЗСО |
| Сахалинская область               | 15 февраля                                         | День воинской доблести сахалинцев и курильчан, исполнявших воинский (служебный) долг в ходе боевых действий, вооруженных конфликтов, контртеррористических операций на территориях СССР, Российской Федерации и других государств                                                                                            | Установлен Законом Сахалинской области от 17.06.2008 № 52-ЗО |
| Сахалинская область               | 26 апреля                                          | День флага Сахалинской области | Установлен Законом Сахалинской области от 17.06.2008 № 52-ЗО |
| Сахалинская область               | 18 июля                                            | День образования профсоюзного движения в Сахалинской области | Установлен Законом Сахалинской области от 17.06.2008 № 52-ЗО |
| Сахалинская область               | 3 сентября                                         | День освобождения Южного Сахалина и Курильских островов от японских милитаристов | Установлен Законом Сахалинской области от 17.06.2008 № 52-ЗО |
| Свердловская область              | 17 января                                          | День образования Свердловской области | Установлен Указом Губернатора Свердловской области от 24.12.2010 № 1364-УГ |
| Свердловская область              | Последнее воскресенье августа                      | День пенсионера в Свердловской области | Установлен Указом Губернатора Свердловской области от 30.07.2013 № 403-УГ |
| Свердловская область              | Первая суббота сентября                            | День здоровья в Свердловской области | Установлен Указом Губернатора Свердловской области от 01.09.2015 № 395-УГ |
| Свердловская область              | Первое воскресенье сентября                        | День народов Среднего Урала | Установлен Указом Губернатора Свердловской области от 08.09.2016 № 512-УГ |
| Свердловская область              | 23 декабря                                         | День Устава Свердловской области | Установлен Указом Губернатора Свердловской области от 24.12.2010 № 1364-УГ |
| Севастополь                       | 13 февраля                                         | День рождения адмирала Корнилова Владимира Алексеевича | Установлен Законом города Севастополя от 10.03.2015 № 122-ЗС |
| Севастополь                       | 23 февраля                                         | День Народной воли | Начало «русской весны» в Севастополе. Установлен Законом города Севастополя от 10.03.2015 № 122-ЗС |
| Севастополь                       | 24 февраля                                         | День рождения адмирала Ушакова Федора Федоровича | Установлен Законом города Севастополя от 10.03.2015 № 122-ЗС |
| Севастополь                       | 16 марта                                           | День проведения общекрымского Народного референдума | Установлен Законом города Севастополя от 10.03.2015 № 122-ЗС |
| Севастополь                       | 18 марта                                           | День возвращения города Севастополя в Россию | 18 марта 2014 года Республика Крым и г. Севастополь вошли в состав Российской Федерации. Установлен Законом города Севастополя от 10.03.2015 № 122-ЗС |
| Севастополь                       | 14 апреля                                          | День принятия Устава города Севастополя | Установлен Законом города Севастополя от 10.03.2015 № 122-ЗС |
| Севастополь                       | 9 мая                                              | День освобождения города Севастополя от немецко-фашистских захватчиков | Установлен Законом города Севастополя от 10.03.2015 № 122-ЗС |
| Севастополь                       | 18 мая                                             | День памяти жертв депортации | Установлен Законом города Севастополя от 10.03.2015 № 122-ЗС |
| Севастополь                       | 19 мая                                             | День детства и юности | Установлен Законом города Севастополя от 10.03.2015 № 122-ЗС |
| Севастополь                       | 14 июня                                            | День основания города Севастополя | Установлен Законом города Севастополя от 10.03.2015 № 122-ЗС |
| Севастополь                       | 3 июля                                             | День памяти и скорби | Окончание II героической обороны города Севастополя (1941—1942 годов). Установлен Законом города Севастополя от 27.09.2017 № 366-ЗС |
| Севастополь                       | 5 июля                                             | День рождения адмирала Нахимова Павла Степановича | Установлен Законом города Севастополя от 10.03.2015 № 122-ЗС |
| Севастополь                       | 5 июля                                             | День защитника Графской пристани | Установлен Законом города Севастополя от 10.03.2015 № 122-ЗС |
| Севастополь                       | 9 сентября                                         | День памяти воинов, павших в Крымской войне 1853—1856 годов, завершение I героической обороны города Севастополя | Установлен Законом города Севастополя от 27.09.2017 № 366-ЗС |
| Севастополь                       | 17 октября                                         | День Гимна города Севастополя | Установлен Законом города Севастополя от 27.09.2017 № 366-ЗС |
| Севастополь                       | 30 октября                                         | День начала II героической обороны города Севастополя (1941—1942 годов) | Установлен Законом города Севастополя от 27.09.2017 № 366-ЗС |
| Севастополь                       | 14 ноября                                          | День рождения адмирала Лазарева Михаила Петровича | Установлен Законом города Севастополя от 10.03.2015 № 122-ЗС |
| Севастополь                       | 14 ноября                                          | День исхода русской армии | Установлен Законом города Севастополя от 10.03.2015 № 122-ЗС |
| Северная Осетия                   | 15 мая                                             | День осетинского языка и литературы | Установлен Указом Президента Республики Северная Осетия-Алания от 7 февраля 2003 г. № 13 |
| Северная Осетия                   | Первое воскресенье июля                            | День Республики | Установлен Указом Президента Республики Северная Осетия-Алания от 15 мая 2001 г. № 85 |
| Северная Осетия                   | 5 июля                                             | День образования профсоюзного движения в Северной Осетии | Установлен Указом Главы Республики Северная Осетия-Алания от 15 марта 2011 г. № 58 |
| Северная Осетия                   | Переходящий праздник                               | Уастырджи (Джеоргуыба) | Нерабочим днем является первый понедельник этого праздника. Он приходится на последнюю полную неделю ноября. |
| Ставропольский край               | Переходящий праздник                               | Радоница | День первого после Пасхи общецерковного поминовения усопших в народной традиции восточных славян. Отмечается во вторник после Фомина воскресенья, на второй неделе после Пасхи Установлен Законом Ставропольского края от 23.06.2016 № 60-кз |
| Ставропольский край               | 18 мая                                             | День средств массовой информации Ставропольского края | Установлен Постановлением Губернатора Ставропольского края от 28.03.2014 № 138 |
| Ставропольский край               | 14 августа                                         | День пчеловода Ставропольского края | Установлен Законом Ставропольского края от 07.07.2008 № 38-кз |
| Ставропольский край               | 17 сентября                                        | День Ставропольского края | Установлен Постановлением Губернатора Ставропольского края от 08.04.1999 № 208 |
| Тамбовская область                | 16 февраля                                         | День Тамбовских героев | Установлен Законом Тамбовской области от 21.07.2020 № 506-З |
| Тамбовская область                | 19 мая                                             | День детских организаций | Установлен Законом Тамбовской области от 21.07.2020 № 506-З |
| Тамбовская область                | 10 августа                                         | День всех святых земли Тамбовской | Установлен Законом Тамбовской области от 28.12.2013 № 365-З |
| Тамбовская область                | Вторая суббота сентября                            | День здоровья и спорта | Установлен Законом Тамбовской области от 21.07.2020 № 506-З |
| Тамбовская область                | Третье воскресенье сентября                        | День дружбы народов Тамбовской области | Установлен Законом Тамбовской области от 21.07.2020 № 506-З |
| Тамбовская область                | 27 сентября                                        | День Тамбовской области | Установлен Законом Тамбовской области от 21.07.2020 № 506-З |
| Тамбовская область                | 13—14 октября                                      | Покровская ярмарка | Установлен Законом Тамбовской области от 21.07.2020 № 506-З |
| Тамбовская область                | 24 октября                                         | День профсоюзного работника и профсоюзного активиста Тамбовской области | Установлен Законом Тамбовской области от 21.07.2020 № 506-З |
| Тамбовская область                | 12 ноября                                          | День добровольчества | Установлен Законом Тамбовской области от 21.07.2020 № 506-З |
| Татарстан                         | 26 апреля                                          | День родного языка | Установлен Законом Республики Татарстан от 19 февраля 1992 г. № 1448-XII |
| Татарстан                         | 21 мая                                             | День официального принятия Ислама Волжской Булгарией | Установлен Законом Республики Татарстан от 19 февраля 1992 г. № 1448-XII |
| Татарстан                         | Переходящий праздник                               | Ураза-Байрам | Исламский праздник, отмечаемый в честь окончания поста в месяц Рамадан. Отмечается в первый день месяца Шавваль. Установлен Законом Республики Татарстан от 19.02.1992 № 1448-XII |
| Татарстан                         | Переходящий праздник                               | Каравон | Местная традиция, ансамбль, Всероссийский фестиваль русского фольклора, русский народный праздник в Республике Татарстан. Установлен Законом Республики Татарстан от 19.02.1992 № 1448-XII |
| Татарстан                         | Переходящий праздник                               | Сабантуй | Ежегодный народный праздник окончания весенних полевых работ у татар и башкир. Установлен Законом Республики Татарстан от 19.02.1992 № 1448-XII |
| Татарстан                         | Переходящий праздник                               | Курбан-Байрам | Исламский праздник окончания хаджа, отмечаемый через 70 дней после праздника Ураза-байрам, в 10-й день месяца Зуль-хиджа в память жертвоприношения Ибрахима, считающегося в исламе пророком. Установлен Законом Республики Татарстан от 19.02.1992 № 1448-XII |
| Татарстан                         | 30 августа                                         | День Республики Татарстан | Установлен Законом Республики Татарстан от 19.02.1992 № 1448-XII |
| Татарстан                         | 6 ноября                                           | День Конституции Республики Татарстан | Установлен Законом Республики Татарстан от 19.02.1992 № 1448-XII |
| Тыва                              | Переходящий праздник                               | Шагаа | Тувинский Новый год по лунно-солнечному календарю, традиционный большой праздник, знаменующий начало новой жизни; символ рождения, обновления и очищения. Установлен Законом Республики Тыва от 12.02.1999 № 143 |
| Тыва                              | 6 мая                                              | День Конституции Республики Тыва | Установлен Законом Республики Тыва от 12.02.1999 № 143 |
| Тыва                              | Переходящий праздник                               | День рождения, Просветления и Паринирваны Будды Шакьямуни | Установлен Законом Республики Тыва от 12.02.1999 № 143 |
| Тыва                              | Переходящий праздник                               | Наадым | Тувинский национальный праздник животноводов (аратов). Обязательно включает в себя национальную борьбу «хуреш», конные скачки, стрельбу из лука, конкурсы на лучшую национальную юрту, лучшие национальный костюм и снаряжение коня. Установлен Законом Республики Тыва от 12.02.1999 № 143 |
| Тыва                              | 15 августа                                         | День Республики Тыва | Установлен Законом Республики Тыва от 12.02.1999 № 143 |
| Тыва                              | Четвёртое воскресенье августа                      | День пчеловода | Установлен Законом Республики Тыва от 12.02.1999 № 143 |
| Тыва                              | Третья суббота ноября                              | День отцов | Установлен Законом Республики Тыва от 12.02.1999 № 143 |
| Удмуртия                          | 26 мая                                             | День предпринимателя Удмуртской Республики | Установлен Указом Президента Удмуртской Республики от 30 июня 2004 г. № 146 |
| Удмуртия                          | 26 мая                                             | День бабушки в Удмуртской Республике | Установлен Указом Президента Удмуртской Республики от 25 июля 2012 г. № 139 |
| Удмуртия                          | Переходящий праздник                               | Семык | Марийский традиционный праздник, знаменующий собой наступление лета, открывает летний праздничный календарь. Основной идеей праздника является поминовение умерших родственников и прошение у них благословения на удачу в хозяйственных делах и в быту. Отмечается через 7 недель от Пасхи со среды на Троицкой неделе и заканчивается в воскресенье в день Троицы. Православные марийцы празднуют его с четверга. |
| Удмуртия                          | Переходящий праздник                               | Гербер | Гербер считают последним праздником земли, завершающим период летнего солнцестояния и являющимся точкой отсчёта нового (осеннего) периода. Гербер — своеобразный реликт древнего деления календарного цикла на два полугодия |
| Удмуртия                          | Переходящий праздник                               | Сабантуй | Ежегодный народный праздник окончания весенних полевых работ у татар и башкир. |
| Удмуртия                          | Первая суббота сентября                            | День ветерана боевых действий | Установлен Законом Удмуртской Республики от 25 февраля 2016 г. № 3-РЗ |
| Удмуртия                          | 4 ноября                                           | День Государственности Удмуртской Республики | 4 ноября 1920 года Всероссийский центральный исполнительный комитет и Совет народных комиссаров приняли Декрет об образовании Вотской автономной области и положили начало формированию государственности Удмуртии |
| Удмуртия                          | 16 ноября                                          | День Федерации профсоюзов Удмуртской Республики | Установлен Указом Президента Удмуртской Республики от 26 октября 2012 г. № 199 |
| Ульяновская область               | 19 января                                          | День образования Ульяновской области | Установлен Законом Ульяновской области от 03.06.2009 № 65-ЗО |
| Ульяновская область               | 20 апреля                                          | День присвоения Ульяновской области ордена Ленина | Установлен Законом Ульяновской области от 03.06.2009 № 65-ЗО |
| Ульяновская область               | 2 мая                                              | День садовода | Установлен Законом Ульяновской области от 03.06.2009 № 65-ЗО |
| Ульяновская область               | 6 мая                                              | День добровольного пожарного | Установлен Законом Ульяновской области от 03.06.2009 № 65-ЗО |
| Ульяновская область               | 19 мая                                             | День Устава Ульяновской области | Установлен Законом Ульяновской области от 03.06.2009 № 65-ЗО |
| Ульяновская область               | 20 мая                                             | День организаторов выборов | Установлен Законом Ульяновской области от 03.06.2009 № 65-ЗО |
| Ульяновская область               | 6 июля                                             | День территориального общественного самоуправления | Установлен Законом Ульяновской области от 03.06.2009 № 65-ЗО |
| Ульяновская область               | 26 июля                                            | День отца | Установлен Законом Ульяновской области от 03.06.2009 № 65-ЗО |
| Ульяновская область               | 30 июля                                            | День дружбы народов в Ульяновской области | Установлен Законом Ульяновской области от 03.06.2009 № 65-ЗО |
| Ульяновская область               | 7 сентября                                         | День промышленности в Ульяновской области | Установлен Законом Ульяновской области от 03.06.2009 № 65-ЗО |
| Ульяновская область               | 12 сентября                                        | День семейного общения | Установлен Законом Ульяновской области от 03.06.2009 № 65-ЗО |
| Ульяновская область               | 15 сентября                                        | День родного края | Установлен Законом Ульяновской области от 03.06.2009 № 65-ЗО |
| Ульяновская область               | 27 сентября                                        | День казачества | Установлен Законом Ульяновской области от 03.06.2009 № 65-ЗО |
| Ульяновская область               | 28 сентября                                        | День наставника | Установлен Законом Ульяновской области от 03.06.2009 № 65-ЗО |
| Ульяновская область               | 8 октября                                          | День школьника | Установлен Законом Ульяновской области от 03.06.2009 № 65-ЗО |
| Ульяновская область               | 31 октября                                         | День общественного активиста | Установлен Законом Ульяновской области от 03.06.2009 № 65-ЗО |
| Ульяновская область               | 7 ноября                                           | День трудовой славы и профсоюзного работника | Установлен Законом Ульяновской области от 03.06.2009 № 65-ЗО |
| Ульяновская область               | 20 ноября                                          | День приемной семьи | Установлен Законом Ульяновской области от 03.06.2009 № 65-ЗО |
| Ульяновская область               | 9 декабря                                          | День государственного гражданского и муниципального служащего | Установлен Законом Ульяновской области от 03.06.2009 № 65-ЗО |
| Ульяновская область               | 12 декабря                                         | День отечественной истории | Установлен Законом Ульяновской области от 03.06.2009 № 65-ЗО |
| Ульяновская область               | 22 декабря                                         | День герба и флага Ульяновской области | Установлен Законом Ульяновской области от 03.06.2009 № 65-ЗО |
| Хабаровский край                  | 28 апреля                                          | День образования Хабаровского полицейского управления | Установлен Постановлением Губернатора Хабаровского края от 27.05.2013 № 38 |
| Хакасия                           | 22 марта                                           | Чыл Пазы | Новый Год по Хакасскому календарю, приходится на день весеннего равноденствия. Установлен Законом Республики Хакасия от 22 февраля 2000 г. № 76 |
| Хакасия                           | 3 июля                                             | День Республики Хакасия | Установлен Законом Республики Хакасия от 20 октября 1992 г. № 15 |
| Хакасия                           | Третье воскресенье сентября                        | День тюркской письменности и культуры | Установлен Законом Республики Хакасия от 28 июня 2004 г. № 32 |
| Ханты-Мансийский автономный округ | Вторая суббота апреля                              | День коренных малочисленных народов Севера Ханты-Мансийского автономного округа — Югры «Вороний день» | Установлен Законом Ханты-Мансийского АО от 30.04.2011 № 26-оз |
| Ханты-Мансийский автономный округ | 10 декабря                                         | День образования Ханты-Мансийского автономного округа - Югры | Установлен Законом Ханты-Мансийского АО от 30.04.2001 № 26-оз |
| Чечня                             | 3 января                                           | День почитания эвлияа-устаза Кунта-Хаджи Кишиева | Установлен Указом Президента Чеченской Республики от 3 января 2010 г. № 01 |
| Чечня                             | 23 марта                                           | День Конституции Чеченской Республики | Установлен Указом Президента Чеченской Республики от 04.05.2009 № 155 |
| Чечня                             | 16 апреля                                          | День мира в Чеченской Республике | Установлен Указом Президента Чеченской Республики от 4 мая 2009 г. № 155 |
| Чечня                             | 25 апреля                                          | День чеченского языка | Установлен Указом Президента Чеченской Республики от 11 мая 2007 г. № 207 |
| Чечня                             | 10 мая                                             | День памяти и скорби народов Чеченской Республики | Установлен Указом Главы Чеченской Республики от 11 апреля 2011 г. № 67 |
| Чечня                             | Переходящий праздник                               | Ураза-Байрам | Исламский праздник, отмечаемый в честь окончания поста в месяц Рамадан. Отмечается в первый день месяца Шавваль. |
| Чечня                             | Переходящий праздник                               | Курбан-Байрам | Исламский праздник окончания хаджа, отмечаемый через 70 дней после праздника Ураза-байрам, в 10-й день месяца Зуль-хиджа в память жертвоприношения Ибрахима, считающегося в исламе пророком. |
| Чечня                             | 6 сентября                                         | День Республики (День гражданского согласия и единения) | Установлен Указом Главы Администрации Чеченской Республики от 4 сентября 2002 г. № 59 |
| Чечня                             | Третье воскресенье сентября                        | День чеченской женщины | Установлен Указом Президента Чеченской Республики от 2 февраля 2009 г. № 39 |
| Чечня                             | 5 октября                                          | День молодежи Чеченской Республики | Установлен Указом Президента Чеченской Республики от 30 сентября 2006 г. № 299 |
| Чувашия                           | 24 июня                                            | День Республики | Установлен Законом Чувашской Республики от 04.05.2000 № 4 |
| Якутия                            | 13 февраля                                         | День родного языка и письменности | Установлен Указом Президента Республики Саха (Якутия) от 9 февраля 1996 г. № 1294 |
| Якутия                            | 5 марта                                            | День народного мастера | Установлен Указом Президента Республики Саха (Якутия) от 21 февраля 2012 г. № 1227 |
| Якутия                            | 19 марта                                           | День Арктики | Установлен Указом Главы Республики Саха (Якутия) от 11 декабря 2014 г. № 200 |
| Якутия                            | 23 марта                                           | День правовых знаний | Установлен Указом Президента Республики Саха (Якутия) от 5 октября 2010 г. № 284 |
| Якутия                            | Первая суббота апреля                              | День охотника | Установлен Указом Президента Республики Саха (Якутия) от 17 февраля 2012 г. № 1224 |
| Якутия                            | Первое воскресенье апреля                          | День отца | Установлен Указом Президента Республики Саха (Якутия) от 15 февраля 1999 г. № 685 |
| Якутия                            | 27 апреля                                          | День Республики Саха (Якутия) | Установлен Законом Республики Саха (Якутия) от 26.04.2018 1993-З № 1545-V |
| Якутия                            | 21 июня                                            | Ысыах | Якутский праздник лета. Представляет собой весенне-летний праздник в честь Бога Айыы и возрождения природы, сопровождаемый обрядом молений, обильным угощением и кумысопитием, танцами, народными играми, конными скачками, соревнованиями сильных и ловких. Установлен Законом Республики Саха (Якутия) от 26.04.2018 1993-З № 1545-V |
| Якутия                            | 2 июля                                             | День реки Лены в республике Саха (Якутия) | Установлен Указом Президента Республики Саха (Якутия) от 24 июня 2013 г. № 2122 |
| Якутия                            | Вторая суббота сентября                            | День велосипедного спорта | Установлен Указом Президента Республики Саха (Якутия) от 30 августа 2010 г. № 230 |
| Якутия                            | Четвёртое воскресенье сентября                     | День предпринимателя | Установлен Указом Президента Республики Саха (Якутия) от 13 декабря 2001 г. № 1626 |
| Якутия                            | Третье воскресенье октября                         | День матери | Установлен Указом Президента Республики Саха (Якутия) от 2 сентября 1993 г. № 532 |
| Якутия                            | 23 октября                                         | День работника ювелирной и алмазогранильной промышленности | Установлен Указом Президента Республики Саха (Якутия) от 26 апреля 2010 г. № 1905 |
| Якутия                            | 25 ноября                                          | День Олонхо | Установлен Указом Президента Республики Саха (Якутия) от 15 ноября 2006 г. № 3036 |
| Якутия                            | 27 ноября                                          | День профсоюзного работника | Установлен Указом Президента Республики Саха (Якутия) от 27 апреля 2011 г. № 626 |
| Якутия                            | 30 ноября                                          | День Хомуса | Установлен Указом Президента Республики Саха (Якутия) от 27 июня 2011 г. № 769 |
| Якутия                            | 5 декабря                                          | День детского движения | Установлен Указом Президента Республики Саха (Якутия) от 6 марта 2014 г. № 2526 |
| Ярославская область               | 13 февраля                                         | День рождения великого флотоводца Федора Ушакова | Установлен Законом Ярославской области от 26.12.2014 № 88-з |
| Ярославская область               | 4 марта                                            | День Ситской битвы | Установлен Законом Ярославской области от 26.12.2014 № 88-з |
| Ярославская область               | 5 марта                                            | День памяти князя Ярослава Мудрого | Установлен Законом Ярославской области от 26.12.2014 № 88-з |
| Ярославская область               | 14 апреля                                          | День памяти Мологи | Установлен Законом Ярославской области от 26.12.2014 № 88-з |
| Ярославская область               | 24 мая                                             | День возрождения Российской государственности | Установлен Законом Ярославской области от 26.12.2014 № 88-з |
| Ярославская область               | 12 июня                                            | День рождения полководца и политического деятеля Александра Невского | Установлен Законом Ярославской области от 26.12.2014 № 88-з |
| Ярославская область               | 16 июня                                            | День полета в космос первой женщины-космонавта В. В. Терешковой | Установлен Законом Ярославской области от 26.12.2014 № 88-з |
| Ярославская область               | 29 июня                                            | День рождения в Ярославле первого русского театра | Установлен Законом Ярославской области от 26.12.2014 № 88-з |
| Ярославская область               | 8 октября                                          | День памяти преподобного Сергия Радонежского | Установлен Законом Ярославской области от 26.12.2014 № 88-з |
| Ярославская область               | 18 декабря                                         | День образования Ярославской губернии | Установлен Законом Ярославской области от 26.12.2014 № 88-з |

## Данные опросов
Социологические опросы 2012, 2014, 2018 годов показывают, что единственными праздниками, сохраняющими популярность, остались Новый год и День Победы 9 мая.
В 2006 году главным праздником большинство (57 % респондентов) продолжали считать День Победы. Вторым по популярности был День России 12 июня (19 %), третьим — День Конституции России 12 декабря (5 %). День Октябрьской революции имел вдвое больше поддержки (4 %), чем новый в то время День народного единства (2 %) и затем несколько лет устойчиво опережал его по популярности. Тем не менее, более половины опрошенных не собирались праздновать в ноябре какой-либо праздник. По данным опроса среди студентов в 2013 году, День народного единства не вошел в десятку значимых для молодежи событий. В 2018 году этот праздник отмечался только 46 % россиян. Православные эксперты, которые участвовали в круглом столе, организованном в марте 2015 года Российским православным университетом, не включили освобождение Москвы от поляков в 1612 году в число значимых событий российской истории.
По данным фонда «Общественное мнение», с 2010-х голов более половины населения России стали позитивно относиться к празднованию Дня народного единства: 57 % в 2013 году и 63 % в 2014 году; по популярности праздник стал опережать День Октябрьской революции. Сохраняется неясное представление о том, какие именно исторические события стали основанием для праздника: в 2012—2013 годы таковых респондентов было не менее 70 %.